# 今治市
今治市（いまばりし）は、愛媛県北東部の東予地方に位置する市。今治市と尾道市を結ぶしまなみ海道があり、大島、伯方島、大三島などの島々を結んでいる。計量特定市に指定されている。

## 概要
古くから瀬戸内海の海上交通の要所であったことから平安時代以前は伊予国国府が置かれ、江戸時代は今治藩今治城の城下町として発展した。1920年2月に今治町と日吉村が合併し、旧今治市が誕生した。その後2005年に越智郡11町村との新設合併により、新たに今治市が発足した。市町村合併により、新居浜市の人口を上回り、松山市に次ぐ愛媛県下第2位となった。四国地方では各県庁所在地（松山市・高松市・高知市・徳島市）に次ぐ第5位の規模である。市域は四国本土の高縄半島北東部と芸予諸島の一部から成っている。
同じ東予地方の西条市・新居浜市・四国中央市と並んで工業が盛んであり、瀬戸内工業地域の一角として、愛媛県・四国地方を代表する工業都市のひとつでもある。特に造船・今治タオルの地場生産が盛ん。今治市に本社を置く今治造船は造船業で日本一の規模を誇る。また、焼き鳥などでも知られている。西瀬戸自動車道（しまなみ海道）によって広島県尾道市と、また一部の島は安芸灘諸島連絡架橋（とびしま海道）によって広島県の呉市と橋で結ばれている。
今治市のうち、旧吉海町・旧宮窪町・旧伯方町・旧大三島町・旧関前村は過疎地域自立促進特別措置法による一部過疎に指定されている。広島県と一体で特区に指定され、獣医大学誘致や外国人人材の登用など、地方創生に取り組んでいる。

## 人口
1920年に今治町・日吉村が合併して旧今治市が誕生したとき、面積は8.01平方キロメートルで人口は3万295人であった。昭和の大合併が行われた時点で、人口9万6654人、面積74.30平方キロメートルに増大した。その後は順調に人口が増え始め、1985年国勢調査の12万5000人超で頂点に達した（現在の今治市域でみると1980年国勢調査がピーク）が、その後は減少に転じた。2005年に11町村との新設合併により、人口18万627人、面積419.6平方キロメートルとなった。
| |                                        |  |
| 今治市と全国の年齢別人口分布（2005年） | 今治市の年齢・男女別人口分布（2005年） |  |
| ■紫色 ― 今治市 ■緑色 ― 日本全国 | ■青色 ― 男性 ■赤色 ― 女性              |  |
| 今治市（に相当する地域）の人口の推移 \| 1970年（昭和45年） \| 189,918人 \| \| \| 1975年（昭和50年） \| 196,817人 \| \| \| 1980年（昭和55年） \| 197,818人 \| \| \| 1985年（昭和60年） \| 197,774人 \| \| \| 1990年（平成2年） \| 191,504人 \| \| \| 1995年（平成7年） \| 185,435人 \| \| \| 2000年（平成12年） \| 180,627人 \| \| \| 2005年（平成17年） \| 173,983人 \| \| \| 2010年（平成22年） \| 166,532人 \| \| \| 2015年（平成27年） \| 158,114人 \| \| \| 2020年（令和2年） \| 151,672人 \| \| |                                        |  |
| 総務省統計局 国勢調査より |                                        |  |
| 1970年（昭和45年） | 189,918人                              |  |
| 1975年（昭和50年） | 196,817人                              |  |
| 1980年（昭和55年） | 197,818人                              |  |
| 1985年（昭和60年） | 197,774人                              |  |
| 1990年（平成2年） | 191,504人                              |  |
| 1995年（平成7年） | 185,435人                              |  |
| 2000年（平成12年） | 180,627人                              |  |
| 2005年（平成17年） | 173,983人                              |  |
| 2010年（平成22年） | 166,532人                              |  |
| 2015年（平成27年） | 158,114人                              |  |
| 2020年（令和2年） | 151,672人                              |  |

## 地理

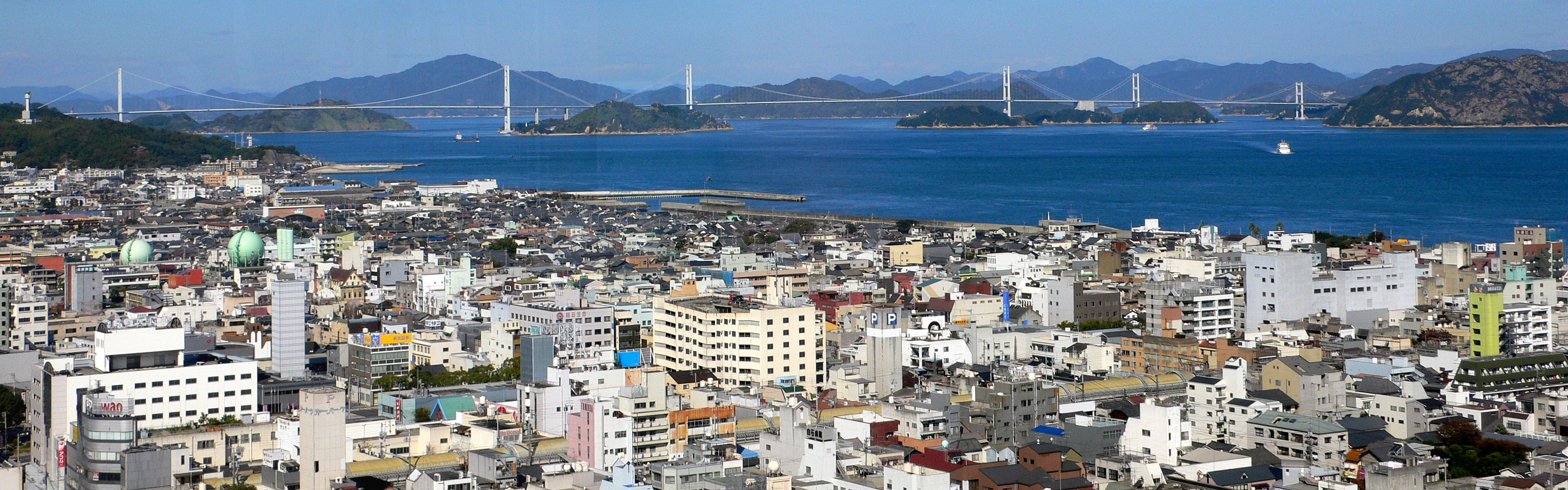
今治市中心部から島嶼部を望む

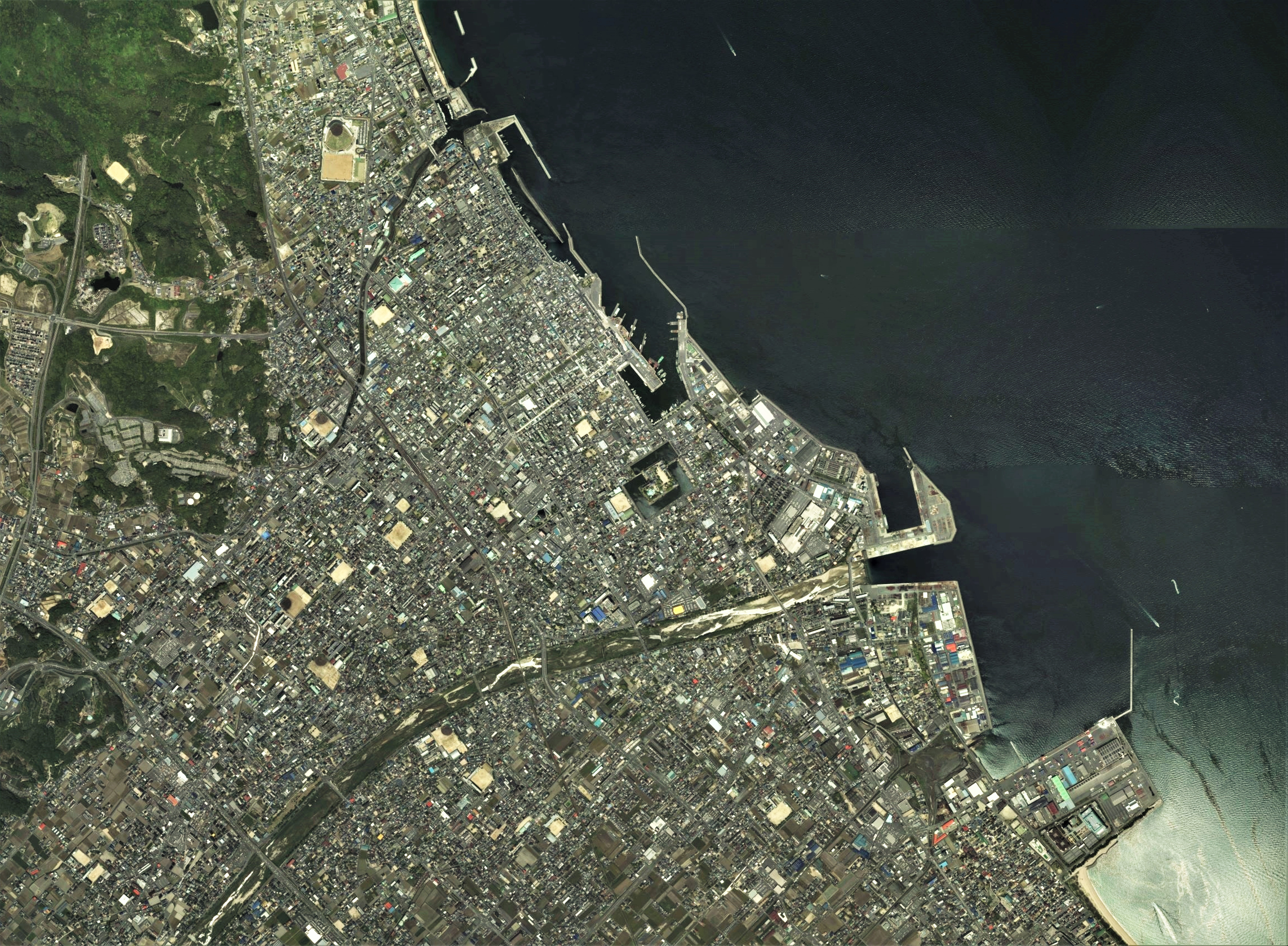
今治市中心部周辺の空中写真。
2016年5月1日撮影の28枚を合成作成。。

瀬戸内海沿岸に位置し、愛媛県北部の高縄半島の北東部を占める陸地部と、瀬戸内海特有の多島海が見られる島しょ部をも含めた多様な市域を有している。
旧今治市を中心とした「陸地部」と伯方島・大島・大三島を中心とした「島嶼部」という分け方も広く浸透している。
- 山：近見山（標高 244m・亀老山（大島、標高 307.8m）・鷲ヶ頭山（大三島）
- 河川：浅川・蒼社川・頓田川
- 島：大三島・伯方島・大島・岡村島・津島・来島・小島・鶏小島・怪島・馬島・四阪島など
  - うち架橋島 ： 大三島・伯方島・大島・馬島・見近島（以上しまなみ海道）、岡村島（とびしま街道）
- ダム：玉川ダム・台ダム

### 気候
| 今治（今治市山路）の気候 | 今治（今治市山路）の気候 | 今治（今治市山路）の気候 | 今治（今治市山路）の気候 | 今治（今治市山路）の気候 | 今治（今治市山路）の気候 | 今治（今治市山路）の気候 | 今治（今治市山路）の気候 | 今治（今治市山路）の気候 | 今治（今治市山路）の気候 | 今治（今治市山路）の気候 | 今治（今治市山路）の気候 | 今治（今治市山路）の気候 | 今治（今治市山路）の気候 |
| 月                       | 1月                      | 2月                      | 3月                      | 4月                      | 5月                      | 6月                      | 7月                      | 8月                      | 9月                      | 10月                     | 11月                     | 12月                     | 年                       |
| ------------------------ | ------------------------ | ------------------------ | ------------------------ | ------------------------ | ------------------------ | ------------------------ | ------------------------ | ------------------------ | ------------------------ | ------------------------ | ------------------------ | ------------------------ | ------------------------ |
| 最高気温記録 °C （°F）   | 18.0 (64.4)              | 21.7 (71.1)              | 28.1 (82.6)              | 30.0 (86)                | 33.6 (92.5)              | 35.4 (95.7)              | 37.7 (99.9)              | 37.7 (99.9)              | 36.3 (97.3)              | 33.1 (91.6)              | 24.7 (76.5)              | 23.3 (73.9)              | 37.7 (99.9)              |
| 平均最高気温 °C （°F）   | 9.8 (49.6)               | 10.3 (50.5)              | 13.6 (56.5)              | 18.8 (65.8)              | 23.6 (74.5)              | 26.4 (79.5)              | 30.7 (87.3)              | 32.2 (90)                | 28.2 (82.8)              | 22.9 (73.2)              | 17.3 (63.1)              | 12.2 (54)                | 20.5 (68.9)              |
| 日平均気温 °C （°F）     | 5.9 (42.6)               | 6.1 (43)                 | 9.0 (48.2)               | 13.7 (56.7)              | 18.4 (65.1)              | 22.0 (71.6)              | 26.2 (79.2)              | 27.4 (81.3)              | 24.0 (75.2)              | 18.6 (65.5)              | 13.0 (55.4)              | 8.1 (46.6)               | 16.0 (60.8)              |
| 平均最低気温 °C （°F）   | 1.8 (35.2)               | 1.7 (35.1)               | 4.3 (39.7)               | 8.8 (47.8)               | 13.7 (56.7)              | 18.4 (65.1)              | 22.7 (72.9)              | 23.9 (75)                | 20.4 (68.7)              | 14.6 (58.3)              | 8.9 (48)                 | 4.1 (39.4)               | 11.9 (53.4)              |
| 最低気温記録 °C （°F）   | −3.8 (25.2)              | −6.5 (20.3)              | −3.7 (25.3)              | −0.7 (30.7)              | 5.2 (41.4)               | 10.9 (51.6)              | 16.0 (60.8)              | 17.7 (63.9)              | 12.8 (55)                | 4.7 (40.5)               | 0.5 (32.9)               | −3.2 (26.2)              | −6.5 (20.3)              |
| 降水量 mm （inch）       | 49.6 (1.953)             | 59.8 (2.354)             | 96.6 (3.803)             | 97.0 (3.819)             | 111.8 (4.402)            | 196.2 (7.724)            | 191.8 (7.551)            | 93.8 (3.693)             | 165.2 (6.504)            | 122.2 (4.811)            | 69.6 (2.74)              | 59.4 (2.339)             | 1,325.5 (52.185)         |
| 平均降水日数 （≥1.0 mm） | 6.7                      | 7.2                      | 9.7                      | 9.3                      | 8.6                      | 11.0                     | 9.3                      | 6.7                      | 9.5                      | 7.5                      | 7.1                      | 7.2                      | 99.7                     |
| 平均月間日照時間         | 139.6                    | 146.0                    | 184.7                    | 198.8                    | 215.0                    | 163.4                    | 202.4                    | 229.7                    | 161.6                    | 165.3                    | 136.8                    | 129.7                    | 2,072.9                  |
| 出典：気象庁             |                          |                          |                          |                          |                          |                          |                          |                          |                          |                          |                          |                          |                          |

| 大三島（1991年 - 2020年）の気候    | 大三島（1991年 - 2020年）の気候 | 大三島（1991年 - 2020年）の気候 | 大三島（1991年 - 2020年）の気候 | 大三島（1991年 - 2020年）の気候 | 大三島（1991年 - 2020年）の気候 | 大三島（1991年 - 2020年）の気候 | 大三島（1991年 - 2020年）の気候 | 大三島（1991年 - 2020年）の気候 | 大三島（1991年 - 2020年）の気候 | 大三島（1991年 - 2020年）の気候 | 大三島（1991年 - 2020年）の気候 | 大三島（1991年 - 2020年）の気候 | 大三島（1991年 - 2020年）の気候 |
| 月                                 | 1月                             | 2月                             | 3月                             | 4月                             | 5月                             | 6月                             | 7月                             | 8月                             | 9月                             | 10月                            | 11月                            | 12月                            | 年                              |
| ---------------------------------- | ------------------------------- | ------------------------------- | ------------------------------- | ------------------------------- | ------------------------------- | ------------------------------- | ------------------------------- | ------------------------------- | ------------------------------- | ------------------------------- | ------------------------------- | ------------------------------- | ------------------------------- |
| 最高気温記録 °C （°F）             | 16.0 (60.8)                     | 20.5 (68.9)                     | 25.4 (77.7)                     | 27.9 (82.2)                     | 30.4 (86.7)                     | 33.7 (92.7)                     | 38.0 (100.4)                    | 37.4 (99.3)                     | 36.1 (97)                       | 31.9 (89.4)                     | 25.5 (77.9)                     | 22.6 (72.7)                     | 38.0 (100.4)                    |
| 平均最高気温 °C （°F）             | 9.6 (49.3)                      | 10.2 (50.4)                     | 13.4 (56.1)                     | 18.6 (65.5)                     | 23.2 (73.8)                     | 26.1 (79)                       | 30.0 (86)                       | 32.0 (89.6)                     | 28.3 (82.9)                     | 22.8 (73)                       | 17.2 (63)                       | 12.0 (53.6)                     | 20.3 (68.5)                     |
| 日平均気温 °C （°F）               | 5.5 (41.9)                      | 5.6 (42.1)                      | 8.4 (47.1)                      | 13.1 (55.6)                     | 17.6 (63.7)                     | 21.3 (70.3)                     | 25.3 (77.5)                     | 26.8 (80.2)                     | 23.4 (74.1)                     | 18.0 (64.4)                     | 12.5 (54.5)                     | 7.7 (45.9)                      | 15.4 (59.7)                     |
| 平均最低気温 °C （°F）             | 1.3 (34.3)                      | 1.1 (34)                        | 3.4 (38.1)                      | 8.0 (46.4)                      | 12.7 (54.9)                     | 17.6 (63.7)                     | 22.0 (71.6)                     | 23.2 (73.8)                     | 19.7 (67.5)                     | 13.8 (56.8)                     | 8.2 (46.8)                      | 3.4 (38.1)                      | 11.2 (52.2)                     |
| 最低気温記録 °C （°F）             | −5.9 (21.4)                     | −6.2 (20.8)                     | −4.4 (24.1)                     | −1.5 (29.3)                     | 3.6 (38.5)                      | 9.6 (49.3)                      | 15.5 (59.9)                     | 15.6 (60.1)                     | 11.1 (52)                       | 5.5 (41.9)                      | −1.3 (29.7)                     | −3.5 (25.7)                     | −6.2 (20.8)                     |
| 降水量 mm （inch）                 | 40.8 (1.606)                    | 54.0 (2.126)                    | 89.5 (3.524)                    | 98.0 (3.858)                    | 116.2 (4.575)                   | 186.3 (7.335)                   | 194.6 (7.661)                   | 93.5 (3.681)                    | 133.4 (5.252)                   | 96.3 (3.791)                    | 66.0 (2.598)                    | 50.1 (1.972)                    | 1,218.6 (47.976)                |
| 平均降水日数 （≥1.0 mm）           | 5.3                             | 6.7                             | 9.0                             | 8.9                             | 8.7                             | 11.1                            | 9.4                             | 6.7                             | 8.8                             | 7.3                             | 6.4                             | 6.0                             | 94.4                            |
| 平均月間日照時間                   | 146.1                           | 151.2                           | 182.0                           | 200.2                           | 214.7                           | 157.1                           | 201.2                           | 233.9                           | 171.2                           | 180.4                           | 159.2                           | 144.3                           | 2,141.6                         |
| 出典1：Japan Meteorological Agency |                                 |                                 |                                 |                                 |                                 |                                 |                                 |                                 |                                 |                                 |                                 |                                 |                                 |
| 出典2：気象庁                      |                                 |                                 |                                 |                                 |                                 |                                 |                                 |                                 |                                 |                                 |                                 |                                 |                                 |

### 隣接する自治体
- 松山市
- 西条市
- 東温市

## 歴史
以下、主として2005年（平成17年）の合併（平成の大合併）以前の「今治市」の市域の歴史を中心に記載している。2005年合併以前の越智郡の町村部の歴史についてはそれぞれの町村記事または各島の記事に詳しいので、そちらの記述を参照のこと。

### 略史

#### 藩政期
今治には今治藩が存在したが、現在の今治市域で今治藩領だったのは、市内中心部と蒼社川沿いのほか、玉川町の大部分、朝倉の一部、伯方島、大島（ほかに宇摩郡、弓削島、佐島があった）。大三島・関前諸島・菊間町・大西町・波方町・波止浜・乃万は松山藩、桜井は天領であった。
- 1871年（明治4年）7月14日 - 廃藩置県で今治藩が廃止され今治県が設置される。
- 1871年（明治4年）11月 - 松山県、西条県、小松県と合併し、松山県（その後、石鉄県に改称）が誕生する。
- 1872年（明治5年） - 今治郵便取扱所（現:今治郵便局）が設置される。
- 1873年（明治6年） - 石鉄県の県庁所在地が今治に設置される。その後神山県と合併し愛媛県が誕生する。県庁所在地も松山に移される。
- 1875年（明治8年）12月24日 - 今治警察出張所が設置される。
- 1878年（明治11年）9月25日 - 今治電信分局が設置され、業務開始。
- 1879年（明治12年）9月21日 - 四国初のプロテスタント教会（日本基督教団今治教会）が設立される。
- 1892年（明治25年）5月1日　- 今治融通（今治銀行の前身）が設立される。

#### 今治町時代
- 1889年（明治22年）12月15日 - 市町村制の施行により今治町が誕生。
- 1894年（明治27年）12月 - 阿部平助が4台の織機をもって今治最初のタオル作りを開始[5]。
- 1896年（明治29年）11月1日 - 今治税務署が設置される。
- 1897年（明治30年）8月1日 - 今治税関監視署（現:神戸税関今治税関支署）が設置される。
- 1899年（明治32年）4月1日 - 町立今治高等女学校（現：愛媛県立今治北高等学校）が開校。
- 1901年（明治34年）
  - 4月1日 - 町立今治高等女学校を県に移管。
  - 4月21日 - 愛媛県立西条中学校今治分校（現:愛媛県立今治西高等学校）が開校。
- 1902年（明治35年）5月 - 今治商工会（後の今治商工会議所）が設立される。
- 1906年（明治39年）5月1日 - 私立今治技芸女子学校（現：今治明徳高等学校）が開校[6]。
- 1907年（明治40年）12月 - 今治電気が今治町に電力の送電を開始。
- 1913年（大正2年）5月 - 今治ガス（現:四国ガス）がガスの供給を開始[7]。
- 1916年（大正5年） - 今治無尽（現:愛媛銀行）が設立される。
- 1918年（大正7年） - 愛媛自動車が今治～松山間で東予地方で初となるバスの運行を開始[8]。

#### 旧・今治市時代
- 1920年（大正9年）
  - 2月11日 - 今治町と日吉村が合併して市制施行、今治市となる。
  - 9月8日 - 今治には元々「いまばり」「いまはる」「いまばる」など複数の読み方があったが、「いまばり」に統一することを市議会で議決。なお、市民の間では引き続き「いまはる」という読み方も広く行われ、1952年（昭和27年）に「いまはる」への改称が市議会で提案されたことがある（審議未了のまま閉会）[9]。
- 1922年（大正11年）2月10日 - 今治港が四国初の開港場に指定される。
- 1924年（大正13年）
  - 2月11日 - 讃予線（のちの予讃線）伊予桜井駅・今治駅間が開業。
  - 8月 - 今治港務所が開設される。
  - 12月1日 - 讃予線今治駅・伊予大井駅（現:大西駅）間が開業。
- 1926年（大正15年）4月1日 - 組合立越智中学校（現：愛媛県立今治南高等学校）が開校。私立今治精華高等女学校（現：今治精華高等学校）が開校。
- 1927年（昭和2年）
  - 1月24日 - 今治商業銀行（現：伊予銀行）の本･支店が一斉休業。
  - 8月18日　- 今治商業銀行が日本銀行から特別融資を受け、営業を再開。
- 1931年（昭和6年）10月5日 - 今治市営バスが運行開始。
- 1936年（昭和11年）
  - 4月18日 - 上水道が完成。
  - 長崎紡績今治工場（後の倉敷紡績今治工場、今治空襲により焼失）が稼動開始。
- 1939年（昭和14年）1月13日 - 恩賜財団済生会今治診療所（現:済生会今治病院）が開所。
- 1940年（昭和15年）4月 - 今治産婆看護婦養成所（現：今治看護専門学校）が開設される。
- 1941年（昭和16年）10月28日 - 愛媛県が今治市などに県事務所を設置。
- 1942年（昭和17年）
  - 4月1日 - 市立工業学校（現：愛媛県立今治工業高等学校）が設置される[10]。
  - 7月1日 - 今治地区のバス事業者統合の指令により、瀬戸内商船（現:瀬戸内運輸）が今治市営バス等を買収。
- 1943年（昭和18年）4月 - 市立工業学校を県に移管。
- 1944年（昭和19年）
  - 4月1日 - 組合立越智中学校を県に移管。
  - 6月5日 - 東芝今治工場（現:東芝ライテック今治事業所）が設立され、一部操業開始。
- 1945年（昭和20年）
  - 4月26日 - 連合国軍の空襲により、明徳女学校関係者や電信電話局職員など68名が死亡[11]。
  - 5月8日 - 2度目の空襲により今治高等女学校の生徒など29名が死亡[11]。
  - 8月5日 - 3度目の空襲により454名が死亡し、焼夷弾により市街地中心部の8割が焼け野原となる[11]。
  - 9月 - 日本医療団今治病院（現:愛媛県立今治病院）が開設される。
- 1947年（昭和22年）
  - 5月3日 - 松山地方検察庁今治支部、今治区検察庁が設置される。
  - 9月1日 - 今治労働基準監督署が設置される。
- 1948年（昭和23年）
  - 3月7日 - 今治市警察が設置される。
  - 5月1日 - 広島海上保安部今治海上保安署（現:今治海上保安部）が開設される。
  - 5月 - 市庁舎を新築。
  - 8月 - 今治高等珠算簿記学校（現：今治商業専門学校）が開設される[12]。
- 1949年（昭和24年）
  - 1月1日 - 松山家庭裁判所今治支部が設置される。
  - 8月 - 今治市消防本部が設置される。
- 1950年（昭和25年）
  - 3月18日 - 昭和天皇が市内に行幸（昭和天皇の戦後巡幸）[13]。タオル工場などを視察。美須賀小学校校庭に奉迎場が設けられた[14]。
  - 4月20日 - 愛媛県今治公共職業補導所（現：愛媛県立今治高等技術専門校）が設置される。
  - 5月18日 - 近見山・糸山などが瀬戸内海国立公園に編入される。
  - 9月8日 - 愛媛県今治家畜保健衛生所（現：愛媛県東予家畜保健衛生所今治支所）が設置される。
- 1951年（昭和26年）
  - 1月19日 - 政府が今治港を港湾法に基づく重要港湾に指定。
  - 7月 - 今治市農業委員会が設置される。
- 1953年（昭和28年）
  - 9月15日 - 今治市営球場が竣工。
  - 10月 - 今治手形交換所（2016年に松山手形交換所へ統合）が開所。
- 1954年（昭和27年）
  - 6月 - 自治体警察廃止に伴い、今治市警察が閉庁。
  - 11月 - 今治市教育委員会が設置される。
- 1955年（昭和30年）5月22日 - 愛媛文華館が開館。
- 1956年（昭和31年）
  - 4月 - 今治市水道局（現：水道部）が設置される。
  - 5月 - 唐子浜、比岐島などを国立公園に指定。
  - 9月11日 - 県が今治社会保険出張所（現：今治年金事務所）を開設する。
- 1958年（昭和33年）10月 - 新市庁舎・今治市公会堂が落成。
- 1959年（昭和34年）10月 - 波止浜、桜井の塩田が廃止される。
- 1960年（昭和35年）10月6日 - 東伊予有料道路が開通。
- 1961年（昭和36年）4月 - 今治市社会福祉協議会が設立される。
- 1964年（昭和39年） - 今治市を含む東予地方が新産業都市に指定される。
- 1965年（昭和40年）9月 - 市民会館が開館。
- 1966年（昭和41年）
  - 4月12日 - 私立今治明徳短期大学が開学。
  - 12月9日 - 愛媛県東予開発事業団による今治木材工業団地造成工事が完了。
- 1967年（昭和42年）3月 - 港湾ビル（2017年解体）が完成。
- 1968年（昭和43年）
  - 3月 - 名誉市民第一号として、河野信一を選定。
  - 4月 - 河野信一記念文化館（現:今治市河野美術館）が開館。
  - 7月15日 - 広島県尾道市と姉妹都市提携。
  - 10月 - 神戸植物防疫所今治出張所（現在は廃止）が開設される。
- 1969年（昭和44年）3月 - 中央公民館、老人福祉センター、図書館が完成。
- 1970年（昭和45年）11月24日 - 玉川ダムが完成。
- 1971年（昭和46年）10月1日 - 愛媛県今治地区工業用水道、給水を開始。
- 1972年（昭和47年）
  - 6月1日 - 本州四国連絡橋公団尾道調査事務所今治支所が開所。
  - 7月 - 市庁舎別館完成。今治地区広域自治センター組合を設立。
- 1973年（昭和48年）
  - 2月 - 今治市土地開発公社が発足。蔵敷地区臨海土地造成工事が完了。
  - 7月 - 本州四国連絡橋公団第3建設局今治工事事務所を設置する。
  - 9月 - 今治市公設地方卸売市場が完成。
  - 10月 - 唐子台団地造成工事が完成。
  - 11月 - 今治地区事務組合（広域消防）が発足。
- 1974年（昭和49年）
  - 2月 - 清掃工場が完成。
  - 3月 - 社会福祉センターが完成。
  - 8月17日 - 天保山トラックターミナルが完成。
- 1975年（昭和50年）
  - 1月22日 - 東伊予有料道路が国道に移管され、通行料が無料化される。
  - 年間を通じて交通事故による死者率が都市別で全国一位（10万人当たり25.2）となった[15]。
- 1977年（昭和52年）
  - 3月2日 - パナマ共和国パナマ市と姉妹都市提携。
  - 11月1日 - 愛媛勤労者総合福祉センター（今治湯ノ浦ハイツ）がオープン。
  - 12月9日 - 波止浜造船が経営破綻。以後、造船会社の倒産が相次ぐ。
- 1979年（昭和54年）
  - 1月13日 - 特定不況地域に指定される。
  - 4月1日 - 愛媛県立今治養護学校（現：愛媛県立今治特別支援学校）が開校。
- 1980年（昭和55年）
  - 4月 - 支所が廃止され、地区住民センターに改称。
  - 10月 - 今治城の天守閣などが再建される。
- 1982年（昭和57年）7月 - 中央住民センターが完成。
- 1983年（昭和58年）
  - 1月1日 - 四国海運局今治支局（現：今治海事事務所）が設置される。
  - 4月1日 - 愛媛県立今治東高等学校が開校。
  - 11月25日 - 今治市シルバー人材センターが設立される。
- 1985年（昭和60年）
  - 2月 - 新消防庁舎が完成。
  - 2月4日 - 今治地域地場産業振興センターが落成。
  - 5月 - 愛媛県・今治市の先端産業振興施策により日本ビジネスコンサルタント（現:日立情報システムズ）と今治市などの共同出資によりエヌビーシー今治システムズ（現:四国日立システムズ）が設立される[16]。
- 1986年（昭和61年）
  - 3月24日 - 国際観光モデル地区に指定。
  - 6月 - 東洋紡績今治工場が閉鎖。
- 1987年（昭和62年）7月 - 伯方・大島大橋開通に伴う航路継承を目的に周辺自治体等と大三島ブルーライン･芸予観光フェリー（現:芸予汽船）を設立。
- 1988年（昭和63年）5月 - クリーンセンターが落成。
- 1989年（平成元年）
  - 2月 - テレトピアモデル都市の指定を受ける。
  - 4月 - 今治コンピュータ・カレッジが開校。
  - 7月 - クアハウス今治がオープン。
- 1990年（平成2年）8月1日 - 今治シーエーティーブィが開局。
- 1991年（平成3年）3月 - テクスポート今治がオープン。
- 1992年（平成4年）
  - 3月30日 - 今治駅付近連続立体交差事業が完了[17]。
  - 7月23日 - 予讃線の今治駅・伊予北条駅間が電化される。
- 1993年（平成5年）3月18日 - 予讃線新居浜駅・今治駅間が電化される。
- 1994年（平成6年）
  - 4月28日 - 湯ノ浦温泉が四国初の国民保養温泉地に指定される。
  - 8月22日 - 異常渇水（平成6年渇水）により9月29日まで（38日間）時間断水が実施される[18]。
  - 11月 - 市庁舎第2別館が完成。
- 1995年（平成7年）
  - 7月 - 富田ふ頭（今治港富田地区）の供用開始。
  - 7月6日 - アメリカ合衆国フロリダ州レイクランド市と姉妹都市提携。
- 1996年（平成8年）
  - 3月 - 市立図書館（現:今治市立中央図書館）が新築移転し開館。
  - 4月 - 来島海峡展望館オープン。
- 1997年（平成9年）
  - 1月 - 水ヶ峠トンネル開通により国道317号が開通。
  - 8月 - 今治市民のまつり「おんまく」が初開催される。
  - 11月 - 総合福祉センターがオープン。
- 1998年（平成10年）1月 - 来島海峡海上交通センターが業務開始。
- 1999年（平成11年）
  - 3月28日 - 高市～長沢間開通により、今治バイパスが全線開通。
  - 4月 - サンライズ糸山がオープン。
  - 5月1日 - 来島海峡大橋、多々羅大橋が完成し、西瀬戸自動車道（尾道・今治ルート、通称：しまなみ海道）が開通。
- 2001年（平成13年）
  - 3月24日 - 芸予地震が発生し、震度5強を観測。
  - 7月9日 - 今治小松自動車道が今治湯ノ浦インターチェンジまで延伸。
- 2002年（平成14年）
  - 2月17日 - 今治コミュニティ放送が開局。
  - 4月4日 - 群馬県太田市と姉妹都市提携。
  - 11月1日 - 今治新都市開発整備事業が起工。
- 2003年（平成15年）4月1日 - 愛媛県立今治東中学校が開校。

#### 新市発足以降
- 2005年（平成17年）
  - 1月16日 - 今治市および越智郡11町村の新設合併により、新たに「今治市」発足。これにより、愛媛県から村が消滅。
  - 9月30日 - 今治駅西地区土地区画整理事業が完了。
- 2006年（平成18年）
  - 3月31日 - 愛媛県立今治東中学校が閉校。
  - 4月1日 - 愛媛県立今治東中等教育学校が開校。私立日本ウェルネス高等学校が開校。
  - 4月 - 西瀬戸自動車道（しまなみ海道）愛媛県の大島道路と広島県の生口島道路が完成し全線開通。これにより愛媛県今治市と広島県尾道市の所要時間が短縮された。
- 2008年（平成20年）
  - 3月31日 - 愛媛県立今治東高等学校が閉校。
  - 4月1日 - 愛媛県今治地方局が西条地方局と統合し、東予地方局今治支局となる。
  - 11月 - 安芸灘諸島連絡架橋（とびしま海道）広島県の上蒲刈島と広島県の豊島を結ぶ豊島大橋が完成し全線開通。16橋もの海上架橋を通過する非常に特殊な状況下であるが、今治市の主要部分では最後の離島エリアであった岡村島が市内中心部と陸路で接続された[注釈 1]。これにより岡村島の離島指定が解除された。
- 2009年（平成21年）
  - 3月31日 - 愛媛県立今治南高等学校大島分校が閉校。
  - 4月30日 - 中・四国フェリー（竹原～波方航路）が運航終了。
  - 5月21日 - 西日本初の国際海事博「バリシップ」が開催される（これ以後2年に1回開催されるようになる）。
  - 9月 - 中四国フェリーを運航していた竹原波方間自動車航送船組合が解散[19]。
- 2011年（平成23年）
  - 3月31日 - 今治コンピュータ･カレッジが閉校。
  - 7月30日 - 伊東豊雄建築ミュージアムが開館。
  - 8月20日 - 岩田健母と子のミュージアムが開館。
- 2012年（平成24年）11月25日 - 「ゆるキャラグランプリ2012」でバリィさんがグランプリに選ばれる[20]。
- 2013年（平成25年）3月28日 - 波方国家石油ガス備蓄基地が竣工[21]。
- 2014年（平成26年）3月21日 - 瀬戸内しまのわ2014が開催される。
- 2015年（平成28年）
  - 4月8日 - JFAアカデミー今治（今治市立上朝小学校跡地）が開校[22]。
  - 4月25日 - 日本遺産に村上海賊が認定される。
- 2016年（平成29年）
  - 1月29日 - 広島県と「広島県・今治市国家戦略特別区域」に指定された。
  - 3月31日 - 今治市波方CATVが事業終了（今治CATVに事業譲渡）。
  - 7月30日 - みなと交流センター（はーばりー）がオープン[23]。
  - 12月7日 - FC今治が来季からのJFL入会を承認される[24]。
- 2018年（平成30年）
  - 3月31日 - 今治市クリーンセンター（バリクリーン）が竣工。
  - 4月3日 - 岡山理科大学今治キャンパス（獣医学部）が開学[25]。
  - 7月 - 平成30年7月豪雨により、市内島嶼部などが被害を受ける。
- 2019年（平成31年･令和元年）
  - 11月18日 - FC今治が来季からのJ3入会が正式に承認される[26]。
- 2025年（令和7年）
  - 3月23日 - 今治市林野火災が発生する。

### 市域の変遷
- 1889年（明治22年）12月15日 - 市制・町村制の施行により今治城下の室屋町・米屋町・本町・北新町・風早町・新町・中浜町・片原町と今治村が合併して越智郡今治町が誕生。
- 1920年（大正9年）2月11日 - 今治町と日吉村が合併して市制施行、今治市となる。
- 1933年（昭和8年）2月11日 - 近見村を編入した。
- 1940年（昭和15年）1月1日 - 立花村を編入した。
- 1955年（昭和30年）2月1日 - 桜井町・波止浜町・清水村・富田村・乃万村・日高村を編入した。
- 1955年（昭和30年）8月1日 - 境界変更により、吉海町から馬島を編入した。
- 1960年（昭和35年）5月1日 - 境界変更により、波方町から大浦の一部を編入した。
- 2005年（平成17年）1月16日 - 今治市、および越智郡11町村（朝倉村・玉川町・波方町・大西町・菊間町・吉海町・宮窪町・伯方町・上浦町・大三島町・関前村）が新設合併し、新しい今治市となった。

```
今治市の系譜
（町村制実施以前の村）　（明治期）　　　　　　　　　（昭和の合併）　（平成の合併）
　　　　　　　　　　　　町村制施行時

室屋町　━━━┓
米屋町　━━━┫
本町　　━━━┫
北新町　━━━┫　　　　　　　　　う　　え　お　か　き　く
風早町　━━━╋━━━今治町━━今治市━┳━┳━┳━┳━┳━━━━┓
新町　　━━━┫　　　　　　　　　┃　　┃　┃　┃　┃　┃　　　　┃
中浜町　━━━┫　　　　　　　　　┃　　┃　┃　┃　┃　┃　　　　┃
片原町　━━━┫　　　　　　　　　┃　　┃　┃　┃　┃　┃　　　　┃
今治村　━━━┛　　　　　　　　　┃　　┃　┃　┃　┃　┃　　　　┃
　　　　　　　　　　　　　　　　　┃　　┃　┃　┃　┃　┃　　　　┃
　　　　　　　　　　　日吉村━━━┛　　┃　┃　┃　┃　┃　　　　┃
　　　　　　　　　　　近見村━━━━━━┛　┃　┃　┃　┃　　　　┃
　　　　　　　　　　　立花村━━━━━━━━┛　┃　┃　┃　　　　┃
　　　　　　　　　　　桜井村━桜井町━━━━━━┫　┃　┃　　　　┃
　　　　　　　　　　　　　　　　い　　　　　　　┃　┃　┃　　　　┃
　　　　　　　　　　　富田村━━━━━━━━━━┫　┃　┃　　　　┃
　　　　　　　　　　　清水村━━━━━━━━━━┫　┃　┃　　　　┃
　　　　　　　　　　　日高村━━━━━━━━━━┫　┃　┃　　　　┃
　　　　　　　　　　　乃万村━━━━━━━━━━┫　┃　┃　　　　┃
　　　　　　　　　　　　　　　　　　　　　　　　┃　┃　┃　　　　┃平成17年1月16日
　　　　　　　　　　　波止浜村━━波止浜町━━━┛　┃　┃　　　　┃新設合併
　　　　　　　　　　　　　　　　　　あ　　　　　　　┃　┃　　　　┣今治市
　　　　　　　　　　　　　　　　　　　　　　　　　　┃　く　　　　┃
　　　　　　　　　　　　　　　　　　　　吉海町━━━┻━━━━━━┫
　　　　　　　　　　　　　　　　　　　　　　　　　　　　く　　　　┃
　　　　　　　　　　　　　　　　　　　　　　　　　　　　┃　　　　┃
　　　　　　　　　　　　　　　　　　　　波方町━━━━━┻━━━━┫
　　　　　　　　　　　　　　　　　　　　朝倉村━━━━━━━━━━┫
　　　　　　　　　　　　　　　　　　　　玉川町━━━━━━━━━━┫
　　　　　　　　　　　　　　　　　　　　大西町━━━━━━━━━━┫
　　　　　　　　　　　　　　　　　　　　菊間町━━━━━━━━━━┫
　　　　　　　　　　　　　　　　　　　　宮窪町━━━━━━━━━━┫
　　　　　　　　　　　　　　　　　　　　伯方町━━━━━━━━━━┫
　　　　　　　　　　　　　　　　　　　　上浦町━━━━━━━━━━┫
　　　　　　　　　　　　　　　　　　　　大三島町━━━━━━━━━┫
　　　　　　　　　　　　　　　　　　　　関前村━━━━━━━━━━┛

あ - 1908年（明治41年）1月1日 波止浜村が町制施行、波止浜町に
い - 1917年（大正6年）10月1日 桜井村が町制施行、桜井町に
う - 1920年（大正9年）2月11日 今治市、日吉村と合併、市制施行
え - 1933年（昭和8年）2月11日 今治市が近見村を編入
お - 1940年（昭和15年）1月1日 今治市が立花村を編入
か - 1955年（昭和30年）2月1日 今治市が桜井町、富田村、清水村、日高村、乃万村を編入
き - 1955年（昭和30年）8月1日 境界変更により吉海町より馬島を今治市へ編入
く - 1960年（昭和35年）5月1日 境界変更により波方町大字波方字大浦の一部を今治市へ編入

（注記）「今治町」以外の合併以前の系譜はそれぞれの市町村の記事を参照のこと。

```

## 行政

### 行政機関

#### 市の機関
- 今治市役所
  - 支所 - 朝倉・玉川・波方・大西・菊間・吉海・宮窪・伯方・上浦・大三島・関前
- 今治市消防本部
  - 中央消防署（玉川分署）
  - 西消防署（波方分署）
  - 北消防署（大三島分署・大島分署）
  - 東消防署

#### 県の機関
- 愛媛県東予地方局今治支局
- 愛媛県今治保健所
- 愛媛県立今治病院
- 愛媛県東予家畜保健衛生所今治支所
- 愛媛県産業技術研究所繊維産業技術センター
- 愛媛県今治地区工業用水管理事務所
- 愛媛県警察

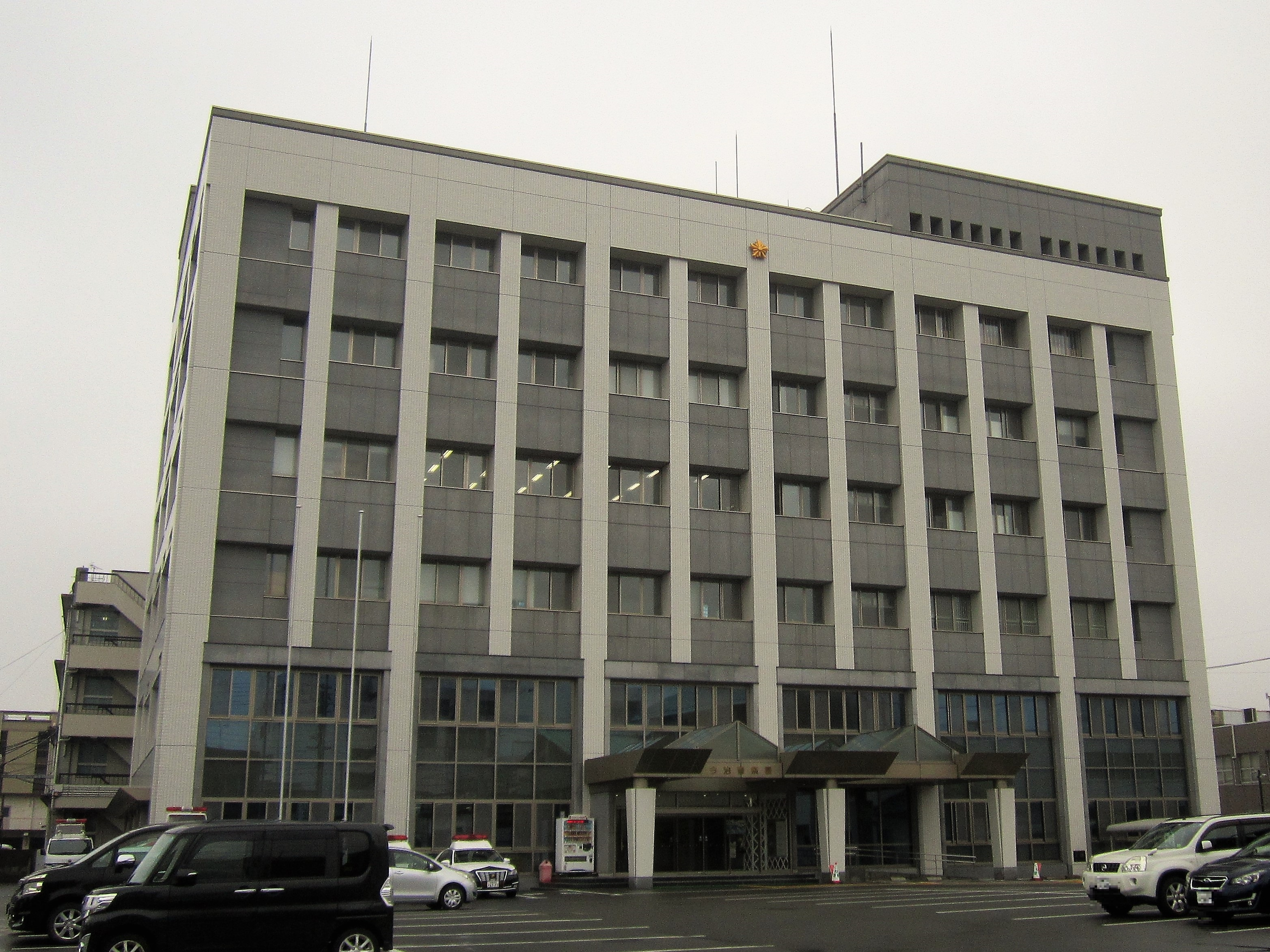
今治警察署

  - 今治警察署（旧今治市、旧越智郡陸地部管轄）
  - 伯方警察署（旧越智郡島しょ部、越智郡上島町管轄）
  - 高速道路交通警察隊今治分駐隊

#### 国の機関
- 財務省
  - 今治税務署
  - 神戸税関今治税関支署
- 法務省
  - 今治区検察庁
  - 松山刑務所大井造船作業場
  - 松山地方検察庁今治支部
  - 松山地方法務局今治支局
  - 今治拘置支所
- 厚生労働省
  - 今治公共職業安定所
  - 今治労働基準監督署
- 国土交通省
  - 愛媛運輸支局今治海事事務所
  - 海上保安庁第六管区海上保安本部今治海上保安部
  - 海上保安庁来島海峡海上交通センター
- 経済産業省
- 防衛省
  - 自衛隊愛媛地方協力本部今治地域事務所
- 裁判所
  - 松山家庭裁判所今治支部
  - 今治簡易裁判所

#### 独立行政法人・特殊法人・特殊会社
- 独立行政法人水産総合研究センター瀬戸内海区水産研究所伯方島庁舎
- 独立行政法人石油天然ガス・金属鉱物資源機構菊間国家石油備蓄基地事務所・波方国家石油ガス備蓄基地事業所
- 独立行政法人海技教育機構国立波方海上技術短期大学校
- 日本年金機構今治年金事務所
- 本州四国連絡高速道路株式会社しまなみ今治管理センター

#### 公共施設

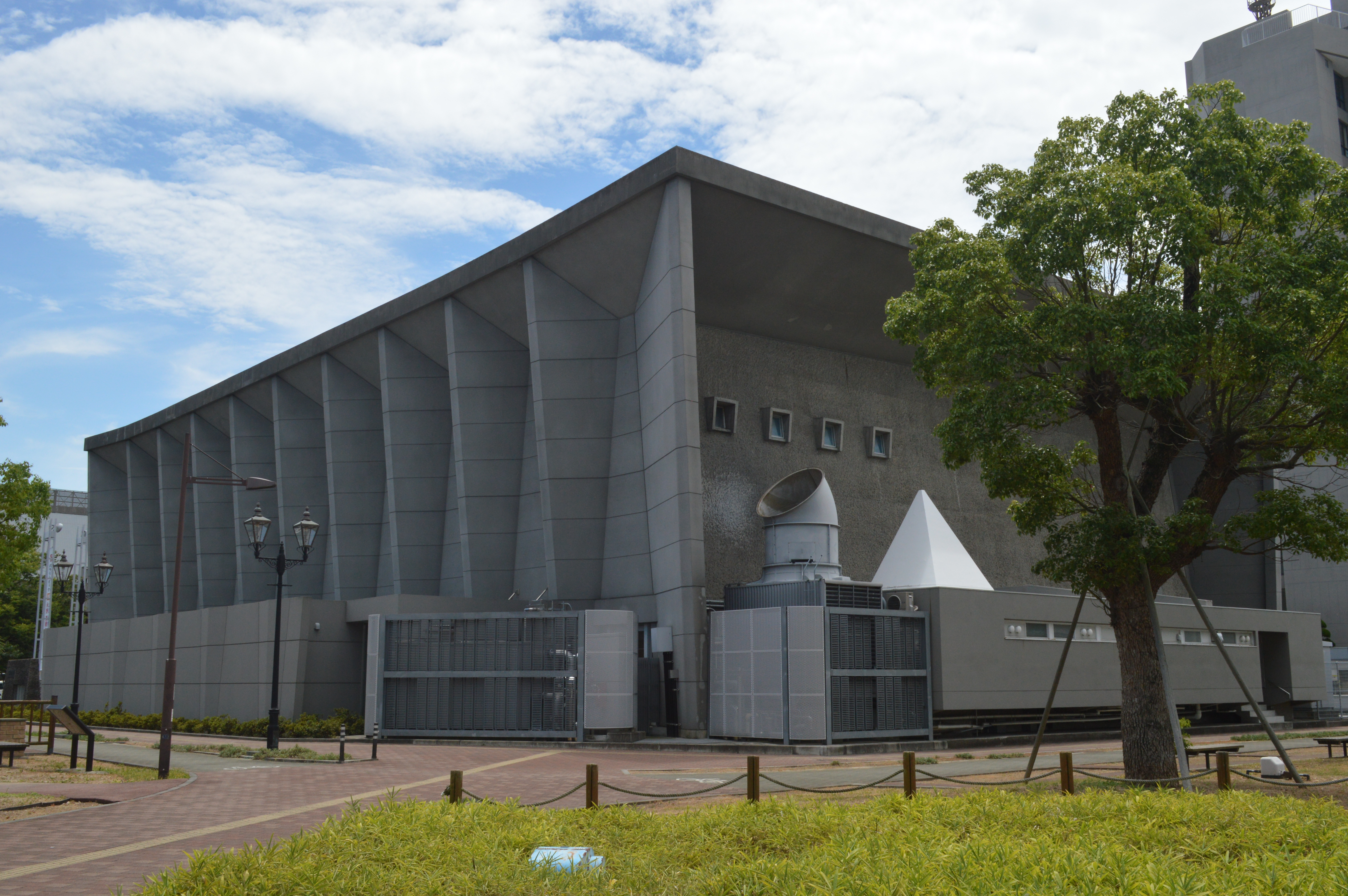
今治市公会堂

- 今治市立図書館（組織名）
  - 今治市立中央図書館
  - 今治市立波方図書館
  - 今治市立大西図書館
  - 今治市立大三島図書館
- 今治市公会堂
- 今治市民会館
- 今治市中央公民館
- 今治市市民活動センター
- 今治市中央公民館
- 今治市クリーンセンター
- 今治衛生センター
- 大島一般廃棄物最終処分場
- 波方一般廃棄物最終処分場
- 燧風苑
- ふじさき苑
- 伯方斎場
- 大翔苑
- 岡村火葬場
- 小大下火葬場
- 大下火葬場

### 財政

#### 財政状況
- 普通会計歳入総額：829億7,506万4千円（平成27年度）[27]
  - 地方交付税：220億4,667万5千円（構成比:26.6%）[27]
  - 地方税：218億3,122万2千円（26.3%）[27]
  - 地方債：97億3,330万円（11.7%）[27]
- 普通会計歳出総額：776億9,459万1千円（平成27年度）[27]
  - 民生費：242億7,376万1千円（構成比:31.2%）[27]
  - 公債費：116億4,886万3千円（15.0%）[27]
  - 土木費：95億9,056万9千円（12.3%）[27]
- 地方債現在高：889億7,832万9千円（平成27年度）[28]
- 積立金現在高（平成27年度）[28]
  - 財政調整基金：137億4,392万7千円
  - 減債基金：77億883万8千円
  - その他特定目的基金：97億5,814万7千円

#### 財政指標
- 財政力指数：0.57%[28]
- 経常収支比率：95.7%）[28]
- 健全化判断比率）[28]
  - 実質赤字比率 －%
  - 連結実質赤字比率 －%
  - 実質公債費比率 12.8%
  - 将来負担比率 24.2%

### 出資法人
- IJC
- 今治勤労福祉事業団
- 今治コミュニティ放送
- 今治市多目的温泉保養館管理公社
- 今治地域地場産業振興センター
- 今治文化振興会
- 大三島ブルーライン
- 加根又育英会
- 河野育英会
- 瀬戸内海交通
- 檜垣育英会

### 歴代市長
- 旧市（官選）
  - 片野淑人（1920年11月9日 - 1932年）
  - 村上紋四郎（1933年8月16日 - 1938年）
  - 大導寺元一（1939年6月1日 - 1941年）
  - 阿部秀太郎（1941年10月27日 - 1943年）
  - 沼田恒夫（1943年12月24日 - 1946年）
  - 森秀夫（1946年7月3日 - 1947年）
- 旧市（公選）
  - 森秀夫（1947年4月 - 1948年）
  - 山本幸助（1948年11月3日 - 1952年）
  - 村瀬武男（1952年10月24日 - 1953年）
  - 田坂敬三郎（1954年1月26日 - 1962年）
  - 羽藤栄市（1962年1月23日 - 1982年1月22日）
  - 岡島一夫（1982年1月23日 - 1998年1月22日）
  - 繁信順一（1998年1月23日 - 2005年1月15日）
- 新市
  - 越智忍（任期：2005年2月20日 - 2009年2月19日）
  - 菅良二（任期：2009年2月20日 - 2021年2月19日）
  - 徳永繁樹（任期：2021年2月20日 - ）

### 姉妹都市
- 太田市（群馬県）
- 尾道市（広島県）
- パナマ市（パナマ共和国）
- レイクランド市（アメリカ合衆国フロリダ州）

### 提携都市
- 守山市（滋賀県） - 2017年3月27日「自転車を通じたまちづくり協定」締結[29]。
- 名護市（沖縄県） - 2017年5月19日「自転車を通じたまちづくり協定」締結[30]

### 平成の大合併
全国的に平成の大合併が議論になる中、2002年（平成14年）1月今治市長・繁信順一の呼びかけで「今治・越智郡合併問題検討首長会」が開催された。翌2月の第2回首長会で、越智郡島しょ部でもしまなみ海道の通っていない東部の1町3村（上島諸島地域または上島地域と呼ばれる）は既に市町村合併に向けて今治市の意向とは別に検討を進めており、1町3村の枠組みで合併を目指すと表明した。これにより、今治市と越智郡全体の合併はなくなった。そのため、島しょ部の残りの今治市と越智郡11町村は2002年（平成14年）8月に12市町村（多くはしまなみ海道で結ばれているが唯一、関前村が非架橋村であった）による任意の合併協議会を発足させた。
結果的に、全国でも異例の12市町村という多数の自治体が関わることとなった。大西町・波方町との合併を提案する菊間町が一時的に合併協議会から離脱したが、この3町のみによる合併が難しくなったため合併協議会に復帰した。
多数の町村関係する合併協議であったが、特に188名という多数に上る市町村議会議員の扱いが問題となった。この問題は小委員会にて検討され、次の方向性が示された。
- 在任特例・定数特例は適用しない。
- 定数は34とする。
- 選挙区は設けない。

これに対して、周辺の声が反映しにくくなる、市制運営が軌道に乗るまでは議員として行方を見届けるべき（つまり在任特例を求める）等の意見が出たが、行財政の効率化という合併の一つの目的を住民は重視している（別途行われたアンケート結果等による）との意見が支配的で、平成15年4月15日の第8回協議にて上記方針が確認された。これについて、愛媛県では「188人の議員が率先して、自らの身分について英断を下したことにより、以降の合併協議の円滑化に大きな影響を与えた」と評している。
2004年（平成16年）6月に合併協定調印式が行われ、2005年（平成17年）1月16日の新今治市発足が取り決められた。なお、新市長には、新市の人口の約65%を占める旧・今治市からは候補者が擁立されず、2代続けて周辺部（初代は旧・大西町、二代目は旧・大三島町）出身の県議会議員が就いた。。
12市町村が合併したことで人口は約18万人になり、愛媛県では松山市に次ぐ人口、四国地方全体では各県の県庁所在地に次いで5番目の人口を擁する都市になった。

## 議会

### 愛媛県議会
- 選挙区：今治市･越智郡選挙区
- 定数：6名

| 議員名     | 会派名       | 備考             |
| ---------- | ------------ | ---------------- |
| 福羅浩一   | 自由民主党   |                  |
| 村上信太郎 | 自由民主党   |                  |
| 菅森実     | リベラル愛媛 | 党籍は立憲民主党 |
| 越智忍     | 愛媛維新の会 |                  |
| 小畠源     | 自由民主党   |                  |
| 西岡新     | 日本維新の会 |                  |

### 衆議院
- 選挙区：愛媛2区（松山市の一部・今治市・東温市・越智郡・伊予郡）
- 任期：2021年10月31日 - 2025年10月30日
- 投票日：2021年10月31日
- 当日有権者数：249,121人
- 投票率：52.73％

| 当落 | 候補者名   | 年齢 | 所属党派   | 新旧別 | 得票数   | 重複 |
| ---- | ---------- | ---- | ---------- | ------ | -------- | ---- |
| 当   | 村上誠一郎 | 69   | 自由民主党 | 前     | 72,861票 | ○    |
|      | 石井智恵   | 53   | 国民民主党 | 新     | 42,520票 | ○    |
|      | 片岡朗     | 62   | 日本共産党 | 新     | 11,358票 |      |

## 課題
少子高齢化
今治市は少子高齢化の影響や過疎地域の人口減少などで1975年（昭和50年）ごろをピークに人口が減少している。2005年（平成17年）の国勢調査で人口減少率は約3パーセント、約6000人の減少がみられた。市では移住促進や結婚支援に注力し、移住者が2017年度の613人から、2022年度には2,106人に増加した。また、月刊誌「田舎暮らしの本」（宝島社）に掲載された「2024年版住みたい田舎ベストランキング」で、人口10万人以上20万人未満のグループに参加した自治体のうち、総合部門など計4部門で1位に輝いた。2024年6月に民間有識者らで作る人口戦略会議が公表した報告書では、2014年からの調査から出産の中心世代である20～39歳の若年女性の減少率が改善し、今治市が消滅可能性自治体を脱却した。
中心街と郊外の都市開発
合併前の旧市の時代から今治市は港を中心に発展してきた商業都市であり、港から今治駅へと続く規模の大きな商店街が存在する。一方、市が参画する今治新都市開発で、郊外の開発地区の一部に大型商業施設の誘致を検討している方針が、2006年（平成18年）の市議会における今治市の説明で明らかになり、中心市街地に立地する商店街がこの方針に反対し署名などが行われた。2007年（平成19年）4月、今治市と都市再生機構が所有する大型商業施設用地の競争入札でイオンが落札して予約契約。2009年（平成21年）1月にはイオンと本契約を結び、今治市に愛媛県新居浜市のイオンモール新居浜と同規模のイオンショッピングセンター(イオンモール今治新都市)が2016年春に開業した。
今治市ではこれに対し、港周辺の再開発構想を打ち出している。なお旧市の時代から港の再開発構想があり、富田地区の産業用地埋立てやコンテナターミナルの設置などはあったものの、旅客ターミナル付近においては桟橋の改修程度しか進んでいない。現在、「交通の港から交流の港」をコンセプトに港湾ビルの建て替えや遊歩道の整備などの計画が進んでいる。2016年には港湾ビルに代わる施設として「みなと交流センター」（はーばりー）がオープンした。また交流の港を目指して、2022年11月からは月2回、みなと交流センター周辺で鮮魚や野菜、雑貨、飲食等のテントやキッチンカーが約100店出店しせとうちみなとマルシェが開かれている。
また中心部の小学校・中学校では児童・生徒の減少が著しく、2013年に美須賀中学校が日吉中学校に統合され2015年に美須賀小学校・今治小学校・日吉小学校・城東小学校を統合し、美須賀中学校跡に建設した吹揚小学校に移行した。
獣医の不足
獣医の「地域偏在の解消」の必要性を掲げ、獣医学部の招致運動を市の方針として推進しており、加計学園が、今治市に岡山理科大学獣医学部を新設する計画を展開している。2018年には開学を果たした。

## 都市開発
今治新都市開発事業
都市再生機構を事業主体とし、同機構、愛媛県、今治市の3者が共同で進めている都市開発事業である。西瀬戸自動車道（しまなみ海道）が開通し、中四国の物流や交流拠点を目指し土地整備が進んでいる。現在は一部の道路整備、住宅用地、産業用地の整備が終わっている。

中心市街地再開発
今治市は、旧市時代から商店街が形成されるなど港を中心に発展してきた街であるが、航路の再編などにより港の付近が活力を失いつつある。一方、郊外の今治新都市（上記）へのイオンの進出により、中心市街地の既存店が撤退するなど、市内が空洞化する可能性が指摘されている。そのため今治市では中心市街地活性化にも力を入れるとしている。そのひとつとして、今治港再開発などを明らかにしている。
今治海事都市構想
今治海事都市構想は、今治市が近隣12市町村と合併したことで、世界的に希少な海事産業（海運と造船）の集積都市になったのを受けて、地域産業を最大限に活かすために策定された。次世代の人材育成、海事クラスターの構築、海事文化の振興と交流の促進などの事業が進められている。

## 経済

### 農業

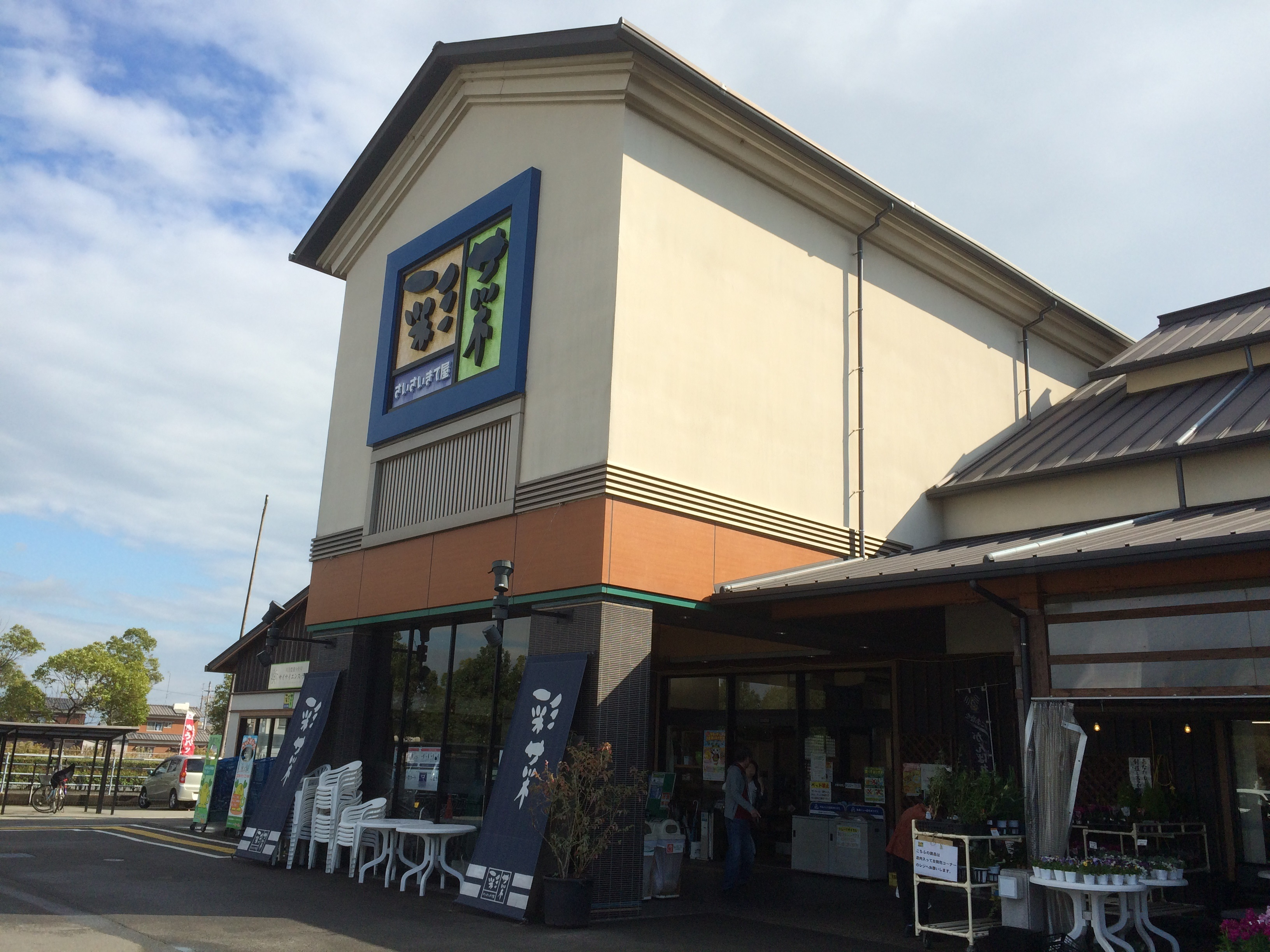
さいさいきて屋

総農家数は2015年現在4841戸であり、うち販売農家が2,663戸、自給的農家が2,178戸となっている。
農業産出額は2018年現在、118億円であり耕種が86億円、畜産が31億円となっている。耕種では果実が41億円、米が17億円、野菜が17億円となっており、畜産では豚が13億円、鶏が13億円となっている。全体では県内6位の農業産出額があり、品目別の農業産出額では米が県内3位、果実が県内4位、豚が県内2位、鶏が県内1位となっている。
瀬戸内の温暖な気候を利用したみかんなどの柑橘類の栽培が盛んであり、大三島や伯方島などの島嶼部を中心に栽培が行われている。畜産業については菊間地区が市内で一番養豚や養鶏の盛んな地域となっている。
今治市では地産地消の取組が行われており、学校給食の食材は今治市産の米、麦、大豆等の農産物が優先的に使用されている。市の全調理場では全使用量のうち野菜類では53％、果物類では58％（2019年度）が今治市産の野菜・果物となっている。市では9つの単独調理場と14の共同調理場で小学校30校、中学校18校、幼稚園2園の約14,000食の給食を調理しているが、全調理場に栄養士を配置し調理場ごとに献立を作成している。調理場ごとに献立が違う事で、1調理場当たりの野菜･果物の必要数量が少なくなり（多いところで約3,000食）、地元の農産物を取りやすい状況となっている。
越智今治農業協同組合（JAおちいまばり）では、高齢化に伴う農業の担い手減少や兼業農家･小規模農家の農協離れによる出荷量減少に歯止めをかける為、2000年に農産物直売所のさいさいきて屋を開設している。2007年に今治市中寺に農産物直売所や飲食店などを備えた大規模施設を整備している。2016年度の売上は21億80百万円であり、JA直売所では「伊都菜彩」(福岡県)、「めっけもん広場」（和歌山県）に次いで全国3位の売上を誇っている。
- 農業協同組合
  - 越智今治農業協同組合（JAおちいまばり）
  - 今治立花農業協同組合（JA今治立花）

### 漁業

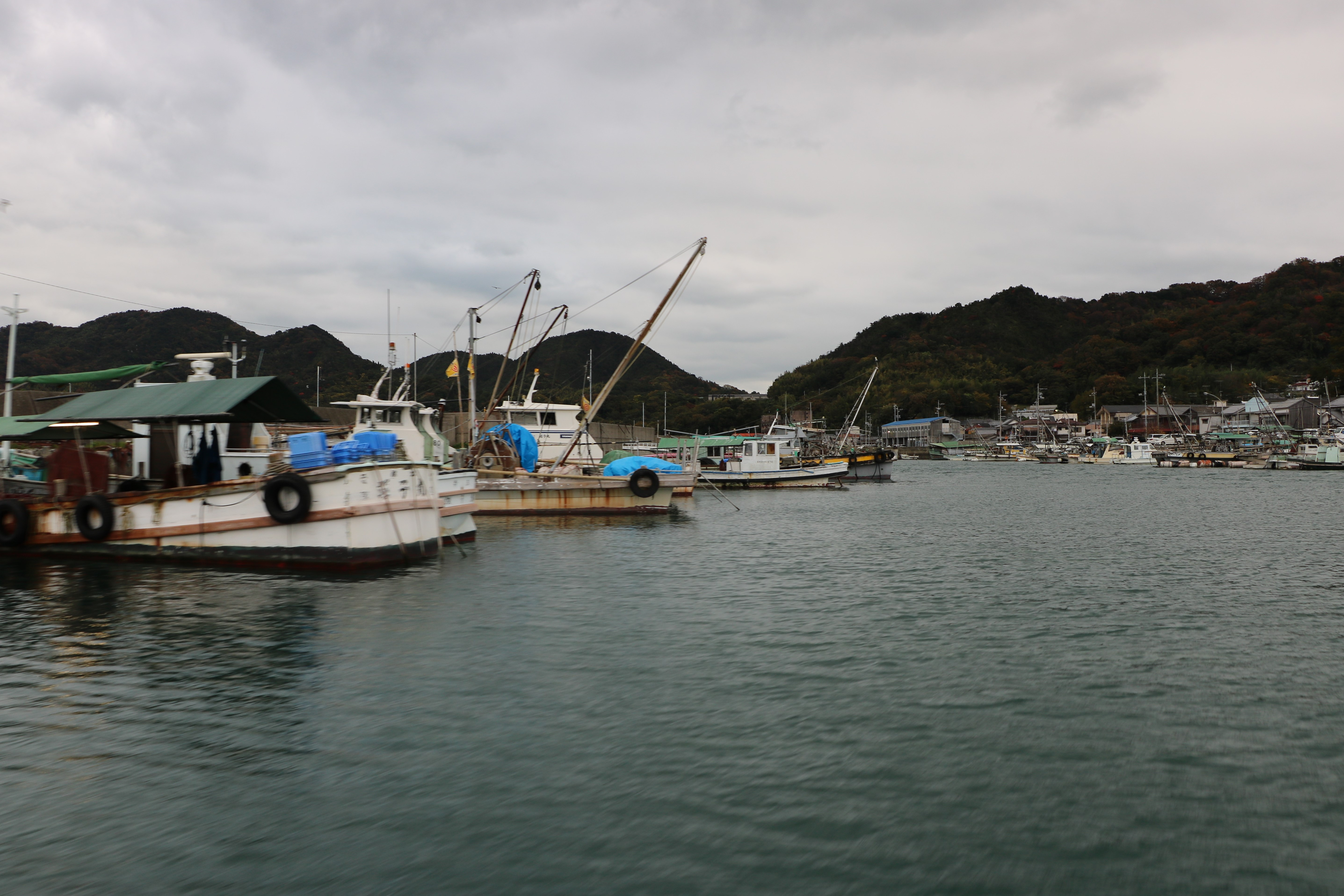
宮窪漁港

急潮流の来島海峡を中心とする岩礁・砂礫・砂泥地帯など変化に富んだ好漁場を有し、一本釣漁業・小型機船底びき網漁業・刺し網漁業を中心に多様な漁船漁業が営まれている。マダイの漁獲量は2015年度は510トンで国内2位となった。
- 愛媛県漁業協同組合（JFえひめ）
  - 今治事業部、桜井支所、今治支所、大浜支所、渦浦支所、津倉支所、宮窪支所、伯方支所

### 製造業

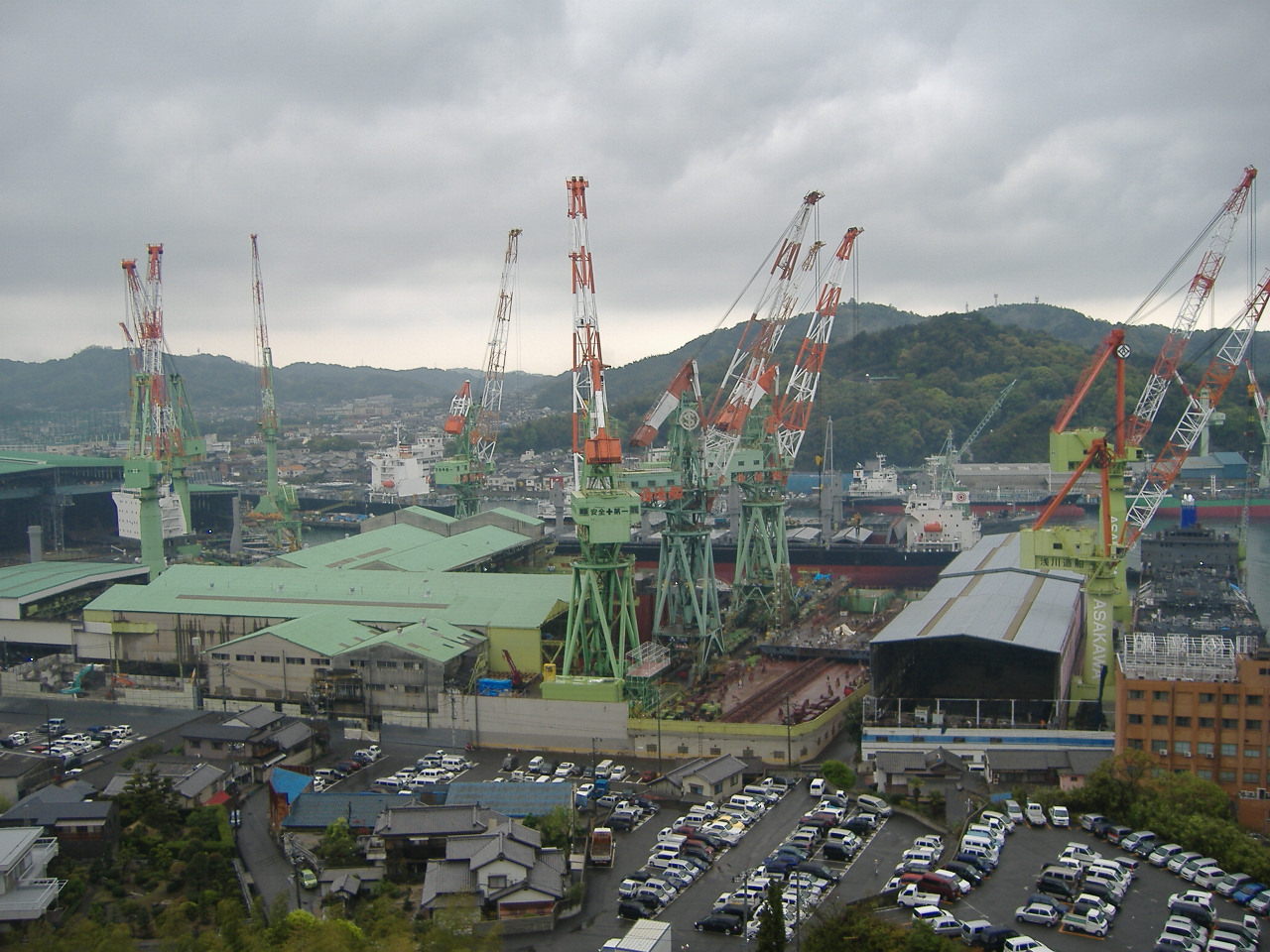
今治造船本社工場

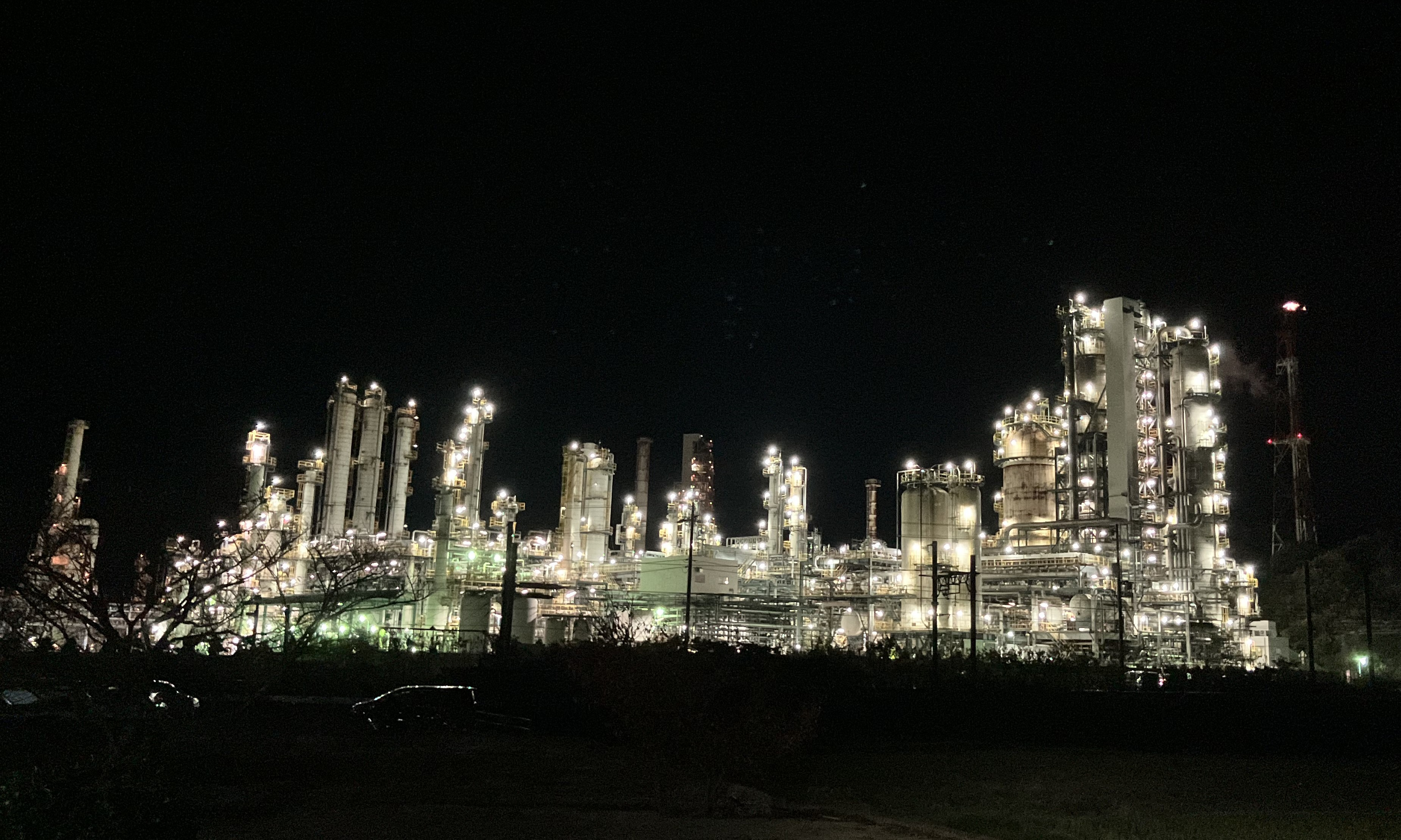
太陽石油四国事業所

今治市の製造品等出荷額は1兆91億円（2017年）であり、四国地方の市町村で最も多い金額となっている。特にタオルと造船が盛んに行われている。タオルは日本一の生産地であり、造船は日本でも有数の生産地となっている。この以外に石油化学や舶用工業、電機、食品産業なども発達している。
大正時代には繊維産業が発達し、今治は「四国一の工業都市」「四国のマンチェスター」などと呼ばれていた。戦後は今治市を含めた東予地方が新産業都市に指定され、今治市はタオル･造船を中心に発展を遂げてきた。

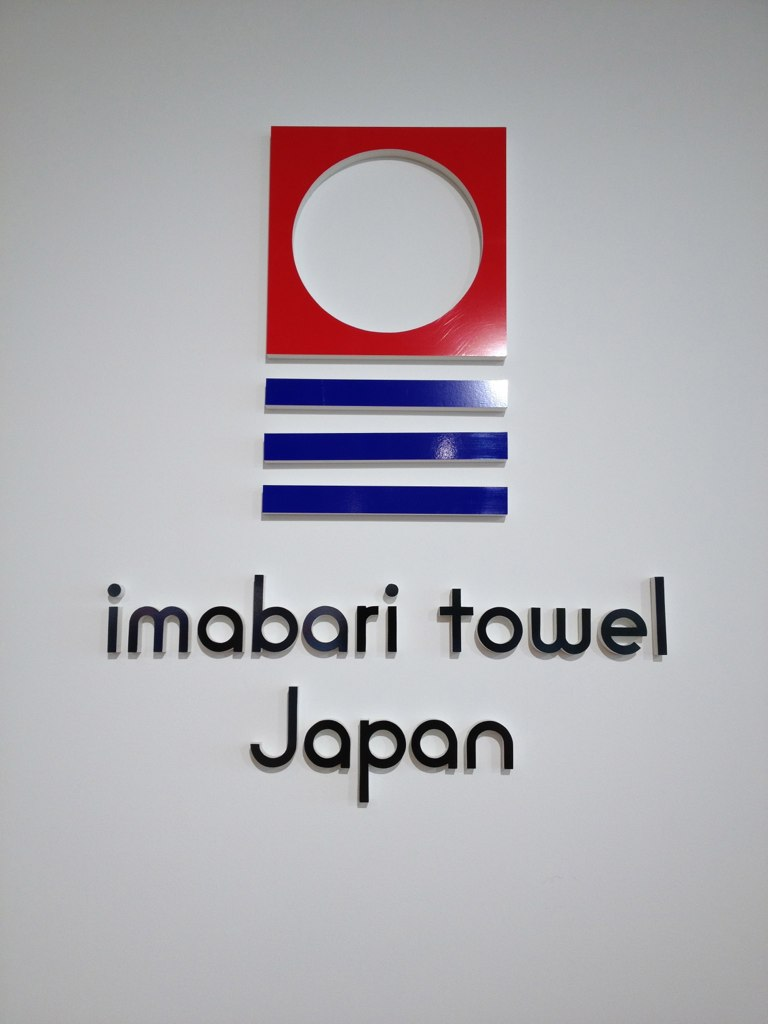
「今治タオル」ロゴマーク

タオル
日本一のタオルの生産地であり国内の生産量の5割を占めている。
元々、温暖で降雨が少ない気候であった事から綿栽培に適していた事から江戸時代より綿の栽培が行われ、伊予綿ネルと呼ばれる綿製品の生産が行われていた。1894年に阿部平助が僅か4台の織機をもって今治最初のタオル作りを開始した。1918年には中村忠左衛門がジャガード織機を初めて今治に導入し、「織る→晒す→染める」という従来の製法を改め、今治の豊かな水資源を生かした「晒す→染める→織る」という「先晒し先染め」の製法を確立。1922年には菅原利鑅の技術指導によって、織り柄による自由な表現を可能にする今治タオルの特徴が創生された。現在でも、「先晒し先染め」や「ジャガード織り」（複雑な色柄を表現出来る）を得意するのは多くの今治のタオルメーカーの特徴となっている。
1960年には生産額で泉州を抜き、日本一のタオル産地となった。1970年代後半からは海外のブランドタオルなどのOEM生産が伸び、1991年には今治のタオル生産量は50,456トンを記録した。しかしバブル崩壊に加えて1980年代後半から中国などから安価なタオルが大量に流入し、旭染織や平成産業（旧昭和産業）などのタオルメーカーの倒産・廃業が相次いだ。また有力なタオルメーカーが生き残りをかけて生産コストの安い海外に進出して生産拠点を移転させる事例も見られた。1996年にはタオルの輸入量が今治のタオル生産量を上回り、2009年には今治のタオル生産量は9,381トンと1991年のピーク時から5分の1に激減した。
産地として存亡の危機を迎える中で、2006年に経済産業省の「JAPANブランド育成支援事業」に採択され「今治タオルプロジェクト」を開始した。総合プロデューサーとして佐藤可士和を迎え、「今治タオル」のブランディングを進めている。タオル製造の熟練者を認定する「タオルマイスター制度」の創設やタオルソムリエ資格試験の実施、メディアプロモーションなど「今治タオル」としてブランド確立のための取り組みが行われている。こうした取り組みの効果もあって今治地区内のタオル生産数量・生産額は2010年以降は増加に転じている。また四国経済産業局および今治タオル工業組合の調査では、今治タオルの認知度はプロジェクト開始前の2004年の36.6%から、2012年には71%へと上昇した。
造船
今治市内には国内最大手の今治造船や新来島どっくなどの造船メーカーが立地している。2017年の輸送用機械器具製造業の製造品出荷額等は3,070億円であり市全体の製造品出荷額等の3割を占める大きな産業となっている。市内には14の造船所があり、新造船竣工量は約80隻（2018年）で国内シェアの約18％を占めている。今治市内に本社･拠点のある造船会社のグループ全体では国内で建造される船舶の約30％が作られている。特に「造船長屋」と称される波止浜湾には今治造船や檜垣造船、浅川造船、新来島波止浜どっくなど多くの造船所が立地している。
波穏やかな天然の良港である「波止浜湾」には来島海峡の急潮を航行する船が潮待ちで数多く立ち寄り、その間に修理を行ったことから船舶修繕を中心に今治市の造船業が発展したと言われている。明治末期から太平洋戦争終結までの今治の造船業は木造帆船に焼玉機関をとりつけた機帆船と漁船の建造･修理が中心であった。戦後、経済復興が進む中でスピード化･大型化が求められる中で鋼船の建造が進んだ。当時、船主に資金調達力がない中で来島船渠（現:新来島どっく）が地元金融機関の協力を得て、船主に対して建造代金の月賦払い方式を採用し、船主に鋼船の建造を促した。この方式は他の造船所でも採用されるようになり、同型船のシリーズ建造と共に戦後今治の造船が発達する要因となった。船舶の大型化が進む中で波止浜港では手狭となり、1970年代には今治造船が香川県丸亀市、来島どっく（現:新来島どっく）が大西町、波止浜造船が香川県多度津町に進出した。
その後、オイルショックで造船不況に陥ると1979年に波止浜造船が倒産するなど造船会社の倒産が相次ぎ、今治造船が経営不振の造船所を傘下に収めるなどグループ化が進んだ。現在では熟練技能者の高齢化や若年人材の不足という課題を抱えており、市は海事クラスター関連各社と協力して2005年に今治地域造船技術センターを設置している。センターでは各社が現役の技能者を無償で講師として派遣し、会社の垣根を超え、地域を挙げて次世代の人材育成に取り組んでおり、初級研修と中級研修を合わせて1,000人以上の研修生を送り出している。2016年には愛媛県立今治工業高等学校に機械造船科が設置された。
舶用工業
船舶に搭載するエンジン（ディーゼル機関等）、航海用機器、荷役機械などを製造・供給する舶用工業も、造船業とともに発展し、今日重要な産業となっている。船舶用電機メーカーのBEMAC（旧渦潮電機）や船舶用エアコン等を製造する潮冷熱、船舶用クレーン等を製造する眞鍋造機などが立地している。市内には舶用メーカーと関連企業を合わせて約160の企業が立地している。
エネルギー
四国唯一の製油所である太陽石油の四国事業所が菊間町に立地しており、石油製品並びに石油化学基礎原料の製造が行われている。また、三菱商事グループの石油･液化石油ガスの物流基地である波方ターミナルが波方町に立地しており、石油･液化石油ガスの受入･貯蔵･管理･出荷が行われている。
太陽石油四国事業所と波方ターミナルにはそれぞれ隣接して、国の菊間国家石油備蓄基地、波方国家石油ガス備蓄基地が立地している。菊間国家石油備蓄基地では日本の石油総需要量の約3日分の石油、波方国家石油ガス備蓄では世界最大規模の約45万トンの液化石油ガスを備蓄している。
食品工業
調味料メーカーの日本食研、伯方の塩を製造する伯方塩業などが本社・製造工場を置いている。
上記以外の製造業として、宮窪には住友金属鉱山、富田新港には吉野石膏、東芝ライテックの製造工場が立地している。

### 鉱業
大島は材質の良い大島石の産地であり、大島石の採掘が行われている。藤堂高虎が完成させた今治城を築城する時に用いられたと伝えられており採掘の歴史は古く、明治初期には企業的な生産が開始された。かつては橋や石垣、護岸、建築用材にと幅広く使われたが、戦後のセメント産業の隆盛により、用途は次第に狭まり現在は墓石用を中心に生産されている。

### 観光業

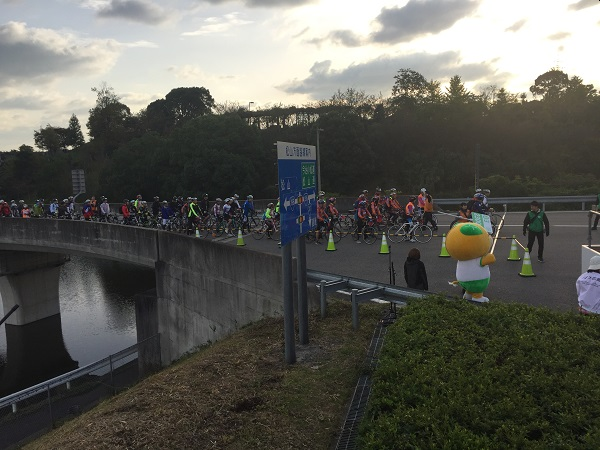
2016年10月に行われたサイクリングしまなみ

えひめ瀬戸内リゾート開発構想において、湯ノ浦地区や糸山地区、島嶼部などで大規模な観光施設整備計画が打ち出されたが、湯ノ浦を除きバブル崩壊で計画は凍結された。また瀬戸内海リゾート開発構想は2006年（平成18年）1月25日付けで廃止されている。
1999年にしまなみ海道が開通（当時、一部区間は未開通）すると「しまなみブーム」と呼ばれるほど、観光客が増大した。その後、ブームの収束で観光客は減少したが、2008年の推定観光客数は515万4,552人と多くの観光客が訪れている。
しまなみ海道サイクリングは人気が高く、毎年5万人以上のサイクリング愛好家が来訪している。市では沿線自治体などと共同で「しまなみサイクリングアイランドライド」や「瀬戸内しまなみ海道スリーデーマーチ」などのサイクリング大会やウォーキング大会などのイベントを開催している。2010年8月1日にはこれまで禁止されていたタンデム自転車の愛媛県内全域で解禁され観光の魅力アップが期待されている。また広島県側でも2010年10月に解禁され、しまなみ海道全線で乗車が可能となっている。

### 海運業

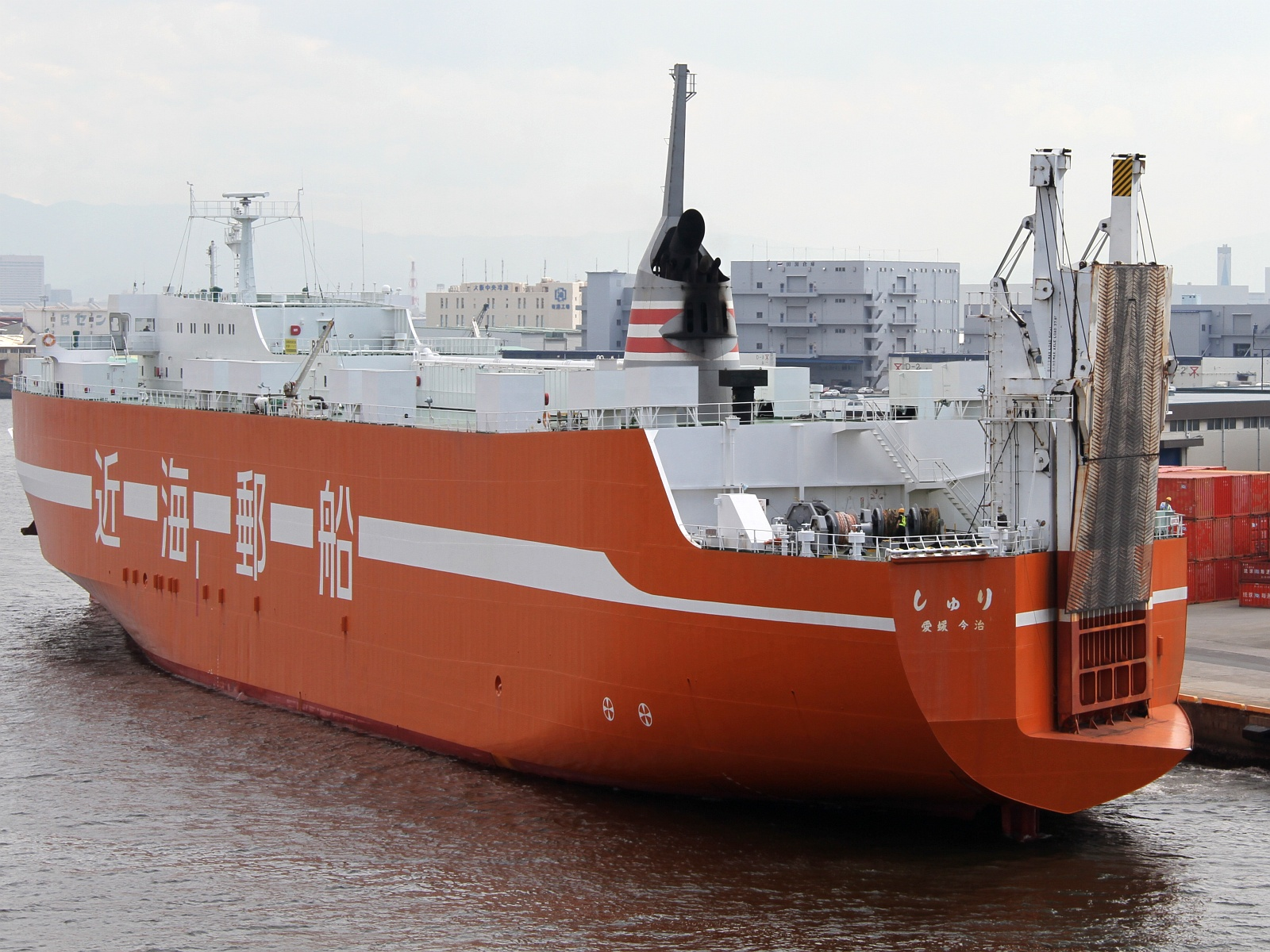
瀬野汽船と関連会社などが保有し、近海郵船物流が運航するRO-RO船「しゅり」。船尾には主要船主がある当市が表示されている。なお、定期航海において当市へ寄港することは無い。

多くの船主（船舶貸渡業）が今治市に存在し、「今治船主」や「愛媛船主」の名で世界的に知られている。今治オーナー（今治船主）と呼ばれる外航船主の集積は北欧・香港・ピレウス（ギリシャ）と並んで世界の四大船主と言われる。海事系の法律事務所や海上保険会社、金融機関など船主向けのサービス事業者が多く立地し、造船会社・舶用メーカーを含めて「海事クラスター」と呼ばれる企業群を形成している。
「愛媛船主」は自ら船舶を運行したりその積荷を集めるための営業を行うのではなく、船舶および船員をも含めた傭船（貸渡）のほか、船舶の売買で利益を上げるビジネスモデルである。なお、新船を建造した外航船の船舶貸渡業は1956年、市内にある瀬野汽船が県内で初めて建造したことに始まる。近年、外航船については2000年以降の10年間で船腹数が倍増したが、保有船舶の資産価値が上昇し「含み益」が生じたことにより更なる船舶建造や保有が可能になったほか、含み益を元手とした他業種への進出も図られた。船舶資産は総計で2兆円を超えるともされているが、社員数など企業の態様としては家族経営のような零細事業者も少なくないとされる。
主な融資元のひとつである愛媛銀行によると、全世界における占有率は外航船の約6%、県内シェアは約90%とされる。また、今治市によると2010年時点での保有船舶数は、外航海運においては約50社の企業が800隻の船舶を保有し国内の外航船舶の30%を占めているほか、内航海運においては約220社の事業者が国内船腹数の8%、県内の63%をそれぞれ占めている。

### 小売業

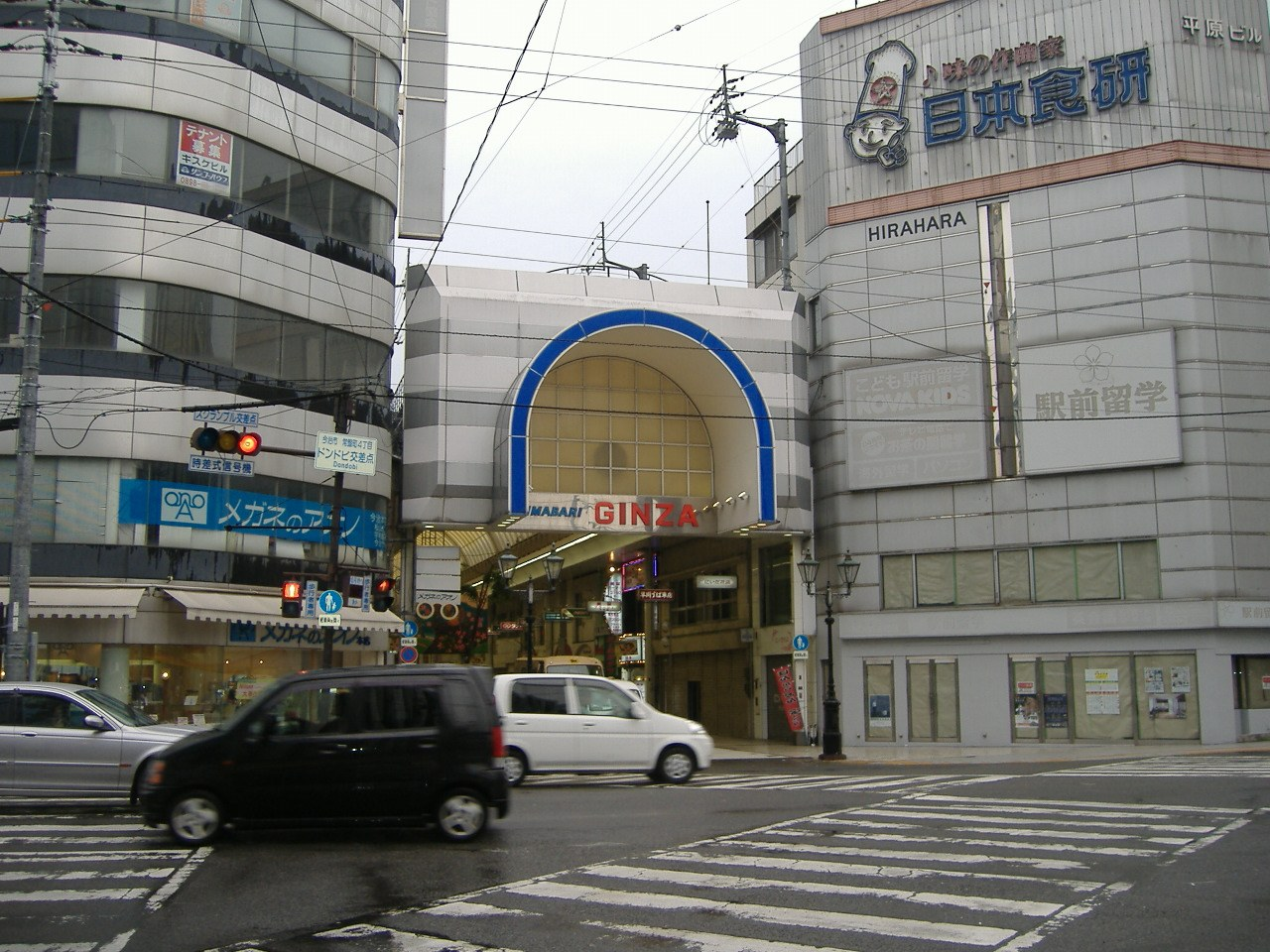
今治商店街入口

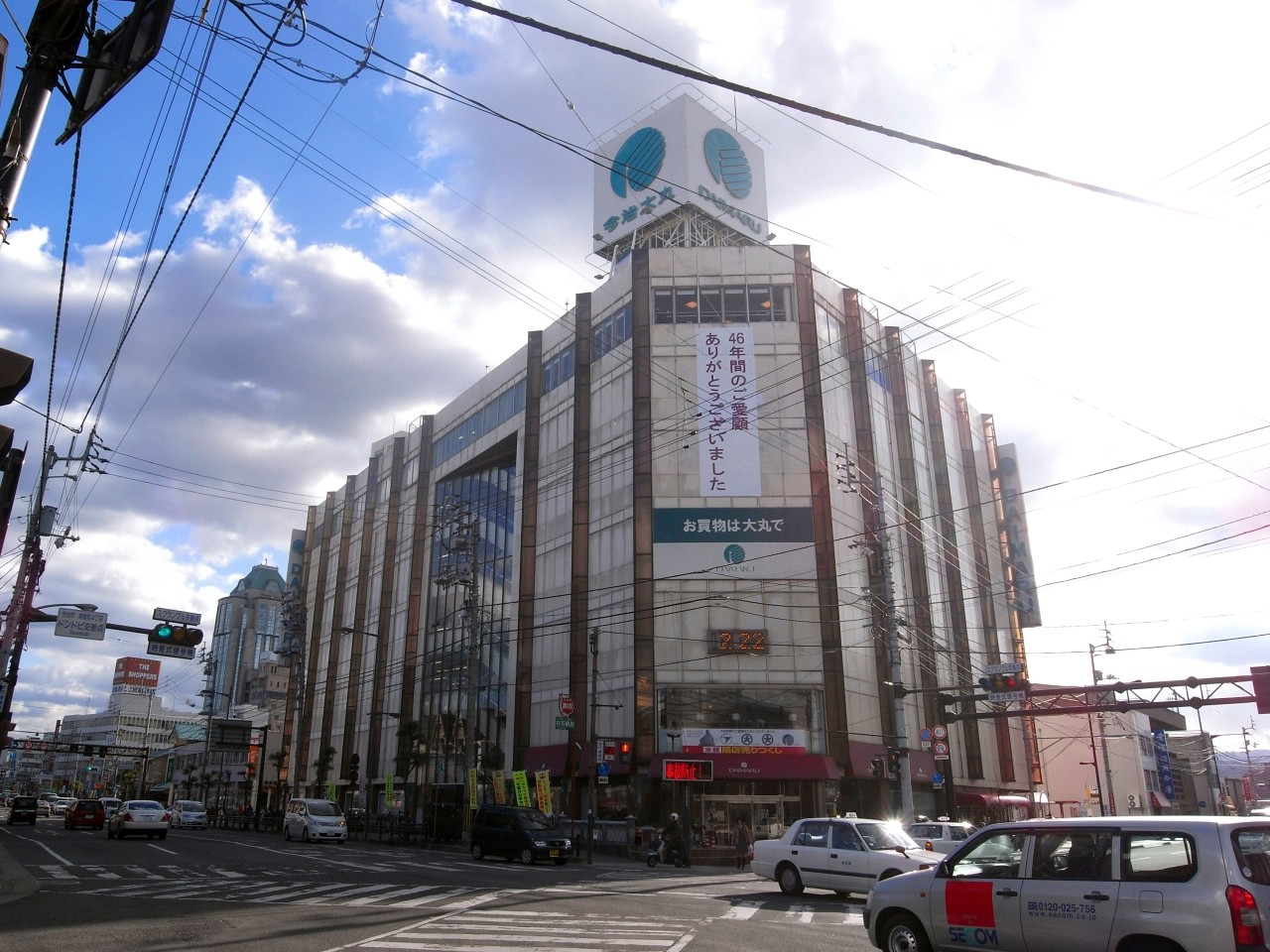
閉店した今治大丸

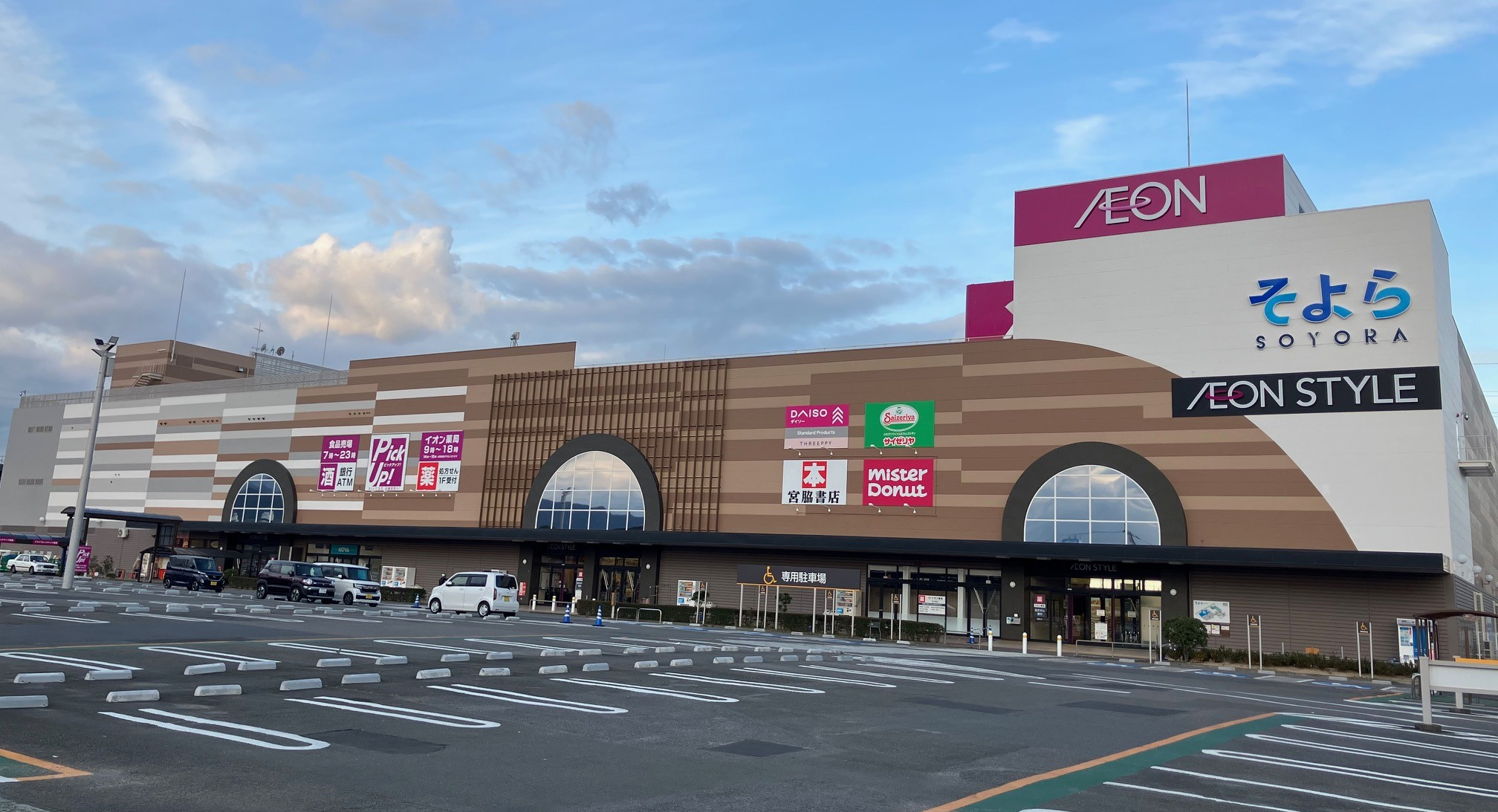
そよら今治馬越（旧今治サティ）

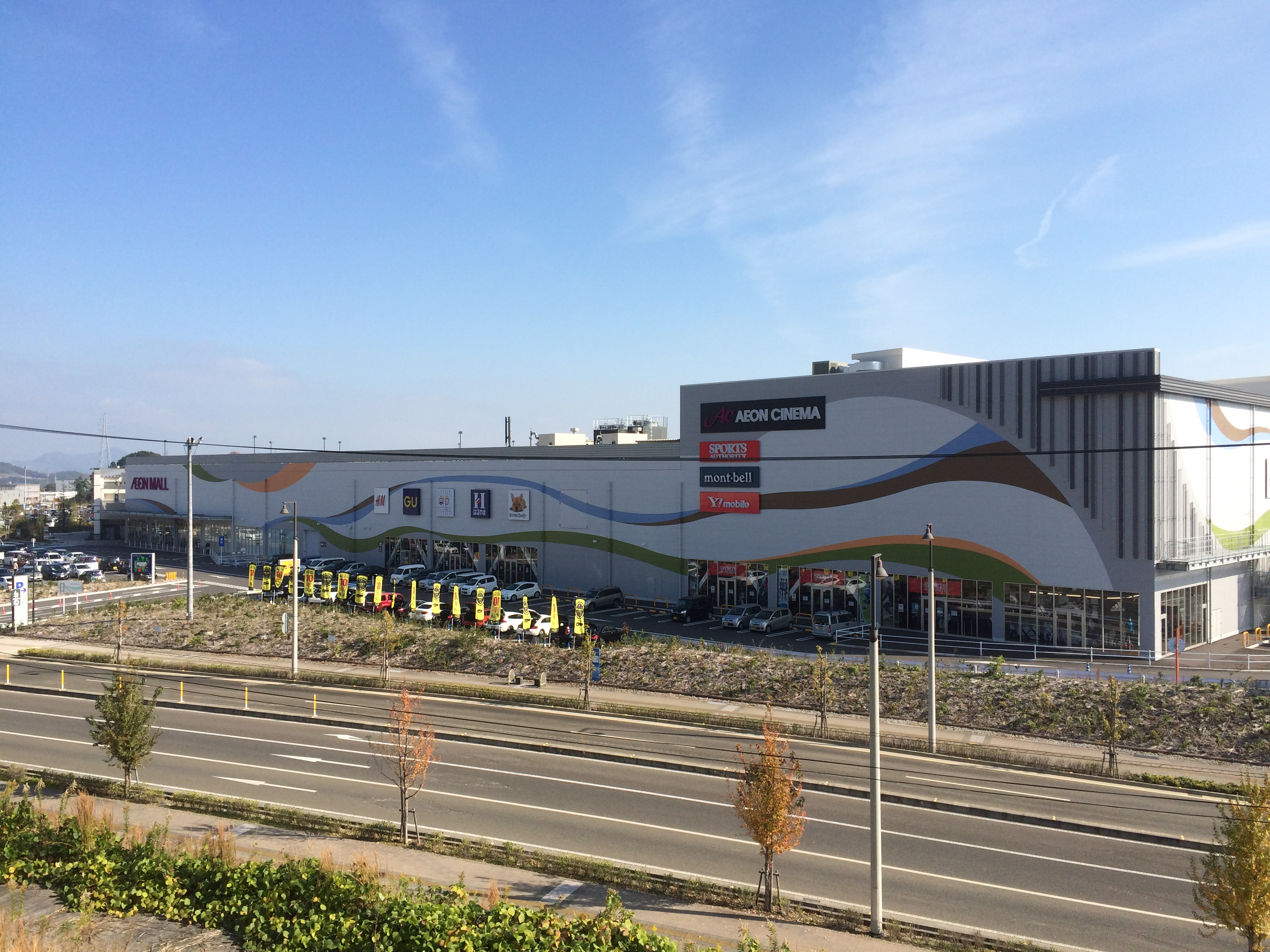
イオンモール今治新都市

1970年代には百貨店など県外資本の大型店が相次いで進出し、今治市役所近くに今治大丸・今治高島屋・ニチイなどが立地し、今治は全国有数の流通激戦地と呼ばれるようになった。1976年の今治市における小売業年間商品販売額に占める中心市街地の割合は 65.4%に達すると共に隣接する東予市（現:西条市）や芸予諸島の島嶼部を含む越智郡の町村部にも商圏を広げる今治市の小売吸引力指数は、中国・四国地方の瀬戸内海沿岸に位置する地方中小都市では最も高い1.78を示した。
しかし、1977年の造船不況をはじめ、1980年代後半の円高や1990年代後半の中国産タオルの輸入増加に伴う繊維工業の衰退は今治市の地域経済を停滞へと導き、同時に郊外地域でも商業集積が形成されるようになったので小売活動に占める中心市街地の割合は次第に低下した。大店法の運用緩和が進んだ1990年代後半に入ると、郊外地域に大規模な商業集積が形成されたことで中心市街地に立地する大型店は閉鎖もしくは売場面積の減少を伴う業態転換を余儀なくされた。
一方、市郊外では、2006年（平成18年）以降は西瀬戸自動車道の開通で四国・愛媛県の玄関口になったことから、今治市に初進出する店舗が増加しており、マックスバリュ西日本が、四国エリア初の直営店となるイオン今治阿方ショッピングセンターを今治市阿方に出店したほか、波止浜には大黒天物産のディオ今治北店が進出している。2016年には今治新都市開発事業第1区にイオンモール今治新都市が開業している。

#### 小売業史
- 1962年（昭和37年） - 大洋デパート（今治大丸の前身）が開店。
- 1972年（昭和47年） - 今治ショッパーズプラザ（ザ・ショッパーズの前身）が開店。
- 1973年（昭和48年） - 今治大丸が常盤町4丁目に移転。
- 1984年（昭和59年） - 今治髙島屋が閉店。
- 1997年（平成9年） - フジグラン今治（東門町5丁目）が開店。
- 1998年（平成10年） - ワールドプラザ（東村）が開店。
- 1999年（平成11年） - 今治サティ（馬越町）が開店。
- 2006年（平成18年） - 西瀬戸自動車道が全線開通。これにより愛媛県今治市と広島県尾道市の所要時間が短縮された。
- 2006年（平成18年） - イオン今治阿方ショッピングセンター（阿方）が開店。
- 2007年（平成19年） - さいさいきて屋（中寺）が開店。
- 2008年（平成20年） - 今治大丸が閉店。ザ・ショッパーズ内のスーパーが閉店。
- 2016年（平成28年） - イオンモール今治新都市が開業。

#### 商店街・大規模小売店舗
- 今治商店街
- ワールドプラザ
- 大黒天物産
- ハローズ
- イオン系
  - イオン今治店（イオンリテール）
  - イオンモール今治新都市（イオンモール）
  - フジが運営する店舗
    - フジグラン今治
    - マックスバリュ今治阿方店（イオン今治阿方ショッピングセンター）
    - ザ・ビッグ 今治ワールドプラザ店
    - マルナカ（3店舗）
- 家電量販店
  - エディオン
  - ケーズデンキ
  - ヤマダデンキ
- 大型スポーツ用品店
  - ヒマラヤ
- ホームセンター
  - DCMダイキ
  - コメリ
  - コーナン
- 大規模書店（チェーン店）
  - 明屋書店
  - 宮脇書店
  - ブックオフ
- ファッション・衣料品店
  - ユニクロ
  - 青山商事
  - はるやま商事
  - しまむら
    - ファッションセンターしまむら
    - シャンブル
    - アベイル

  - 西松屋
- 大型家具店
  - カタヤマ
  - ビッグウッド
  - ニトリ
- 農産物直売所
  - さいさいきて屋
  - 玉川湖畔の里

かつて存在した大規模小売店舗
- ヴィサージュ（2011年閉店）
- ザ・ショッパーズ（閉店。現在は今治国際ホテルの駐車場になっている）
- 今治大丸（2008年末閉店）
- セブンスター･･･同社においては松山周辺エリア以外唯一の店舗であった。現在は上述のザ・ビッグになっている。

### 本社を置く主要企業
- あいえす造船
- アイエン工業
- 浅川造船
- ありがとうサービス
- IKEUCHI ORGANIC
- いずみ観光
- 一広
- 今治造船
- 今治デパート
- 今治.夢スポーツ
- 潮冷熱
- 宇髙
- 楠橋紋織
- ケーオー産業（登記上の本店）
- コンテックス
- 桜井
- 四国開発フェリー
- 四国ガス
- 四国通建
- 四国溶材
- 七福タオル
- しまなみ
- しまなみ造船
- 春山海運
- 正栄汽船
- 城南織物
- 新来島どっく
- 瀬戸内運輸
- 瀬戸内しまなみリーディング
- 瀬戸内海交通
- 瀬野汽船
- 双輝汽船
- 第一印刷
- 田窪（登記上の本店）
- 田窪工業所（登記上の本店）
- 田中産業
- 東慶海運
- 洞雲汽船
- 波方ターミナル
- 日鮮海運
- 日本食研ホールディングス（登記上の本店）
- 伯方塩業（登記上の本店）
- 伯方造船
- ハートウエル
- BEMAC
- 檜垣産業
- 檜垣造船
- 藤原造船所
- 藤高
- 母恵夢本舗
- 眞鍋造機
- 丸栄タオル
- マルマストリグ
- 丸山タオル
- 瑞穂産業
- みやざきタオル
- 村上石油
- 村上秀造船
- 八木酒造部
- 山中造船
- 吉井タオル

### 工場・事業所を置く主要企業
- 愛知時計電機 四国工場・今治工場
- エスファクトリー 今治工場
- ガバメイツ データクレンジングセンター
- 川辺 今治センター

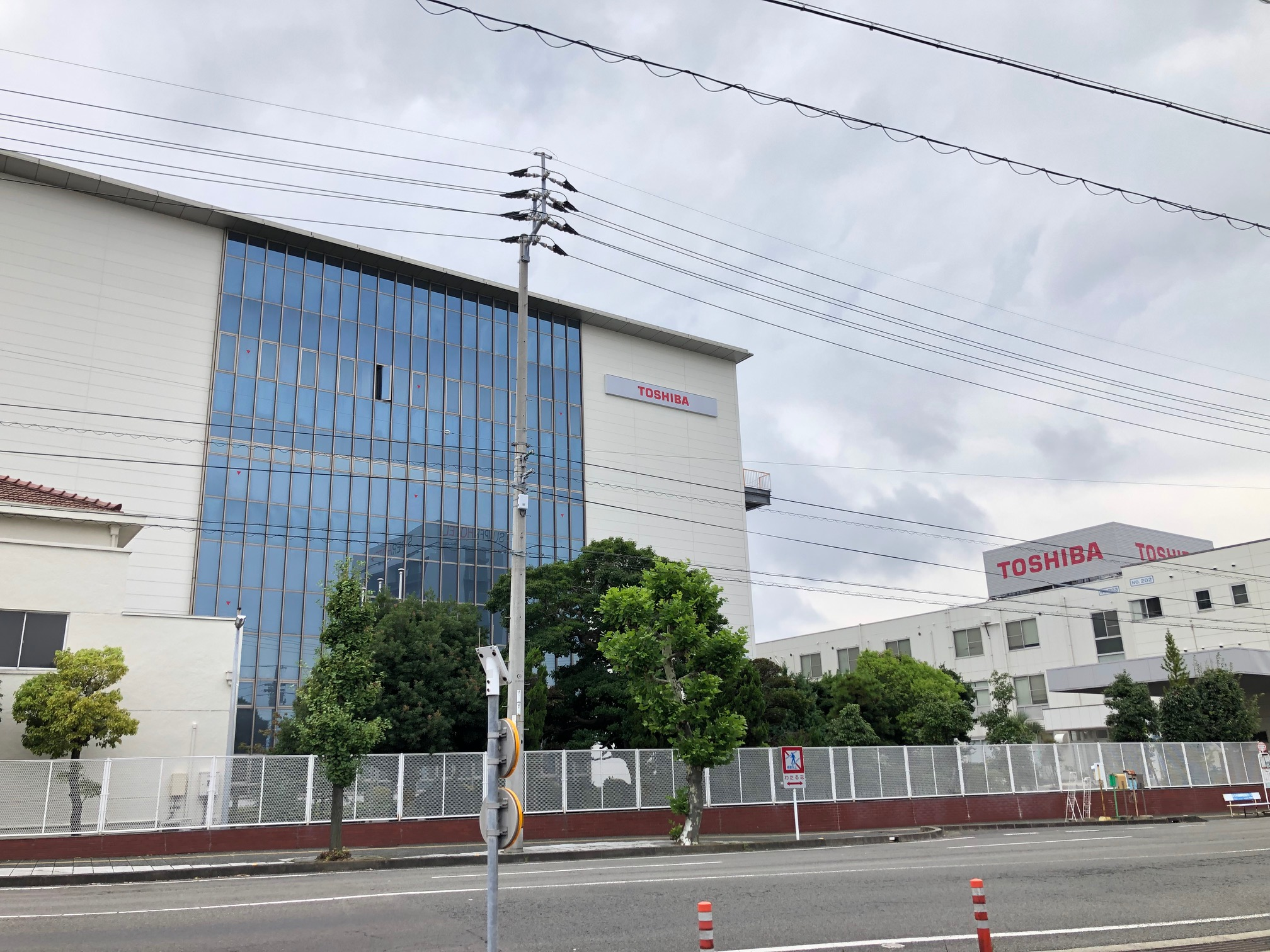
東芝ライテック今治事業所

- 四阪製錬所 工場（旧住友金属鉱山 四阪工場）
- ダイクレ 四国工場
- 太陽石油 四国事業所
- 東芝ライテック 今治事業所（旧ハリソン東芝ライティング）
- 三菱商事 波方ターミナル（運営は波方ターミナル）
- 吉野石膏 今治工場

### 支社・営業所を置く主要企業
都市銀行など
- みずほ銀行 今治支店
- ゆうちょ銀行 今治店
- イオン銀行（ATMのみ）
- セブン銀行（ATMのみ）

地方銀行・第二地方銀行

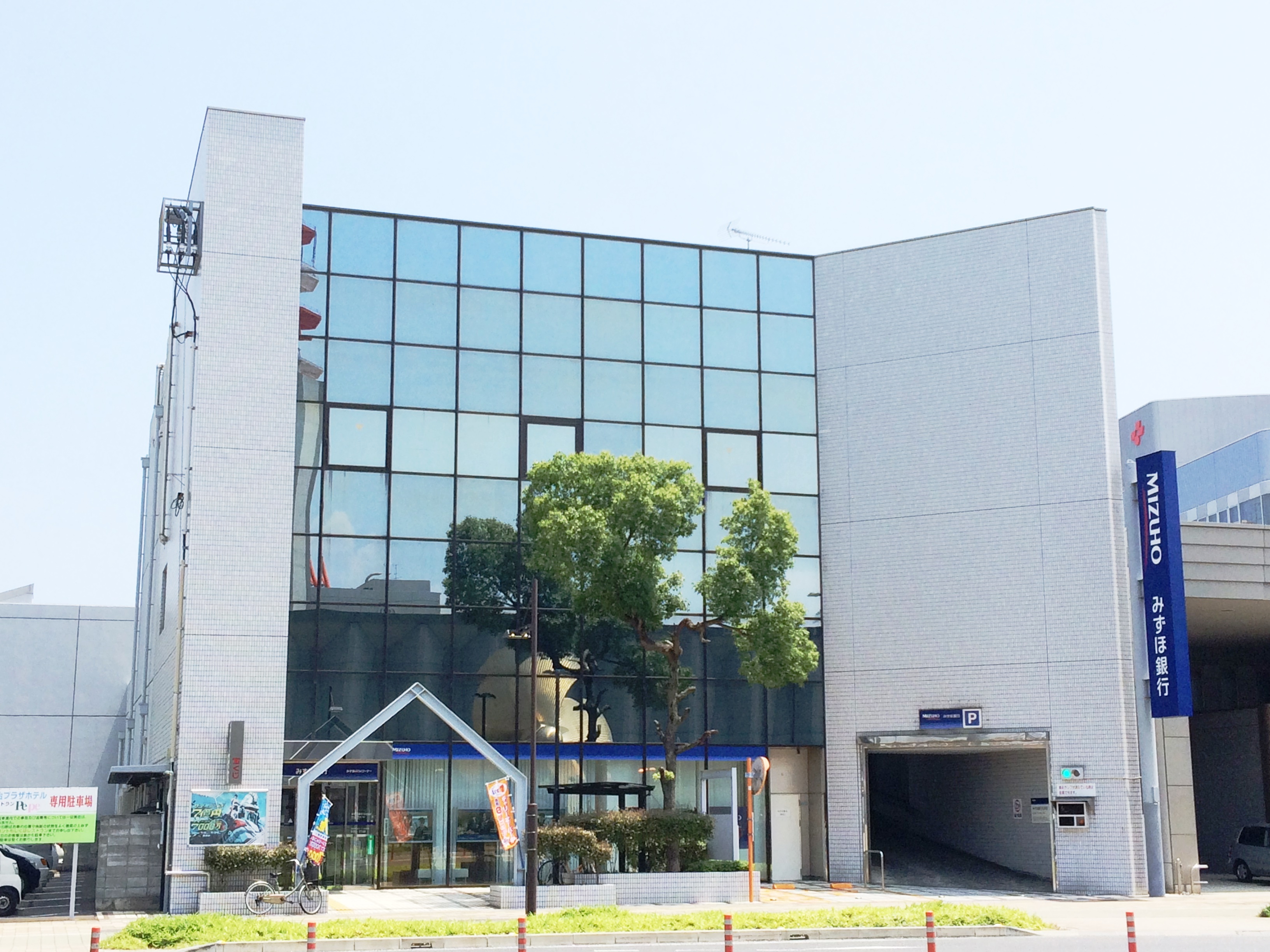
みずほ銀行 今治支店

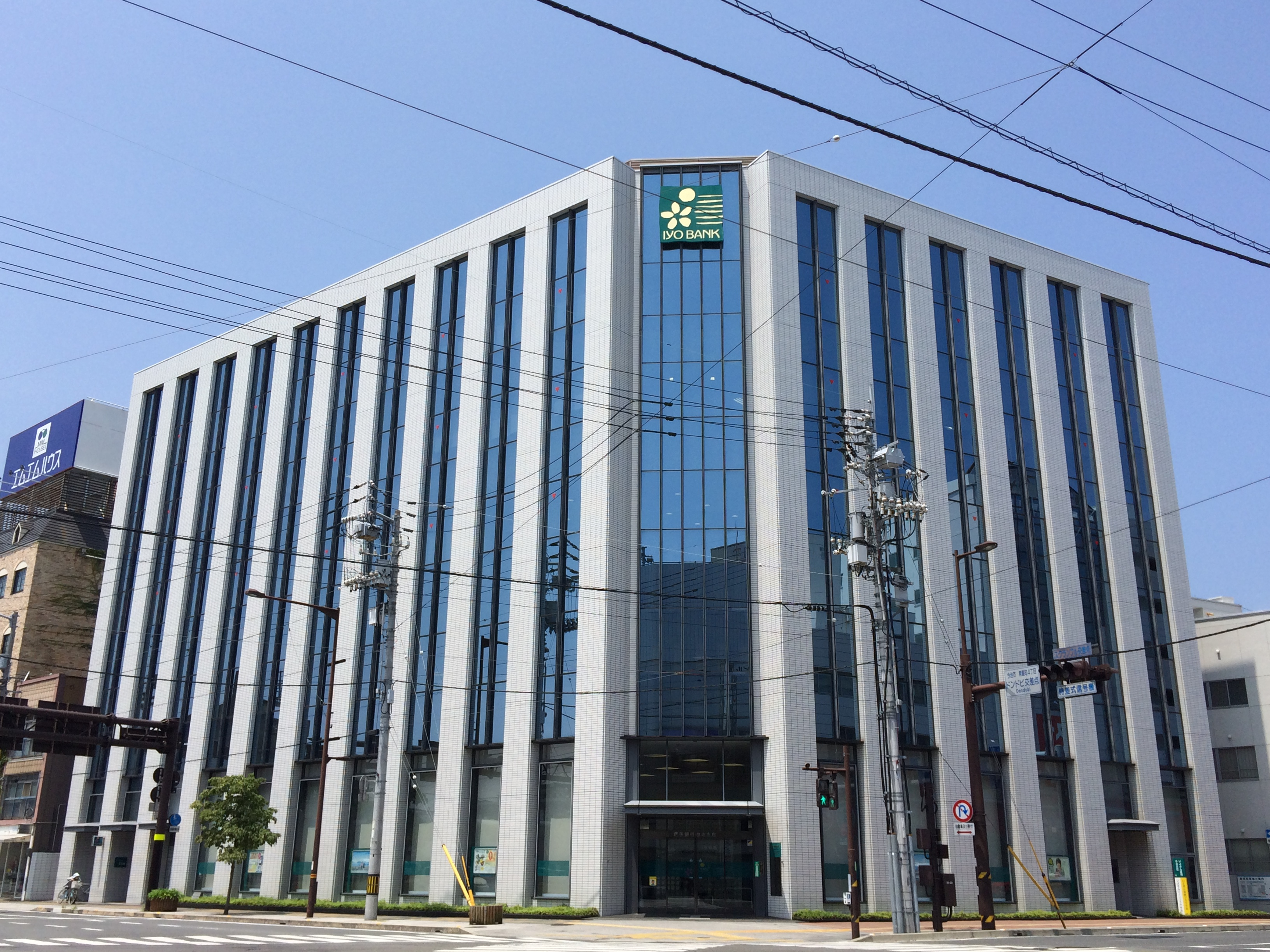
伊予銀行 今治支店

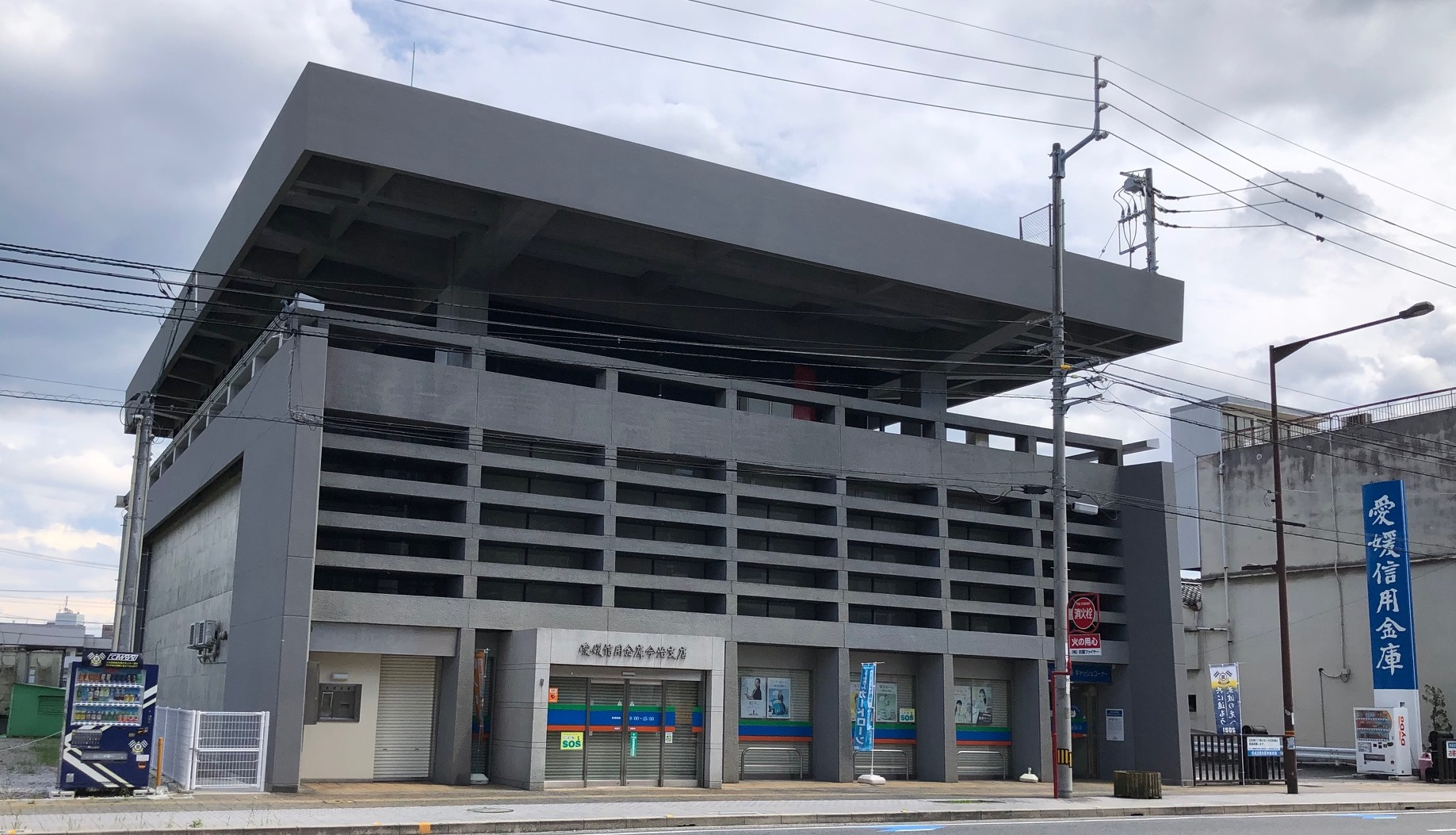
愛媛信用金庫 今治支店

- 伊予銀行 今治支店など多数[注釈 2]、シップファイナンス部
- 愛媛銀行 今治支店など多数
- 阿波銀行 松山支店今治出張所（今治法人営業部）
- 百十四銀行 今治支店
- 四国銀行 今治支店
- 高知銀行 今治支店
- 広島銀行 今治支店
- 徳島大正銀行 今治支店
- 香川銀行 今治支店
- 山口銀行 今治支店
- 山口フィナンシャルグループ シップファイナンス室
- 東京スター銀行（ATMのみ）

協同組織金融機関
- 愛媛県信用漁業協同組合連合会 今治支所など。
- 愛媛信用金庫 今治支店など多数。
- 四国労働金庫 今治支店

証券会社
- みずほ証券 今治支店
- 東洋証券 今治支店
- 四国アライアンス証券 今治支店
- ひろぎん証券 今治営業所

損害保険・生命保険会社
- アクサ生命保険 今治分室
- 朝日生命保険 今治営業所
- かんぽ生命保険 松山支店今治郵便局かんぽサービス部
- 共栄火災海上保険 今治支社
- ジブラルタ生命保険 松山エリア今治支部
- 住友生命保険 今治支部・新今治支部・今治北支部・宝来支部・伯方瀬戸内支部
- 損害保険ジャパン 今治中央営業所・西日本船舶営業部・四国海上保険金サービス課
- 第一生命保険 今治支部・しまなみ支部
- 大同生命保険 今治営業所
- 大樹生命保険 今治営業部
- 東京海上日動火災保険 今治中央支社・今治損害サービス課・西日本船舶営業部今治支社・愛媛海損サービス課
- 日本生命保険 今治営業部
- 三井住友海上火災保険 今治支社・船舶営業部四国海上支社・海損部四国海損グループ
- 明治安田生命保険 松山支社 今治営業部
- ガードジャパン 今治事務所
- 日本船主責任相互保険組合 今治支部
- UK P&Iクラブ 今治事務所
- ノーススタンダード 今治オフィス（開設予定）

郵便局
- 今治郵便局など

商社
- 伊藤忠商事船舶海洋部 今治出張所
- 伊藤忠マシンテクノス 今治出張所
- カナックス 大西営業所[71]
- 川重商事 今治営業所
- 商船三井テクノトレード 関西支店今治出張所
- 信友 今治連絡出張所
- 住商マリン 今治営業所
- 双日 今治事務所
- 鳥羽洋行 今治出張所
- 東洋船舶 今治分室
- 三井物産船舶海洋第一部 今治分室
- 三菱商事船舶ユニット 今治分室
- 丸紅 船舶今治出張所
- メタルワン鋼管 今治営業所
- 郵船商事 今治営業所
- 菱電商事 今治営業所

メーカー
- IHI原動機 四国営業所
- 赤阪鐵工所 中四国営業チーム
- 川崎重工業 今治サービスセンター
- 関西ペイントマリン 今治営業所
- KBツヅキ 今治出張所
- ジャパンエンジンコーポレーション 今治営業所
- ダイキンMRエンジニアリング 中四国支店
- ダイハツディーゼル 四国支店
- 中国塗料 今治営業所
- 東京計器 今治営業所
- 中北製作所 今治出張所
- 日本シップヤード 今治オフィス・今治営業所
- 日本ペイントマリン 今治営業所
- バルチラジャパン 今治オフィス
- 富士電機 今治営業所
- 古野電気 今治営業所
- 三浦工業 舶用今治事業所
- ムサシノ機器 今治営業所
- YDKテクノロジーズ 今治営業所

インフラ
- NTT西日本　今治支店
- 四国電力送配電 今治事業所

海事関連機関（船舶検査機関・海事局など）
- アメリカ船級協会（ABS） 今治事務所
- 韓国船級協会 今治出張所
- DNV GL船級協会 今治事務所
- 日本海事協会 今治支部、検査部今治駐在
- ロイド船級教会 今治事務所
- セグマル（パナマ海事庁） 今治事務所
- マーシャルアイランド海事局 今治支店
- リスカジャパン 今治事務所

法律事務所・税理士法人
- エル・アンド・ジェイ法律事務所 今治事務所
- 田中法律事務所 今治事務所
- デロイト トーマツ税理士法人 今治事務所
- 東町法律事務所 今治事務所

その他
- FPG 今治営業所
- マーリンク 今治営業所

### 商工団体・業界団体
- 今治商工会議所
- 越智商工会
- しまなみ商工会
- 今治タオル工業組合
- 愛媛県繊維染色工業組合
- 菊間町窯業協同組合

### 産業人口
- 第1次産業（農林水産業） 8.3%
- 第2次産業（工業・鉱業・建設業） 35.0%
- 第3次産業（商業・サービス業など） 56.7%

## 情報・通信

### 新聞
- 愛媛新聞社 東予支社・今治、しまなみ支局
- 朝日新聞社 今治支局
- 毎日新聞社 今治通信部
- 読売新聞社 今治通信部

### テレビ局
- NHK松山放送局 今治支局
- 南海放送 東予支局（今治）
- 愛媛朝日テレビ 今治支局
- あいテレビ 今治支局
- テレビ愛媛 今治支局

### ケーブルテレビ局
- 今治CATV
- 今治市波方CATV（2016年3月末に事業終了。今治CATVへ事業譲渡）

### ラジオ局
- 今治コミュニティ放送

### 地域情報誌
- アイクコーポレーション 今治支局（ここまち今治）
- マイタウン今治新聞社（まいたうん）
- メディアプロ（is.）

### その他
- 今治地方フィルム・コミッション[72]
- 市外局番
  - 0898（陸地部、今治MA）
  - 0897（島嶼部（宮窪町四阪島を除く）、伯方MA）
  - 0897（宮窪町四阪島、新居浜MA）

## 文化

### スポーツ
- サッカー - FC今治（Jリーグ）
  - 2014年 元サッカー日本代表監督、岡田武史がFC今治のオーナーに就任。
- 女子サッカー - FC今治レディース（日本女子サッカーリーグ）

#### スポーツ施設

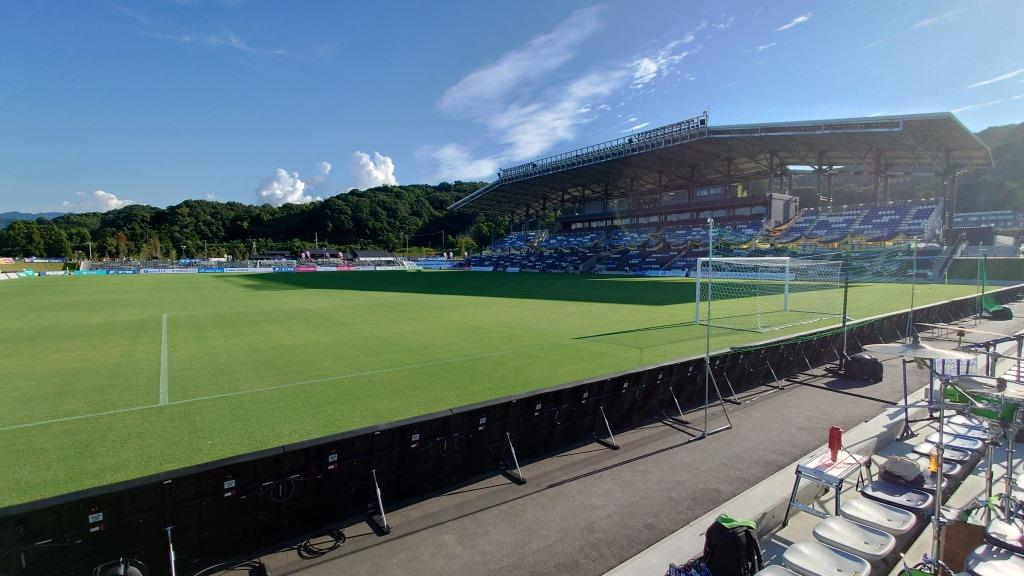
今治里山スタジアム

- 野球場
  - 今治市営球場
- サッカー場
  - ありがとうサービス. 夢スタジアム
  - 今治里山スタジアム
- 体育館
  - 今治市営中央体育館
- ゴルフ場
  - 今治カントリー倶楽部
  - 松山シーサイドカントリークラブ

### 伝統文化
- 村上水軍とその遺跡
- 継獅子（各地）
- お供馬の走り込み（菊間）
- 一人角力（大山祇神社）
- 島四国

### 伝統産業
- 桜井漆器（桜井地域）
- 菊間瓦（菊間地域）

### 食文化
独自の食文化がある。

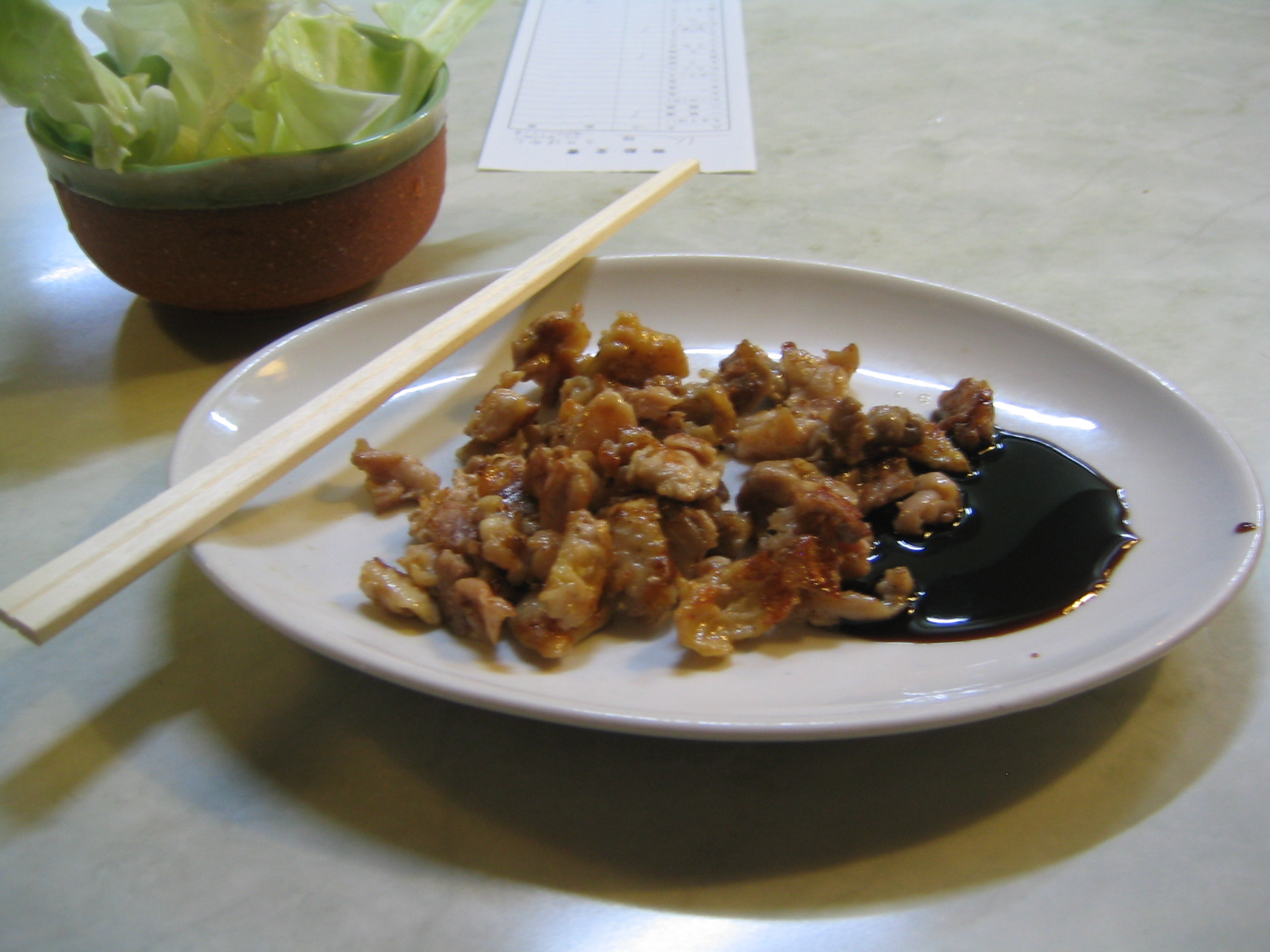
今治焼鳥（皮）

- 旧今治市 - 今治焼鳥、せんざんき、焼豚卵飯（やきぶたたまごめし）、鯛の浜焼き。

今治焼鳥：串焼きもあるが、鶏肉を鉄板にへらなどで押さえつけて焼く鉄板料理が特徴で、その中でも「皮焼き（皮）」が有名である。鶏肉料理が盛んで、から揚げ（せんざんき）を提供する店舗と共に客も多く「名物」となっている。これらは郷土料理とされており、今治市外にも広がっている。
- 旧越智郡島しょ部 - 鯛めし、法楽焼、いぎす豆腐、みかんジュースなど。
- 旧越智郡陸地部 - 猪豚鍋（玉川町鈍川）

### ゆるキャラ
- バリィさん - 今治市をイメージして作られたご当地キャラクター。ゆるキャラグランプリ2012王者。今治地方観光協会の観光大使、愛媛県の伊予観光大使、FC今治スペシャルサポーターを務めている。

### 無尽
業種の異なる人々が定期的に集まり、資金を融通したり、情報交換･共有したりする無尽の習慣がいまも盛んに行われている。室蘭工業大学の永井真也教授が2015年12月から2016年1月の間で今治市内の経営者に調査したところ、回答者の83.75％が「参加した経験がある」と回答している。
一般的な無尽は、集まった人が資金のやり取りと食事をするが、「食い無尽」や「お茶無尽」といった資金のやり取りを伴わない親睦目的の無尽も存在する。食い無尽は、今治では「飲み無尽」と呼ばれ、資金のやり取りをせずに親睦を目的に月に1回行う集まりである。お茶無尽は、今治では「ランチ無尽」ともいわれ、夜に行われる食い無尽より手軽に、女性がランチやお茶を共にする無尽である。また喫茶店のモーニングで行う場合や、持ち寄った資金を積立て無尽の満会時に構成員が一緒に行く旅行の資金にする積立を目的とした無尽も存在する。無尽の発会きっかけは、同業者、下請け関係者間、PTA、同窓会など、日頃のつき合いの延長である。近代的な金融機関の普及に伴い、無尽本来の融資目的の性格は薄まったものの、仲間内で集まる慣習は残り、異業種交流や団体旅行など社交文化に姿を変えて継承されている。

### その他
- 猿飛佐助 - 今治出身の山田阿鉄（おてつ）などが「立川文庫」のなかで創作した想像上の人物で、今治駅前と、山田家の菩提寺である観音禅寺には、佐助の銅像が据えられている。今治市の合併前の広報にも時々、佐助を模したマンガキャラクターが登場していた。
- 宮窪手話 - 宮窪町浜集落のみで用いられている村落手話（国単位で広く使われる手話とは文法・語彙が異なる手話で、地域内で独自に発達した）。2020年現在も使用者がいる。
- 桜井漆器の販売をもとに月賦販売が生まれたところでもある。
- 「村上」や「越智」の名字が市民に多く見られる[78]。

## 教育

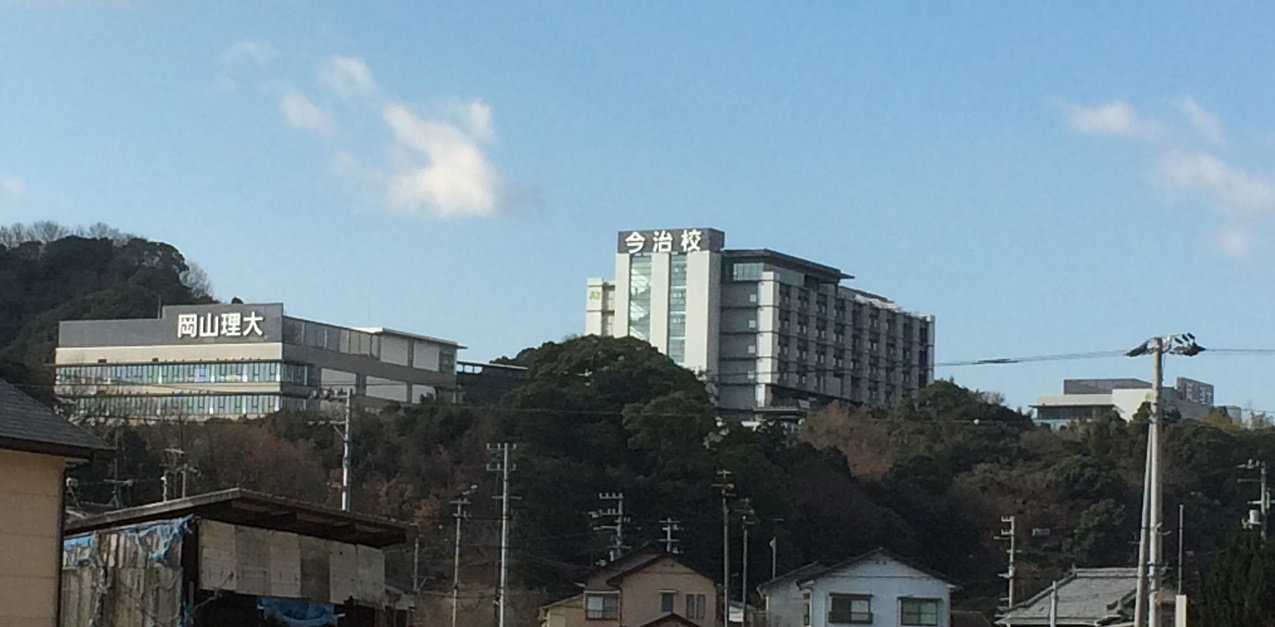
岡山理科大学今治キャンパス

### 大学・短期大学
- 今治明徳短期大学
- 愛媛大学サテライト・いまばり[79]
- 岡山理科大学今治キャンパス（獣医学部)

### 高等学校
- 愛媛県立今治西高等学校
  - 伯方分校
- 愛媛県立今治北高等学校
  - 大三島分校
- 愛媛県立今治南高等学校
- 愛媛県立今治工業高等学校

- 私立FC今治高等学校明徳校
- 私立FC今治高等学校里山校※中学校も併設している。
- 私立今治精華高等学校
- 私立日本ウェルネス高等学校

- 定時制
  - 愛媛県立今治西高等学校

- 通信制
  - 私立日本ウェルネス高等学校
  - 私立今治精華高等学校

### 専修学校
- 今治看護専門学校
- 今治商業専門学校

### 中等教育学校
- 愛媛県立今治東中等教育学校（2006年4月、今治東中学校から移行）

### 中学校
- 今治明徳中学校※高等学校分校も併設している。

### 特別支援学校
- 愛媛県立今治養護学校

### 幼稚園

#### 公立幼稚園
- 今治市立大西幼稚園
- 今治市立宮窪幼稚園
- 今治市立伯方幼稚園

#### 私立幼稚園
- こまどり幼稚園
- 今治幼稚園
- 若葉幼稚園
- 今治精華幼稚園
- 立花幼稚園
- 晴心幼稚園
- ひまわり幼稚園
- ゆりかご幼稚園
- いずみ幼稚園
- みどり幼稚園
- みなみ幼稚園
- 唐子幼稚園
- 白ゆり幼稚園
- 今治めぐみ幼稚園
- 近見虎岳幼稚園

### 学校教育以外の施設
- 国立波方海上技術短期大学校 - 独立行政法人海技教育機構が設置し、内航船舶職員を養成する。
- 愛媛県立愛媛中央産業技術専門校 - 職業能力開発促進法に基づく職業能力開発校。
- 今治コンピュータ・カレッジ - 職業能力開発促進法に基づく認定職業訓練の情報処理技能者養成施設（2011年3月31日廃止）。
- JFAアカデミー今治

## 健康

### 医療
上島町と共に今治医療圏に属している。2次救急医療は市内の8つの医療機関による輪番体制がとられている。2018年3月に輪番を担ってきた9つの医療機関のうち1つが看護師などの不足を理由に撤退。2018年3月に今治市と今治市医師会及び愛媛大学の3機関による「今治市の二次救急医療提供体制維持に関する協定」を締結し、愛媛大学医学部附属病院から今治市医師会市民病院に医師･看護師の派遣を受け2次救急体制の維持に努めている。今治医療圏内には第3次救急医療機関はなく、近隣の医療圏の第3次医療機関（愛媛県立新居浜病院･愛媛県立中央病院など）との連携により3次救急医療体制の確保が図られている。

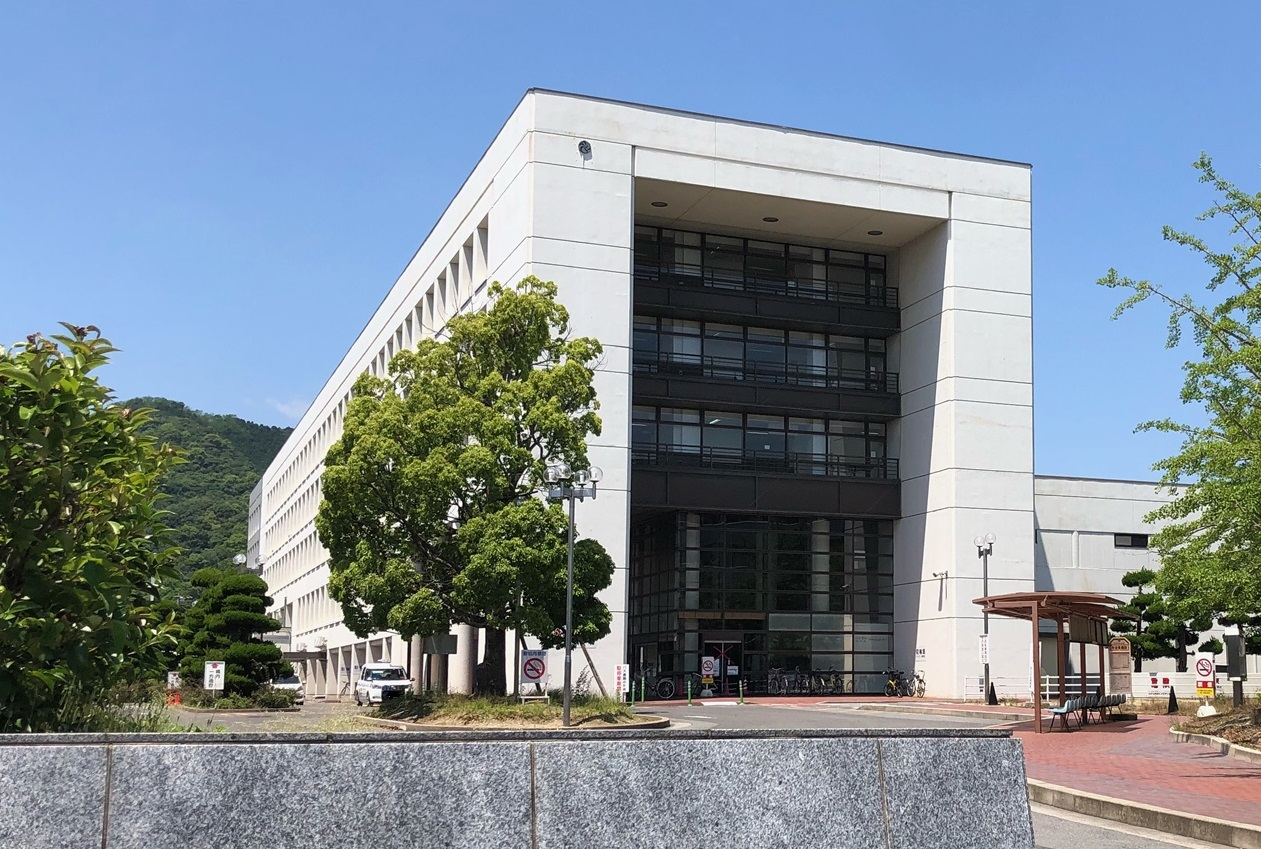
今治医療圏の中核病院である愛媛県立今治病院

主な医療機関
- 愛媛県立今治病院
- 今治市医師会市民病院
- 済生会今治病院
- 真泉会今治第一病院
- 聖マリア会木原病院
- 杏風会今治セントラル病院
- 生きる会瀬戸内海病院
- 補天会光生病院
- 陽成会広瀬病院
- 慈風会白石病院

### 保健機関
- 保健所
  - 愛媛県今治保健所[82]

## 交通

### 鉄道
- 四国旅客鉄道（JR四国）

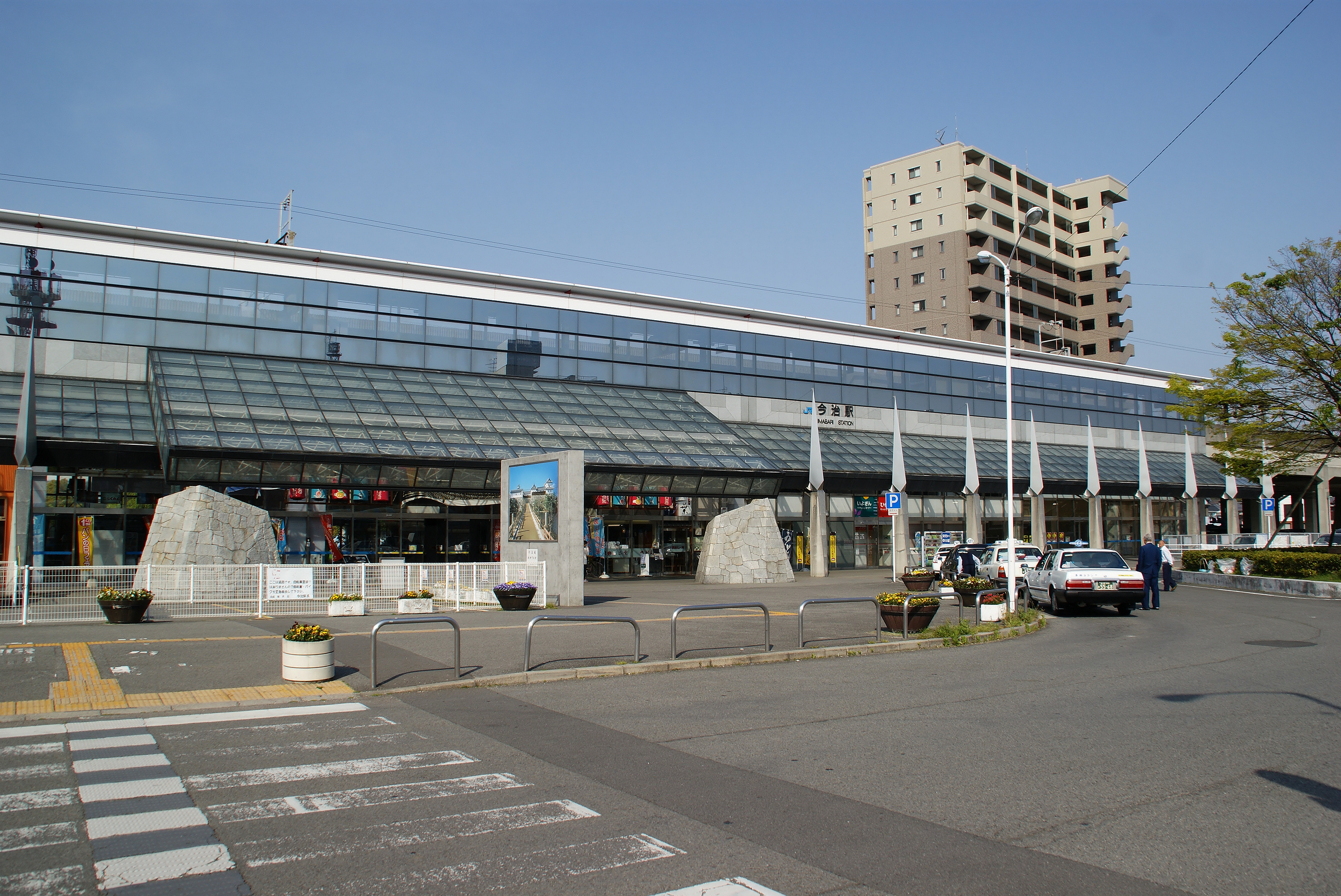
市の中心駅である今治駅

  - 予讃線：菊間駅 - 伊予亀岡駅 - 大西駅 - 波方駅 - 波止浜駅 - 今治駅 - 伊予富田駅 - 伊予桜井駅
- 中心となる駅：今治駅

### 港湾

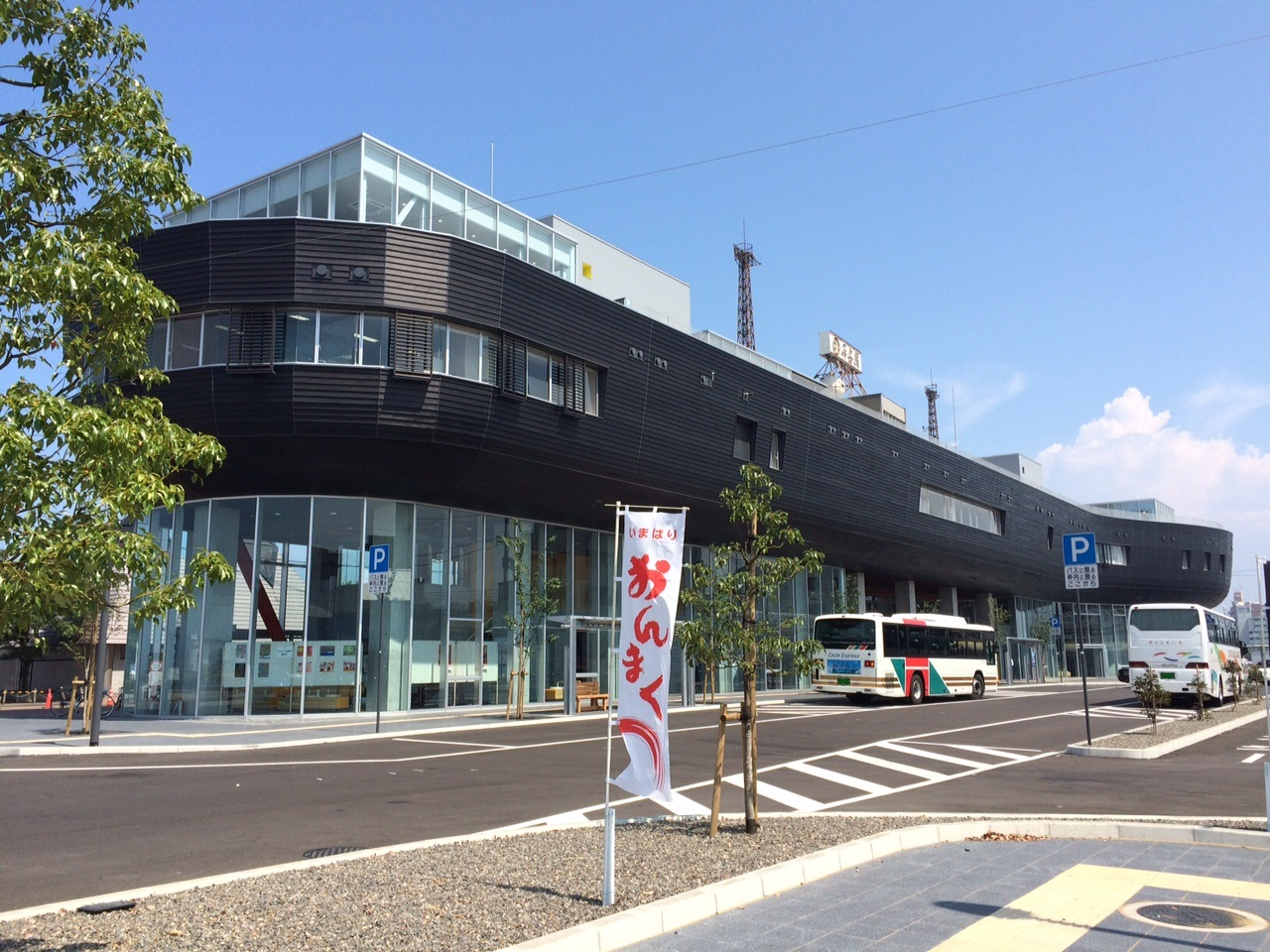
みなと交流センター

市域（合併前は周辺市町村）には離島部が多くあることから多数の港湾が設置されているが、西瀬戸自動車道（瀬戸内しまなみ海道）の開通による航路の縮小・廃止などで定期旅客航路が無くなった港湾もある。重要港湾の今治港では、旅客航路だけでなく貨物航路も多数存在しており、特にガントリークレーンを備えた富田地区には国内、大韓民国などへの定期貨物航路が就航している。
主な港湾
- 今治港（重要港湾）
- 波方港
- 波止浜港
- 伯方港
- 菊間港
- 宮浦港
- 吉海港
- 下田水港
- 友浦港
- 津島港
- 岡村港

#### 航路

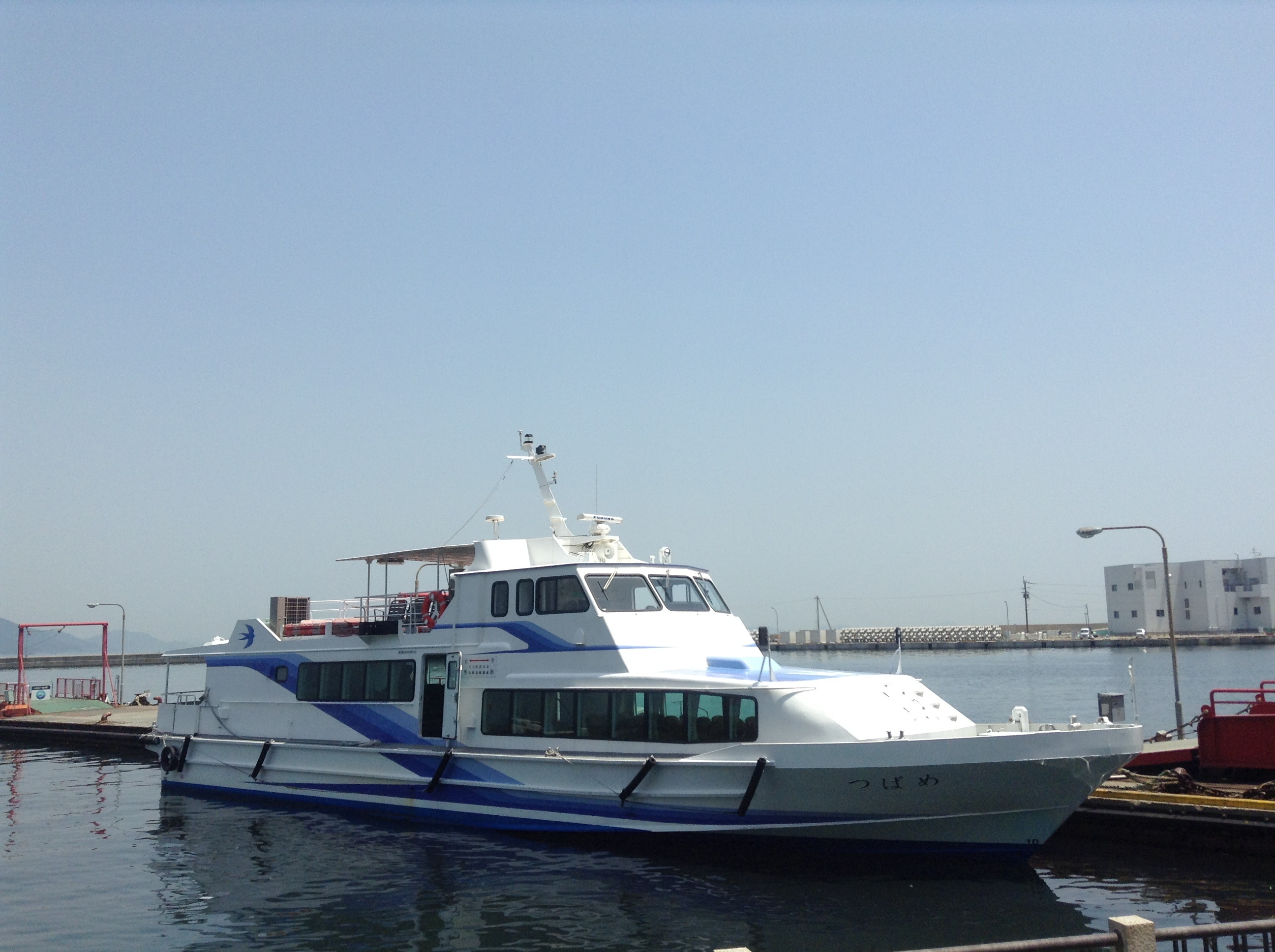
芸予汽船の快速船「つばめ」

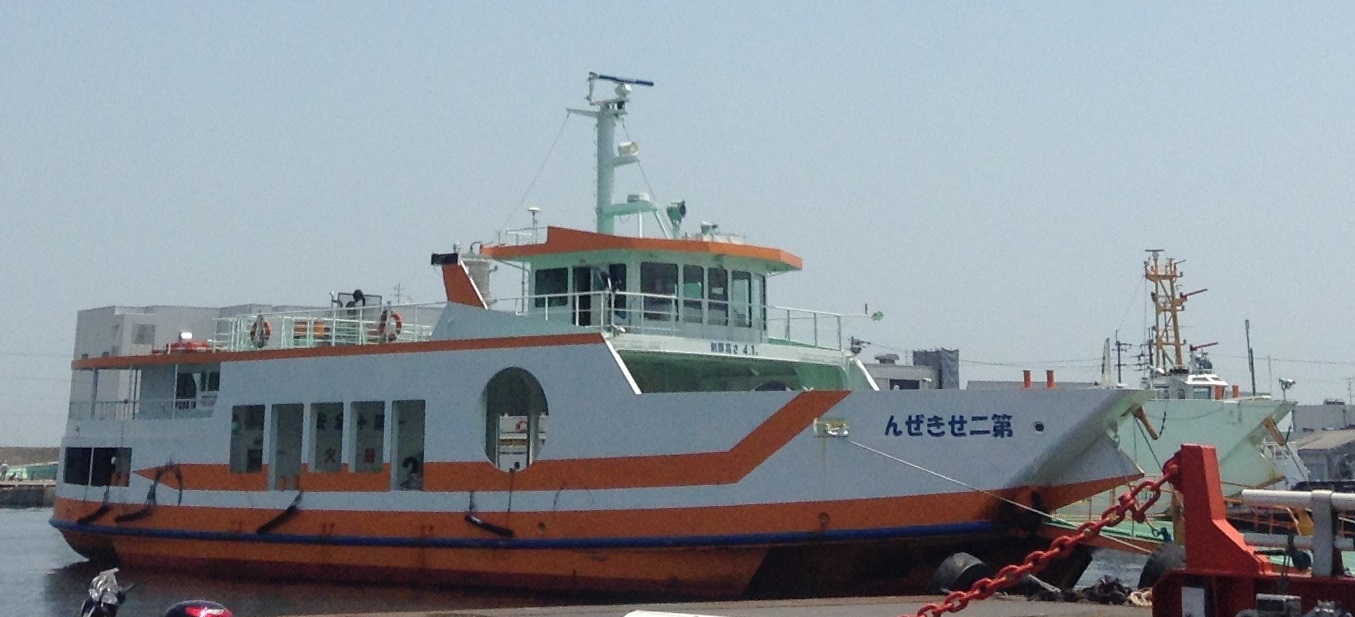
市営渡船のフェリー「第2せきぜん」

かつては今治港から離島部や広島方面を結ぶ航路および大阪・神戸・大分などへの長距離航路が多数運航されていたが、瀬戸内しまなみ海道の開通による陸上交通への転移によって多くの航路が縮小・廃止された（長距離航路については、2009年5月限りで寄港中止となった）。今治港からは、上島諸島や芸予諸島などを結ぶ航路が運航されている。また、市営渡船を運航している。
- 中・短距離航路
  - 芸予汽船：今治 - 友浦（大島） - 木浦（伯方島） - 岩城 - 佐島 - 弓削 - 生名 - 土生
  - 大三島ブルーライン：今治 - 宗方（大三島） - 木江（大崎上島）、宗方 - 岡村
  - 津島渡船：今治 - 津島
  - 今治市営渡船：今治 - 大下島 - 小大下島 - 岡村、今治 - 宗方 - 大下島 - 小大下島 - 岡村
  - シーセブン：宮窪 - 鵜島 - 尾浦（伯方島）
  - 大三島フェリー：盛（大三島） - 大久野島 - 忠海
  - くるしま：波止浜 - 来島 - 小島 - 馬島
  - 住鉱物流（従業員など関係者のみ）：新居浜 - 四阪島
- 観光船･遊覧船
  - 来島海峡急流観潮船
  - 能島水軍潮流体験船

### 路線バス

#### 一般路線バス

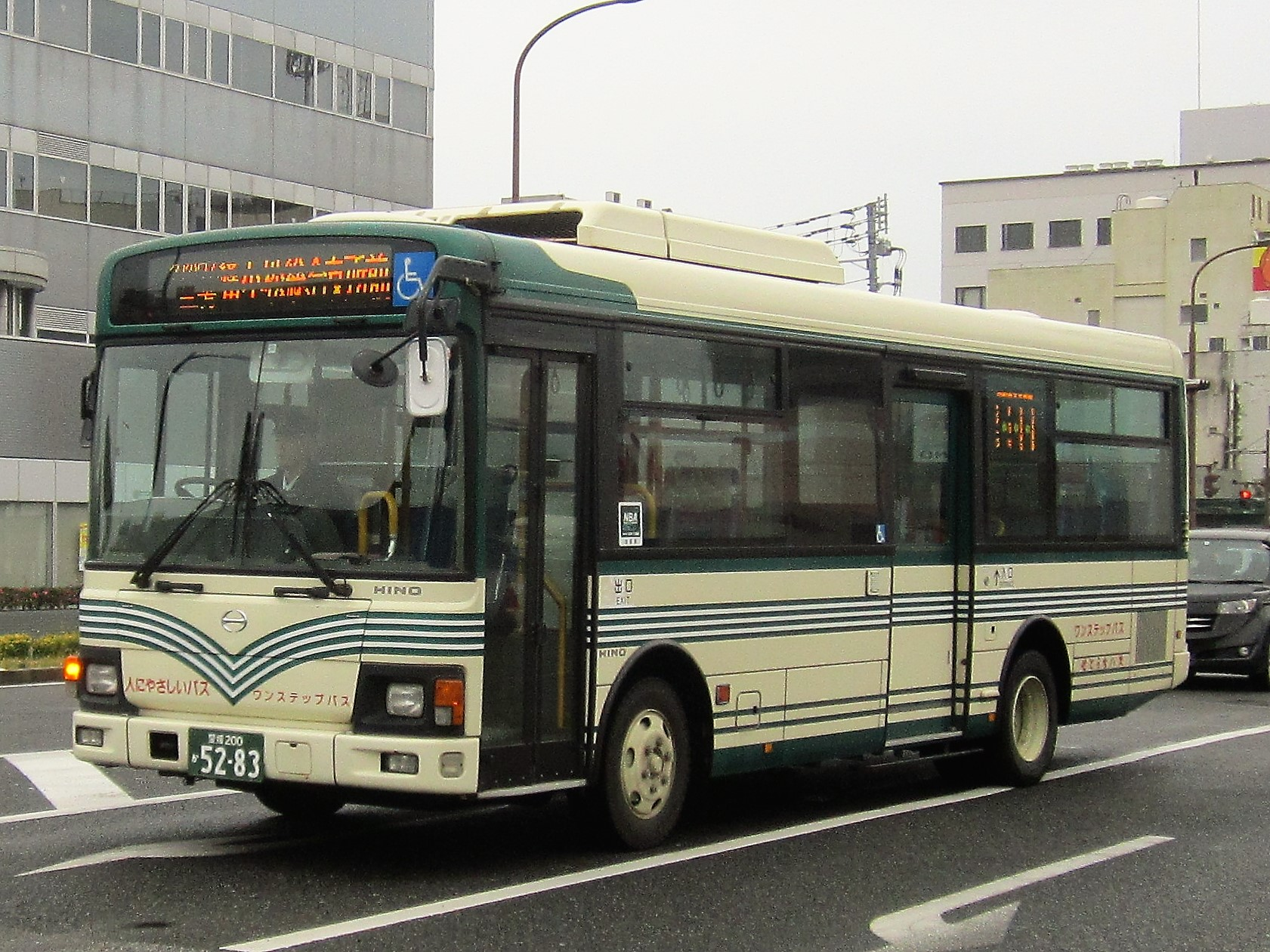
瀬戸内運輸の路線バス

陸地部では瀬戸内運輸（せとうちバス）、島嶼部では瀬戸内海交通が路線バスを運行している。今治市の中心部と市内各地を結ぶ路線の他、西条市や新居浜市、松山市（特急バス）を結ぶ路線が運行されている。また、しまなみ海道を経由して市内の中心部と島嶼部を結ぶ特急・急行バスが運行されており、島嶼部の通勤・通学などの足となっている。
- 路線バス
  - 瀬戸内運輸（今治営業所） - 陸地部の路線、市外･島嶼部を結ぶ路線を運行。
  - 瀬戸内海交通（大三島営業所･伯方営業所･大島営業所） - 島嶼部の路線、島嶼部と市内中心部を結ぶ急行バスを運行。
- リムジンバス
  - いずみ観光 - 松山空港発着便を運行。

#### 都市間高速バス

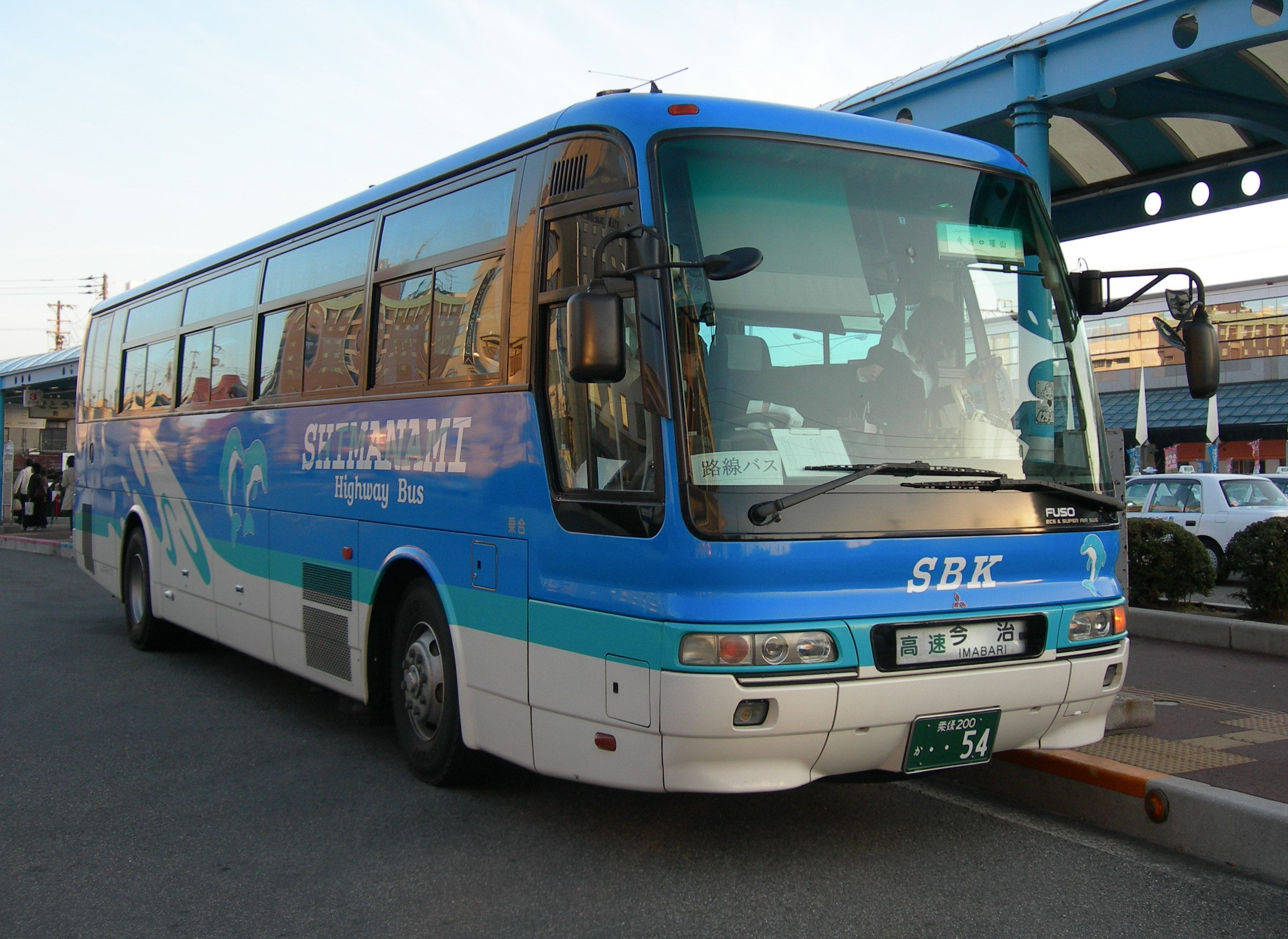
しまなみライナー

しまなみ海道の開通や今治小松自動車道などの高速道路の整備により東京都・京都府・大阪府・兵庫県（神戸市）・広島県（尾道市･広島市･福山市）・福岡県（福岡市･北九州市）を結ぶ高速バスが運行されている。しまなみ海道開通時の頃には、今治と尾道市･因島市・三原市を結ぶ路線も運行していたが利用者減少のため廃止されている。
- パイレーツ号（瀬戸内運輸） - 東京方面行き
- いしづちライナー（瀬戸内運輸・阪神バス） - 大阪・神戸方面行き
- WILLER EXPRESS（日本高速バス） - 大阪・京都方面行き
- 道後エクスプレスふくおか（瀬戸内運輸・伊予鉄バス・伊予鉄南予バス） - 小倉・博多・福岡天神方面行き
- しまなみライナー（広島線）（瀬戸内運輸・瀬戸内しまなみリーディング・広交観光） - 広島行き
- しまなみライナー（福山線）（瀬戸内運輸・瀬戸内しまなみリーディング・中国バス・鞆鉄道） - 福山行き
- キララエクスプレス（瀬戸内しまなみリーディング・中国バス・本四バス開発・伊予鉄バス） - 新尾道・福山行き

#### 公営バス（廃止）
- 今治市営バス

### 乗合タクシー
- 今治市乗合タクシー - 路線バス廃止後の地域住民の日常の足を確保する事を目的に、市内3地域で運行している。
  - 朝倉地域乗合タクシー（延喜タクシー）
  - 玉川地域乗合タクシー（常盤タクシー）
  - 吉海地域乗合タクシー（おおしまタクシー）
- mobi(河南タクシー、さわやか) - 市内中心部を営業エリアとして運行している。
- チョイソコおおみしま - 上浦町および大三島町の一部地域で運行している。

### 道路

#### 高速道路

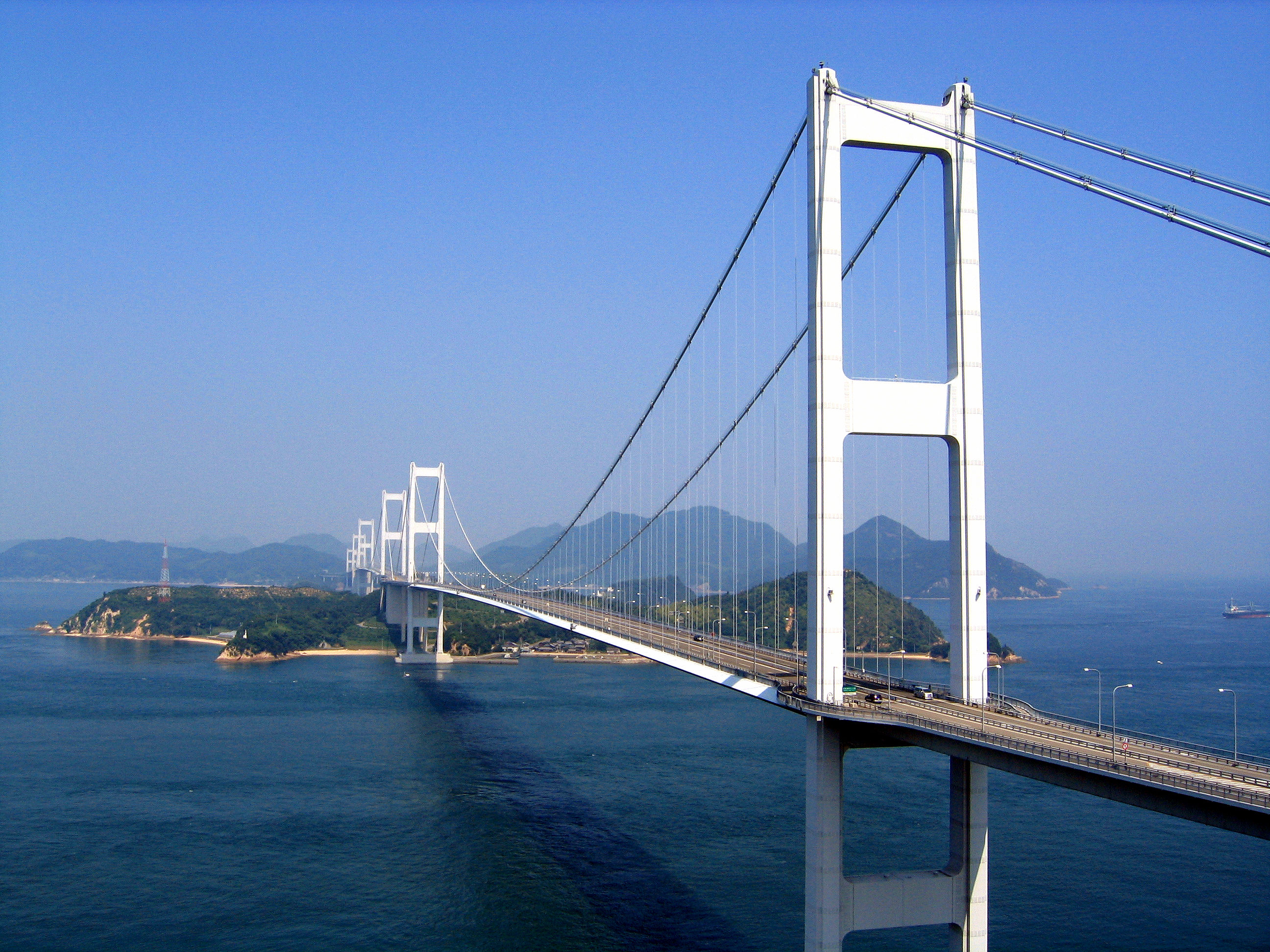
今治と尾道を結ぶ瀬戸内しまなみ海道（来島海峡大橋）

- 西瀬戸自動車道（瀬戸内しまなみ海道）※大島道路を含む。
  - インターチェンジ (IC)
    - 大三島IC
    - 伯方島IC
    - 大島北IC
    - 大島南IC
    - 今治北IC
    - 今治IC

  - サービスエリア (SA)・パーキングエリア (PA)
    - 来島海峡SA
    - 上浦PA
- 今治小松自動車道（今治道路・今治小松道路）
  - インターチェンジ
    - 今治湯ノ浦IC
    - 今治朝倉IC（未供用）

#### 一般国道
- 国道196号
- 国道317号

#### 都道府県道
主要地方道
- 愛媛県道14号今治港線
- 愛媛県道15号大西波止浜港線
- 愛媛県道17号北条玉川線
- 愛媛県道21号大三島上浦線
- 愛媛県道38号今治波方港線
- 愛媛県道49号大島環状線
- 愛媛県道50号伯方島環状線
- 愛媛県道51号大三島環状線

一般県道
- 愛媛県道154号東予玉川線
- 愛媛県道155号今治丹原線
- 愛媛県道156号桜井山路線
- 愛媛県道157号今治停車場線
- 愛媛県道158号波止浜停車場線
- 愛媛県道159号孫兵衛作壬生川線
- 愛媛県道160号今治波止浜線
- 愛媛県道161号線
- 愛媛県道162号朝倉伊予桜井停車場線
- 愛媛県道163号鈍川伊予大井停車場線
- 愛媛県道164号玉川菊間線
- 愛媛県道166号波方環状線
- 愛媛県道167号伊予亀岡停車場線
- 愛媛県道177号大下白潟線
- 愛媛県道197号才之原菊間線
- 愛媛県道301号宮崎波方線
- 愛媛県道325号今治大三島自転車道線
- 愛媛県道337号名駒友浦線

#### 道の駅
- 今治市多々羅しまなみ公園（国道317号）
- 今治湯ノ浦温泉（国道196号）
- しまなみの駅御島（県道21号大三島上浦線）
- 伯方S・Cパーク（国道317号）
- よしうみいきいき館（国道317号）

#### 主な橋梁
- 西瀬戸自動車道（瀬戸内しまなみ海道）

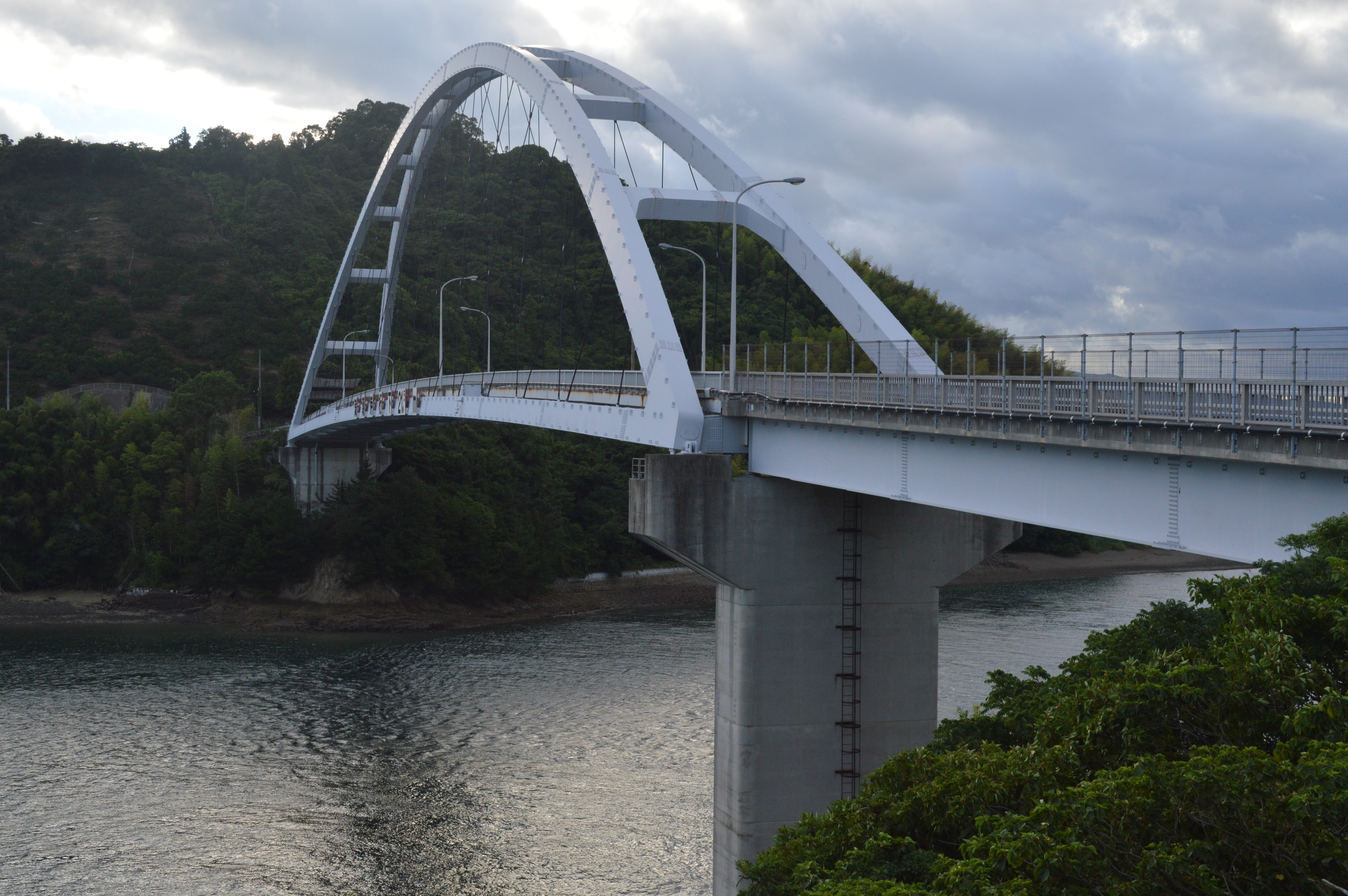
岡村島と中ノ島を結ぶ岡村大橋

  - 来島海峡大橋（来島海峡第一大橋・来島海峡第二大橋・来島海峡第三大橋）：今治 - 大島
  - 伯方・大島大橋（伯方橋・大島大橋）：大島 - 伯方島
  - 大三島橋：伯方島 - 大三島
  - 多々羅大橋：大三島 - 生口島（広島県尾道市）
- 安芸灘諸島連絡架橋
  - 岡村大橋（大崎下島広域農道）：岡村島 - 中ノ島（広島県呉市）

## 観光

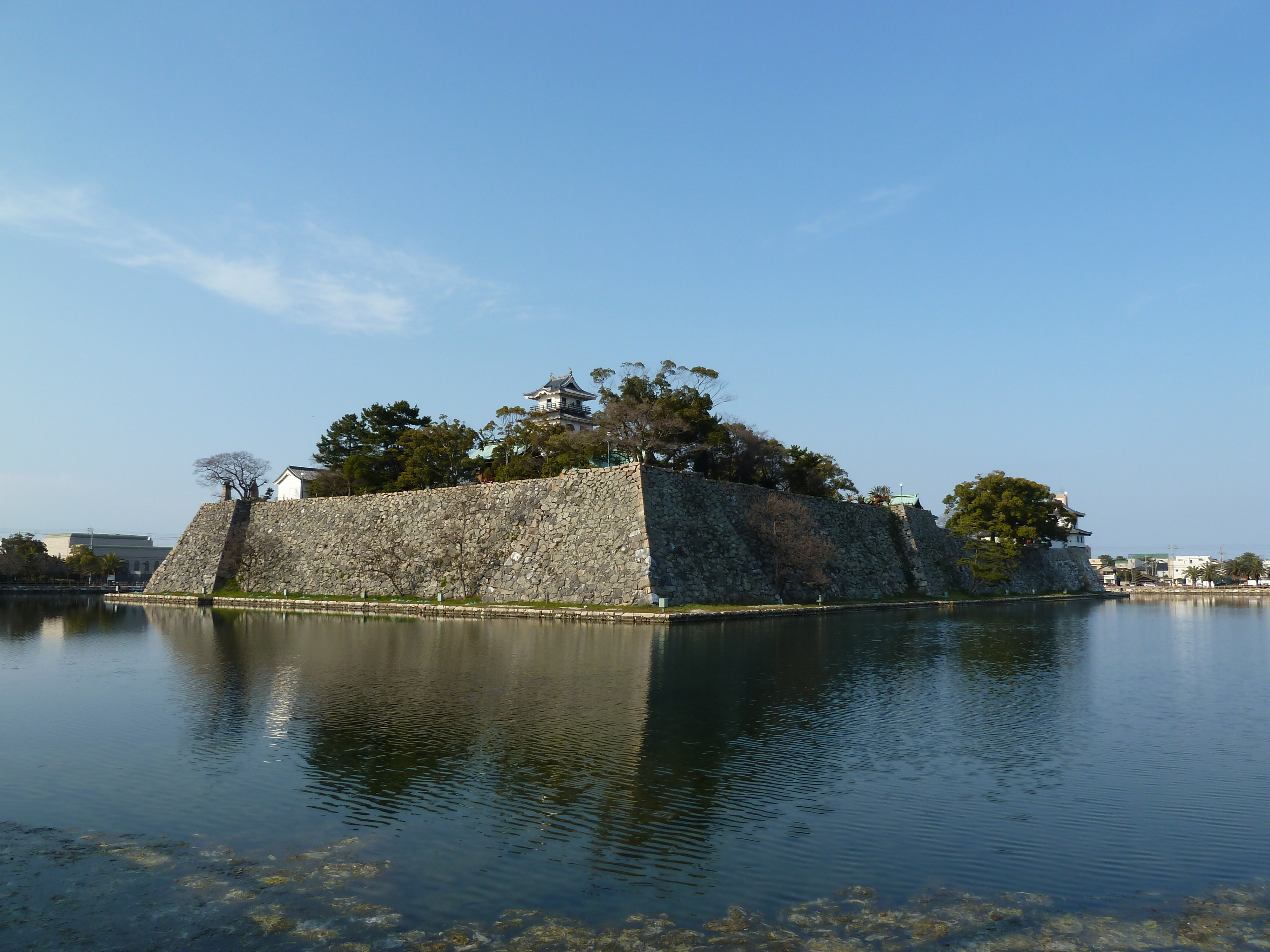
今治市のシンボル、今治城

### 歴史的建造物
- 今治城（県指定史跡、日本100名城・日本三大水城）
- 今治ラヂウム温泉（国の登録有形文化財） - 2014年3月に休業。
- 芸予要塞跡 - 小島に所在。
- 能島城（続日本100名城）

### 神社仏閣

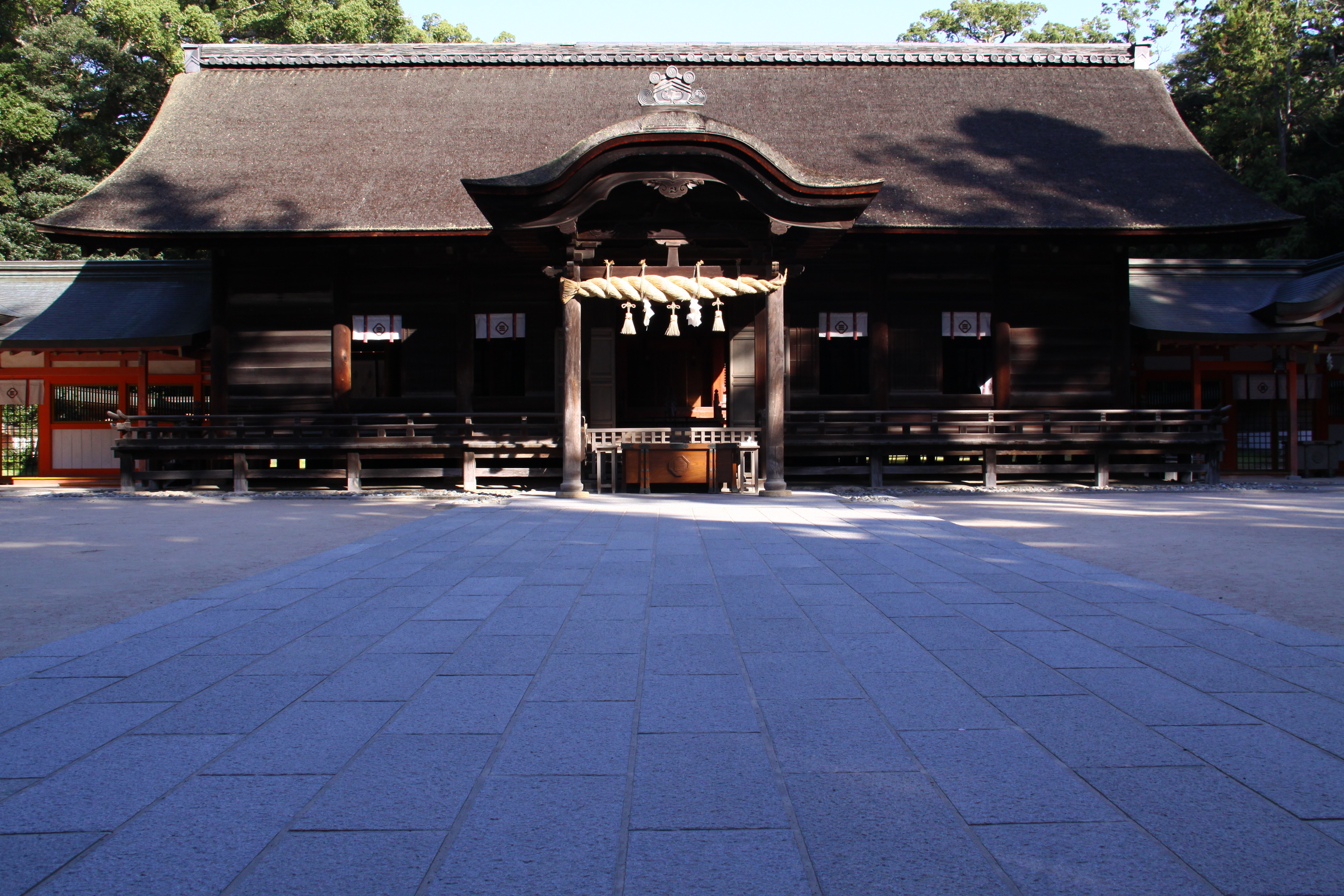
大山祇神社拝殿

- 大山祇神社
- 加茂神社
- 喜多浦八幡神社
- 禅興寺
- 光蔵寺

#### 札所社寺
- 四国八十八ヶ所霊場：(54)延命寺、(55)南光坊、(56)泰山寺、(57)栄福寺、(58)仙遊寺、(59)国分寺
- 新四国曼荼羅霊場：(37)法華寺、(38)満願寺、(39)竹林寺、(40)別宮大山祇神社、(41)光林寺、(42)遍照院
- 四国三十六不動霊場：(20)光林寺、(21)満願寺

### 博物館・展示施設など
- 愛媛文華館

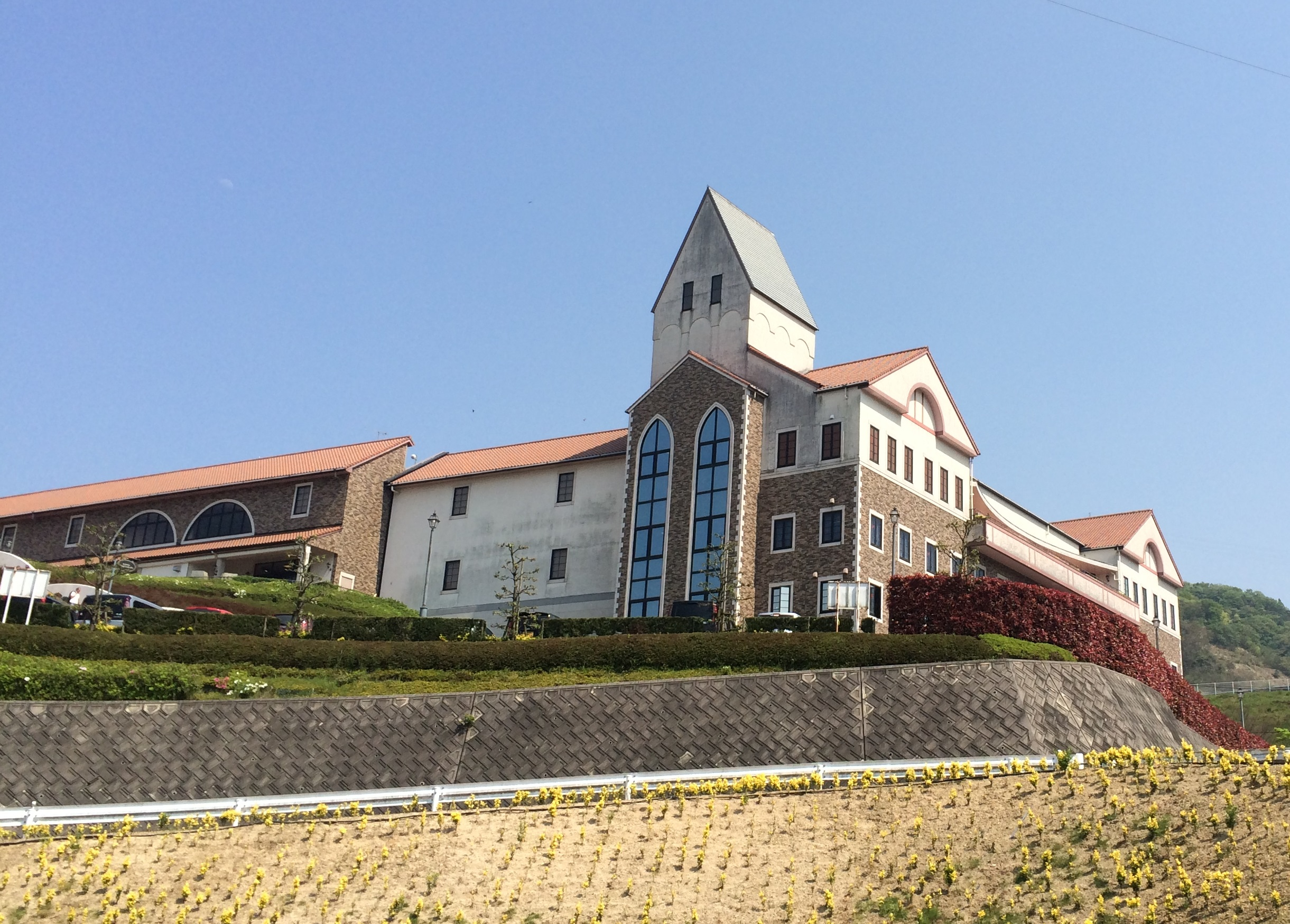
タオル美術館ICHIHIRO

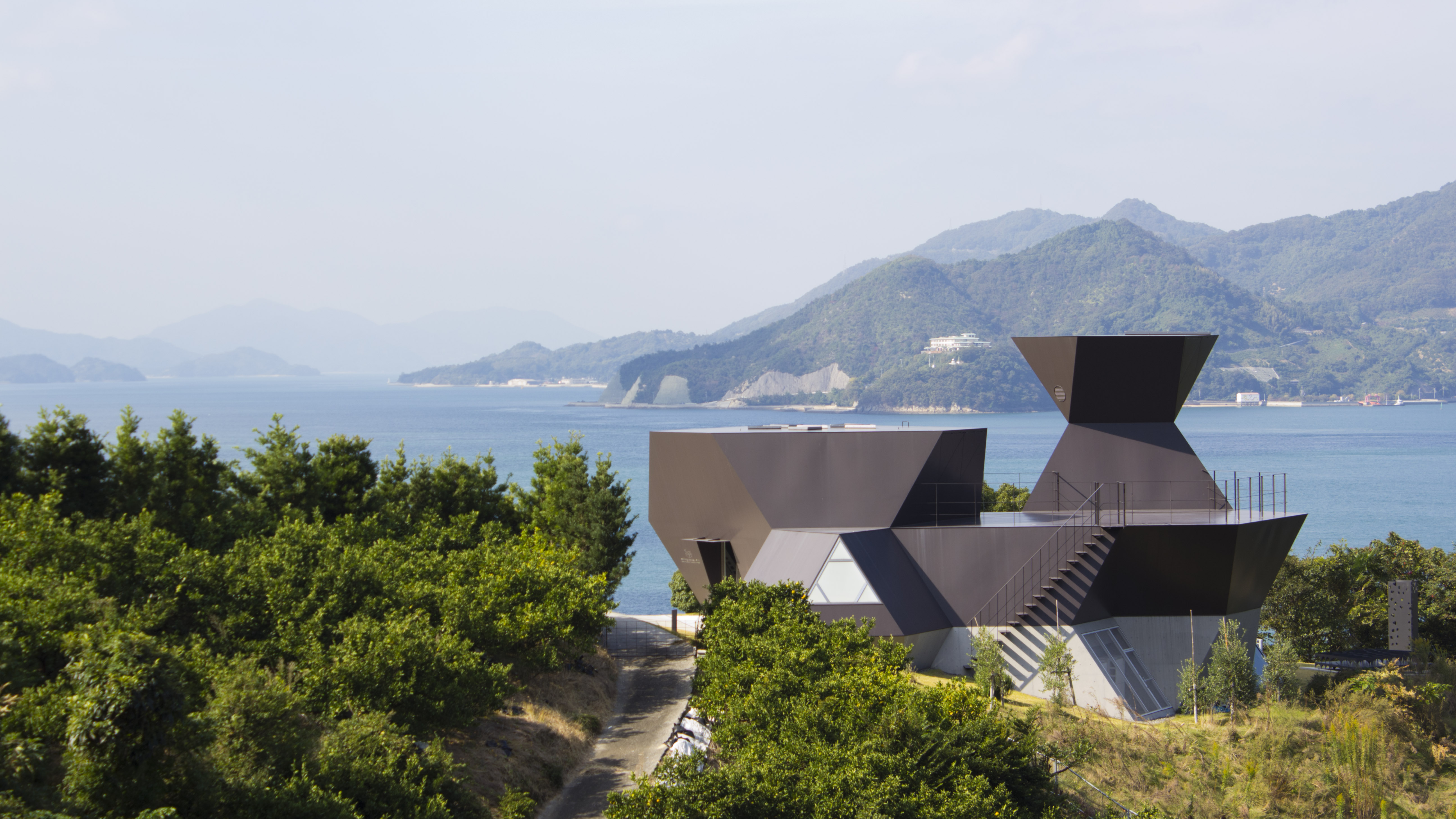
伊東豊雄建築ミュージアム

- 今治地場産業振興センター（じばさんプラザ）
- テクスポート今治
- 今治市河野美術館
- 世界食文化博物館 - 日本食研ホールディングス本社に併設。
- サンライズ糸山
- 伊予桜井漆器会館
- 大西藤山歴史資料館
- 波方歴史民俗資料館
- タオル美術館ICHIHIRO
- ふるさと美術古墳館
- 玉川近代美術館
- 玉川町文化交流館
- グリーンピア玉川
- 菊間かわら館
- みやくぼ石文化交流館
- 今治市村上海賊ミュージアム
- 村上三島記念館
- 大山祇神社宝物館
- 大三島美術館
- ところミュージアム大三島
- 伊東豊雄建築ミュージアム
- 吉海郷土文化センター（野間仁根バラの絵画展）

### 公園

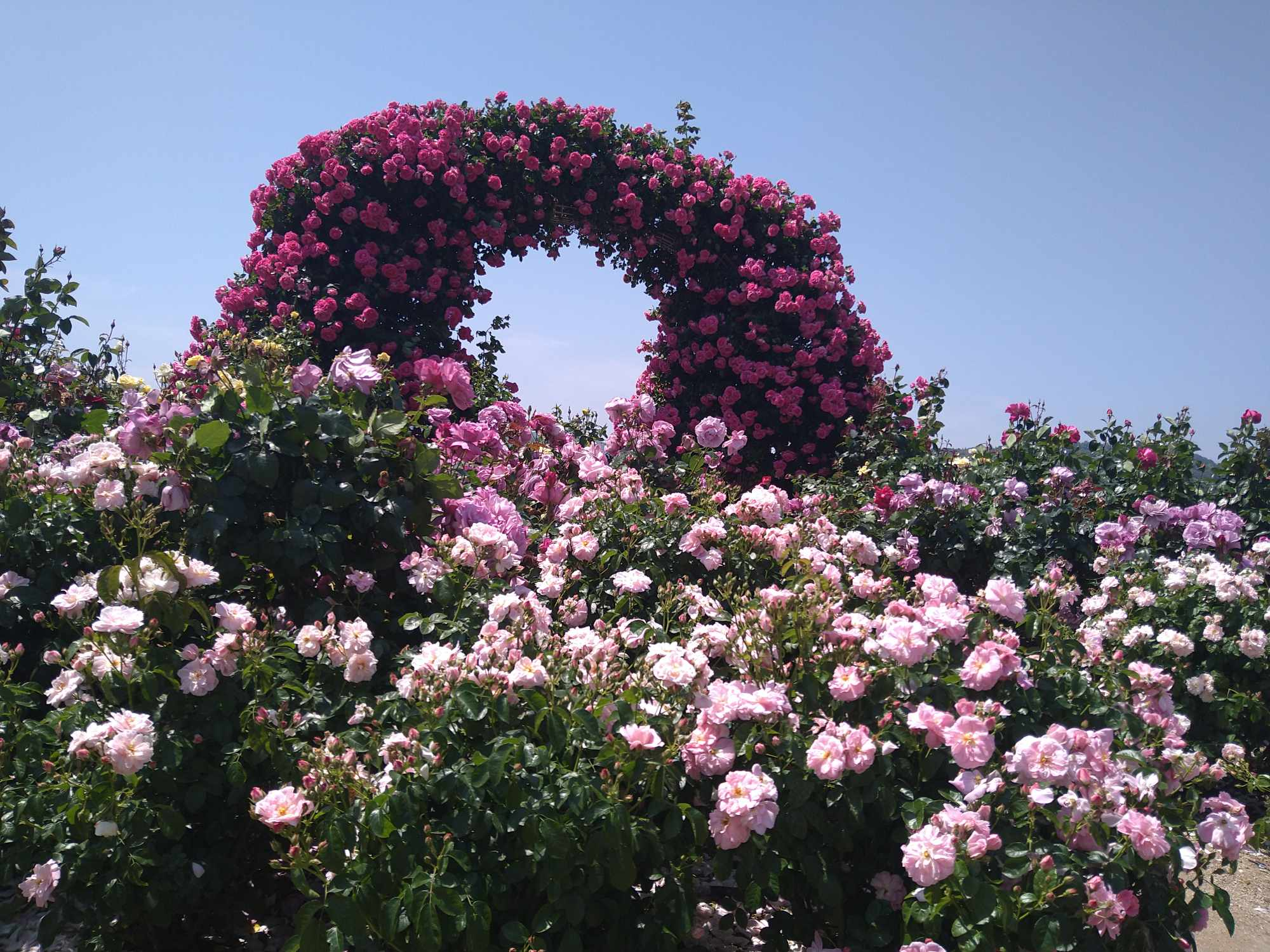
よしうみバラ公園

- 野間馬ハイランド
- 朝倉緑のふるさと公園
- 今治市制50年記念公園
- 桜井総合公園
- しまなみアースランド
- 糸山公園
- 風の顔らんど
- 藤山健康文化公園
- 瓦のふるさと公園
- 波方運動公園
- 玉川湖畔の里
- 玉川総合公園
- ふるさと歴史公園
- 開山フラワーパーク
- 上浦多々羅スポーツ公園
- 大三島緑の村運動広場
- よしうみバラ公園
- 朝倉牛神古墳公園
- 宮窪石文化運動公園

#### 海浜公園
- 鴨池海岸公園
- 唐子浜
- 桜井海浜ふれあい広場
- 大角海浜公園
- 伯方ビーチ
- 沖浦ビーチ
- 星の浦海浜公園

### 温泉・温浴施設

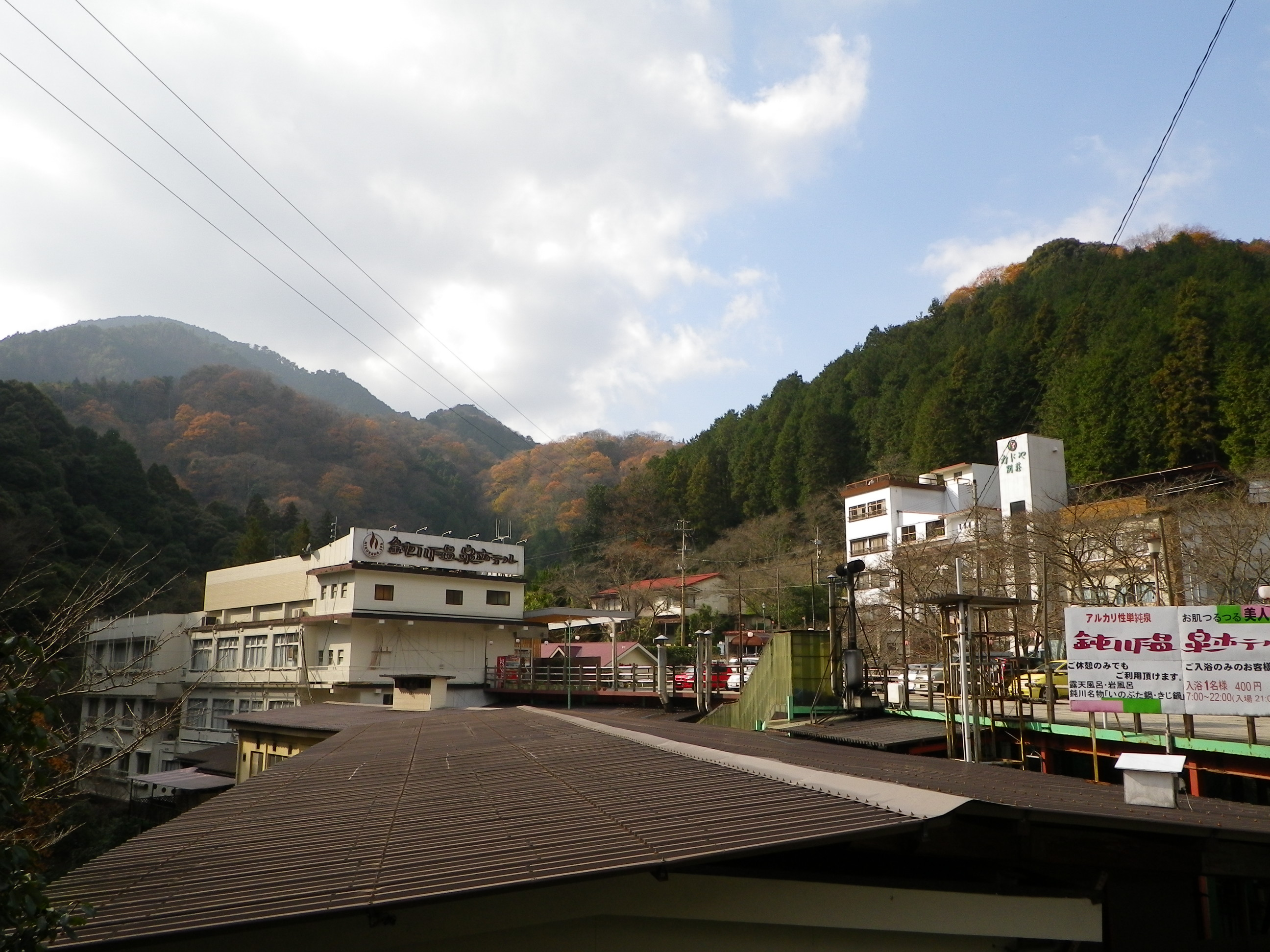
鈍川温泉街

温泉地
- 鈍川温泉
- 湯ノ浦温泉

温浴施設
- 桜井石風呂（夏季限定営業）
- クアハウス今治
- 竹庭　清正乃湯
- しまなみ温泉 喜助の湯
- 天然温泉かみとくの湯
- マーレ・グラッシア大三島

### 景勝地

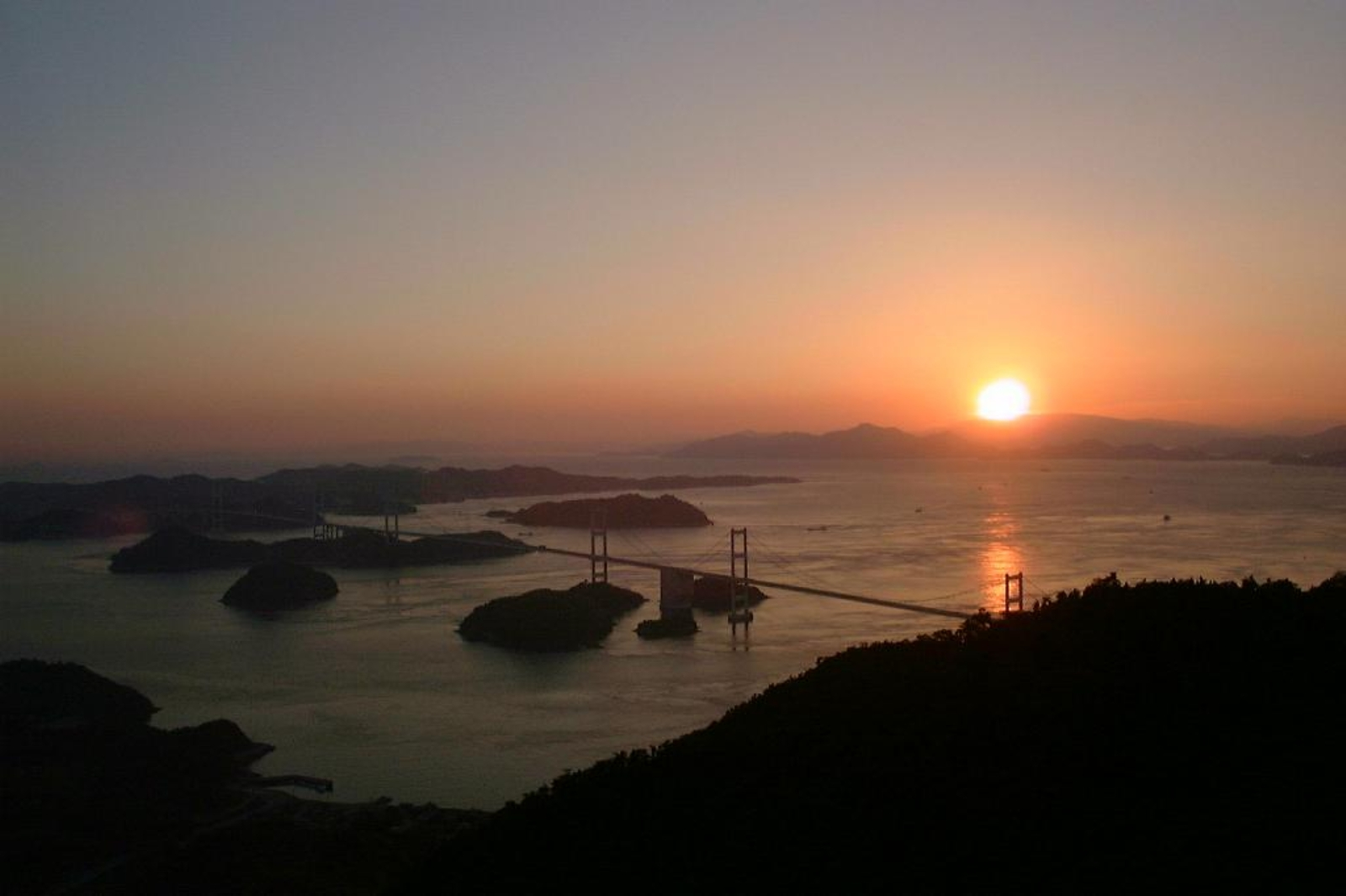
亀老山展望公園 展望台からの夕景

- 海山城展望台
- 亀老山展望公園 展望台
- 来島海峡展望館
- 宝股山
- 近見山
- 塔の峰展望台
- ナガタニ展望台
- 船折瀬戸
- 見近島
- 鶏小島

### その他
- 菅源三郎の銅像 - 海員道の亀鑑として厳島神社境内にある日支連絡船「長崎丸」の船長。
- ボートピア朝倉 - 丸亀競艇場の競艇場外発売所。旧朝倉村に立地している。
- ドルフィンファームしまなみ

### 銘菓
- うずしおパイ
- 鬼瓦もなか
- 鶏卵饅頭
- 母恵夢（ポエム）
- まるごとみかん大福
- 八幡饅頭
- ラムリン
- 椀舟最中

### 百選など
- 米づくり100選 - 大三島町宮浦
- 水源の森百選 - 今治越智地方水源の森
- 日本の白砂青松100選 - 志島ヶ原海岸
- 日本の渚百選 - 桜井海岸
- 日本100名城 - 今治城（No.79）
- ふるさといきものの里100選 - 今治市ホタルの里
- 名湯百選 - 今治湯ノ浦温泉
- 国民保養温泉地 - 今治湯ノ浦温泉
- 国際観光モデル地区（1986年）指定。
- DOCOMOMO JAPAN選定 日本におけるモダン・ムーブメントの建築 - 今治市庁舎本館・公会堂・市民会館

### 祭事・催事

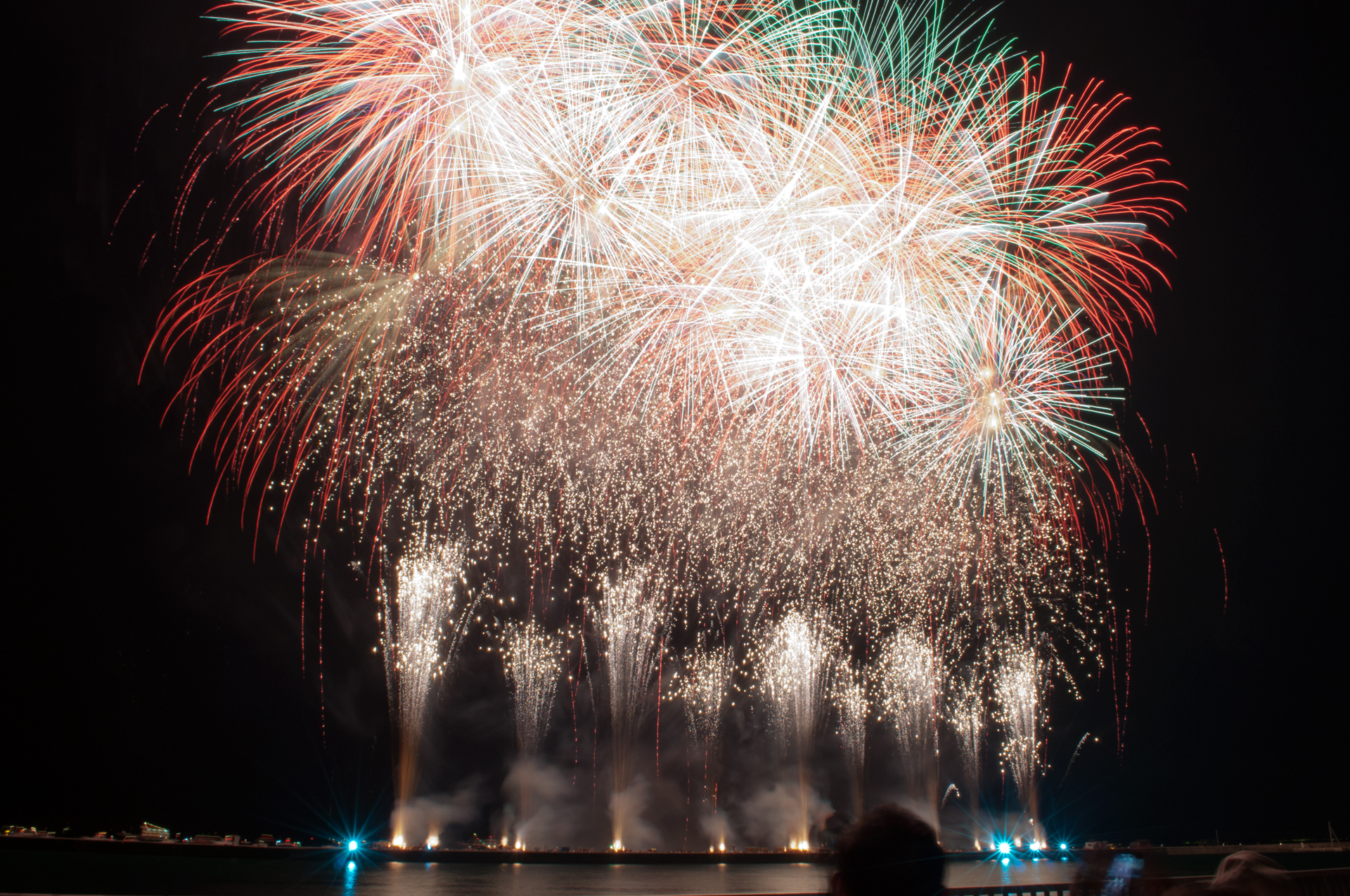
おんまく花火

- えびすぎれ、えびす市（2月） - 今治呉服商同盟会に加盟する呉服店が年に1度の大売り出しを行っている。また今治商店街全体で大安売り等を行っている。
- 今治地方春祭り（5月） - 獅子頭をつけた人が人の肩に乗って舞う「継ぎ獅子（つぎじし）」と呼ばれる獅子舞が市内各地で披露されている[83]。
- 土曜夜市(6・7月) - 今治商店街で6月末～７月下旬までの毎週土曜日に行われている。商店街に屋台が並び、各種イベントが行われる。
- 水軍レース（7月） - 村上海賊の復元船である小早船に12人が乗り込みスピードを競う大会が行われている。
- 今治市民のまつり おんまく（8月） - 今治港周辺で開催され、継ぎ獅子や踊りなどが披露されている。最終日には「おんまく花火」が開催される。
- 菊間祭り(10月) - 加茂神社の300mの参道を馬が一気に駆け抜ける「お供馬の走り込み」が行われる。
- 瀬戸内しまなみ海道スリーデーマーチ（10月） - しまなみ海道沿線を歩くウォーキング大会。日本マーチングリーグ公式大会。
- せとうちみなとマルシェ - 今治港周辺で、毎月第2・4日曜日（夏季は第2・第4土曜日の夜）マルシェが定期的に行われている。
- サイクリングしまなみ - 4年に一度開催される日本最大規模のサイクリング大会。
- バリシップ - 隔年で開催される西日本最大の国際海事展。最終日には一般公開が行われ、造船所などの工場見学会などが実施されている。

## 文化財

### 有形文化財

#### 国登録有形文化財
- 今治ラヂウム温泉

### 史跡

#### 国指定史跡
- 妙見山古墳

#### 県指定史跡
- 今治城

#### 市指定史跡
- 牛神古墳

### 天然記念物

#### 国指定天然記念物
- 大山祇神社のクスノキ群

### 無形民俗文化財

#### 県指定無形民俗文化財
- お供馬の走り込み

## 主な宿泊施設
| 公営 | 民営                                                                          |
| - 今治湯ノ浦ハイツ - サンライズ糸山 - 大三島少年自然の家 - 今治市朝倉ふれあい交流センター - 今治市しまなみふれあい交流館 - 休暇村瀬戸内東予 | - 今治国際ホテル - ケーオーホテル - 今治プラザホテル - 今治ステーションホテル |

## 出身の人物

### 政治家
- 越智伊平 - 元衆議院議員
- 菊川忠雄 - 元衆議院議員、労働運動家（旧・波方町出身）
- 白石洋一 - 衆議院議員
- 砂田重政 - 元衆議院議員
- 西岡新 - 元衆議院議員、愛媛県議会議員
- 野間赳 - 元参議院議員
- 村上誠一郎 - 衆議院議員
- 村上紋四郎 - 元衆議院議員、元今治市長
- 八木春樹 - 貴族院多額納税者議員、今治市会議長
- 山本順三 - 参議院議員・元国家公安委員会委員長

### 官僚
- 原島秀毅 - 初代沖縄大使、元駐マレーシア大使
- 藤原武平太 - 情報処理推進機構理事長、元駐ブルガリア大使、元通商産業省中部通産局長

### 研究者
- 青野壽郎 - 地理学者、東京教育大学名誉教授（旧桜井村出身[84]）
- 越智道雄 - 明治大学名誉教授。
- 田坂広志 - 多摩大学大学院教授、元内閣官房参与
- 中野義照 - 仏教学者・高野山大学学長
- 矢内原忠雄 - 経済学者、東京大学総長
- 渡辺弘之 - 生物学者、京都大学名誉教授

### 作家
- かのうかりん - 絵本作家
- 黒川博行 - 作家

### 画家
- 馬越嘉彦 - アニメーター、キャラクターデザイナー（旧・伯方町出身）
- 沖冠岳 - 絵師
- 周襄吉 - 画家
- 空山基 - イラストレーター
- 智内兄助 - 画家（旧・波方町出身）
- 野間仁根 - 洋画家（旧・吉海町出身）
- MAYA MAXX - イラストレーター、絵本作家

### 書道家
- 村上三島 - 書道家（旧・上浦町出身）

### スポーツ
野球
- 越智大祐 - 元プロ野球選手（旧・菊間町出身）
- 熊代聖人 - 元プロ野球選手
- 重松通雄 - 元プロ野球選手
- 高井保弘 - 元プロ野球選手
- 藤本修二 - 元プロ野球選手
- 正岡真二 - 元プロ野球選手
- 矢野泰二郎 - プロ野球選手

サッカー
- 越智亮介 - サッカー選手
- 菅和範 - サッカー選手
- 髙瀨太聖 - サッカー選手

陸上
- 真木和 - 元陸上競技（長距離走）・マラソン選手（旧・波方町出身）
- 村上幸史 - 陸上競技 (やり投選手)

相撲
- 鯉ノ勢寅雄 - 元大相撲力士
- 楯甲幸男 - 1950年代前半に活躍した、大相撲力士（旧・宮窪町出身）

競輪・競艇・競馬
- 伊藤豊明 - 元競輪選手
- 道上千夏 - 競艇選手

プロレス
- 上村優也 - プロレスラー(新日本プロレス)

### 舞踏家
- 扇崎秀薗 - 日本舞踊家元（旧・波止浜町出身）
- 矢内原美邦 - 舞踊家、振付家、劇作家

### 落語家
- 露の紫 - 落語家

### 芸人
- 青野敏行 - お笑い芸人（吉本新喜劇座員）
- 門田充史 - お笑い芸人 (侍スライス）
- 中田カウス - 漫才師（旧・伯方町出身）
- 中野聡子 - お笑い芸人（日本エレキテル連合）
- みかん - ものまねタレント（旧・菊間町出身）
- 村上ショージ - お笑い芸人（旧・吉海町出身）
- 横山ひろし - 漫才師（旧・波方町出身）

### 俳優・タレント
- 入船加澄実 - 元グラビアアイドル
- 曽我部洋士 - 俳優
- 西本ひろ子 - 俳優
- 藤田晴彦 - ローカルタレント・ディスクジョッキー、ミュージシャン（元ザ・コークス）

### 映画監督
- 森一生 - 映画監督

### 歌手・音楽家
- 伊吹友里 - 演歌歌手（旧・玉川町出身）（旧名：真帆香ゆり、真帆花ゆり）
- 越智志帆 - ミュージシャン（Superfly、旧・朝倉村出身）
- 近藤等則 - ジャズ奏者
- 谷本久美子 - ジャズ歌手
- 田中貴 - ミュージシャン（サニーデイ・サービス）
- 多保孝一 - 作曲家、音楽プロデューサー
- でんしれんぢ - バンド（在住）
- 友近890 - ミュージシャン

### マスメディア
- 大澤やすのり（大澤寧工） - 愛媛朝日テレビ
- 大下香奈 - フリー→歌手→NHK松山放送局契約キャスター→元テレビ愛媛
- 金子美奈 - 北陸朝日放送
- 川越友佳 - フリー、元NHK松山放送局→元新潟テレビ21→元愛媛朝日テレビ
- 白石紘一 - 南海放送社員。元アナウンサー。
- 長野翼 - 元フジテレビ（旧・関前村出身）
- 檜垣すみれ - 福岡放送アナウンサー
- 別府彩 - フリーアナウンサー・元ホリプロ　※東京都育ち
- 村上健太郎 -愛媛朝日テレビ
- 八木菜緒 - BS11、元NHK高知放送局契約キャスター→元テレビ愛媛→元文化放送
- 保持卓一郎 - 元南海放送
- 吉井万結 - フリーアナウンサー、元愛媛朝日テレビ

### その他マスメディア関係者
- 菅康弘 - テレビプロデューサー・NHK理事

### ジャーナリスト
- 清水克彦 - ジャーナリスト、文筆家、文化放送キャスター、プロデューサー（旧・大西町出身）
- 長井健司 - ジャーナリスト

### 実業家・会社社長
- 青野慶久 - サイボウズ代表取締役（旧・玉川町出身）
- 池内計司 - 池内タオル代表取締役社長
- 伊藤龍典 - 能美防災代表取締役社長
- 大沢一彦 - 日本食研代表取締役会長
- 岡本虎二郎 - 緑屋（現:クレディセゾン）創業者
- 佐谷宣昭 - パイプドHD創業者・代表取締役社長兼グループCEO
- 田坂輝敬 - 元新日本製鐵代表取締役社長
- 徳生忠雄 - 丸興（現:SMBCファイナンスサービス）共同創業者
- 三宅川百太郎 - 元三菱商事代表取締役会長
- 宮崎清 - 元三井物産代表取締役社長
- 安永竜夫 - 三井物産代表取締役社長

### 航海士
- 菅源三郎 - 航海士

### 建築家
- 丹下健三 - 建築家
- 村上徹 - 建築家・広島工業大学教授

### 宗教家・僧侶
- 下見吉十郎 - 僧・琉球王国・薩摩国を除き、日本列島で初めて本格的なサツマイモの栽培に成功
- 凝然 - 律僧

### 料理人
- 徳永純司 - ホテルインターコンチネンタル東京ベイ・エグゼクティブパティシエ

### その他
- 福田和子 - ホステス ※松山市生まれ

## ゆかりの人物

### 今治市に住んだことがある人物
- 江副浩正 - 大学広告（現リクルート）創業者。母の郷里の愛媛県越智郡波方村（現・今治市）に生まれた[85]。その後大阪市天王寺区へ引っ越す[86]。
- 岡本綾子 - プロゴルファー（今治明徳高等学校出身）
- 徳冨蘆花 - 小説家（今治市の英学校で学校教師として勤務）
- 村上久米太郎
- 山内和彦 - 元川崎市議会議員。選挙（ドキュメンタリー映画）の主人公。（愛媛県立今治西高等学校出身）
- 山室軍平 - 今治教会で伝道活動に従事
- 横井時雄 - 今治教会初代牧師

### 親族が今治市出身の人物
- 河北麻友子 - 女優。父が今治市出身。『アメトーーク!』観光大使芸人（2016年6月23日放送）に出演した際、「ダディは愛媛県今治市出身なんですよ」と明かしている。

## 名誉市民
- 河野信一 - 帝国判例法規出版社代表
- 木本達郎 - 元今治市医師会役員
- 越智伊平 - 元衆議院議員・四国通建創業者
- 曽我梶松 - 元福岡県知事・元熊本県知事・元三重県知事
- 坪内寿夫 - 元來島船渠（現：新来島どっく）社長・元日刊新愛媛社長
- 檜垣俊幸 - 今治造船会長
- 檜垣正一 - 今治造船元会長
- 村上常太郎 - 大審院検事
- 大沢一彦 - 日本食研ホールディングス会長

## 今治市を舞台とした作品

### 漫画
- しまなみぽたぽた
- 放課後ミンコフスキー（原作：青柳碧人、作画：帯屋ミドリ）

### 文芸
- 黒い眼と茶色の目（徳富蘆花）
- 天使は奇跡を希う (文春文庫)
- 汝、星のごとく

### 映画
- 悪名市場
- がんばっていきまっしょい
- 恋は五・七・五!
- 新網走番外地 流人岬の血斗
- パーマネントブルー・真夏の恋
- 船を降りたら彼女の島
- となり町戦争 - 舞坂駅のシーンで伊予桜井駅が撮影に使用された。
- ホーム・スイートホーム2 日傘の来た道
- ウルヴァリン:SAMURAI - 大三島町宮浦で撮影が行われた。
- 南風（日台合作映画）
- 潔く柔く
- 瀬戸内海賊物語
- ボクは坊さん。

### アニメ
- 舞-HiME（松山市とも推測されている）

### 広告
- トヨタ自動車 レクサス・GS450h（2006年）